# 俄羅斯入侵烏克蘭時間軸 (2025年5月)

俄羅斯入侵烏克蘭的動態地圖（參見可交互的俄烏戰爭詳細地圖）

本條目主要列出俄羅斯入侵烏克蘭在2025年5月的過程。

## 5月1日

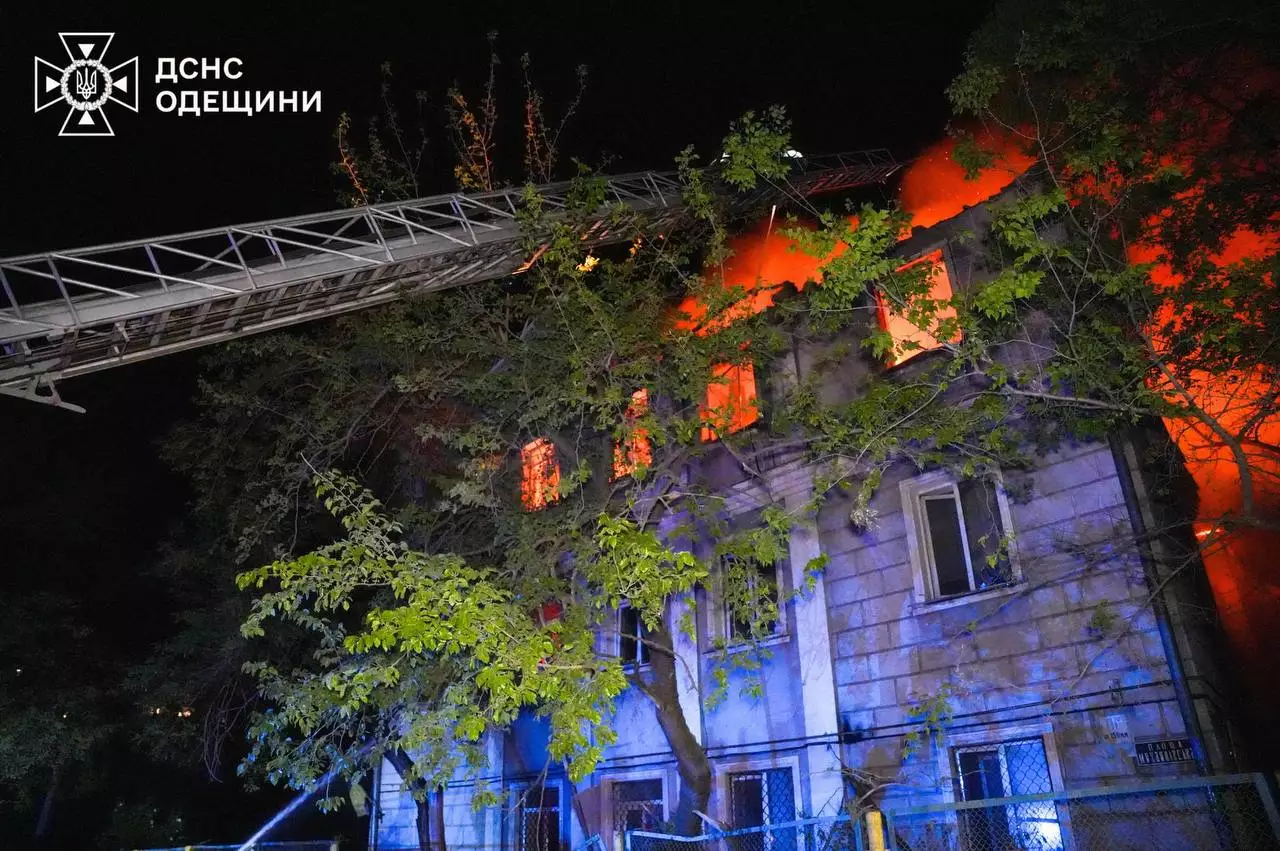
俄軍襲擊敖德薩市後

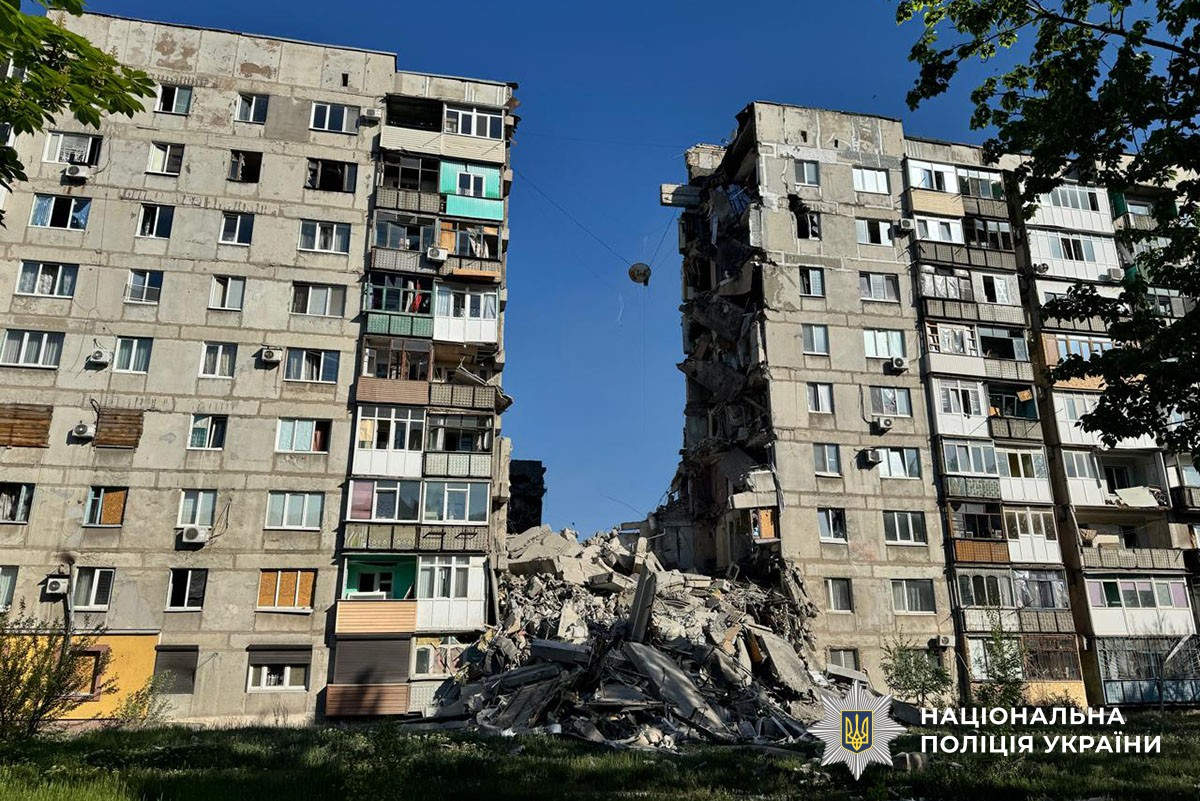
俄軍襲擊米爾諾赫拉德市後

烏克蘭地方政府表示，截至1日上午9時，俄羅斯在過去24小時內襲擊基輔、赫爾松、敖德薩、蘇梅、尼古拉耶夫、第聶伯羅彼得羅夫斯克、頓涅茨克、盧甘斯克、敖德薩、日托米爾、切爾卡瑟、哈爾科夫、扎波羅熱和切爾尼戈夫等地，至少造成2名平民死亡，33名平民受傷。烏克蘭空軍表示，俄羅斯午夜至凌晨期間，對烏克蘭發動無人機襲擊，俄軍從俄佔克里米亞發射5枚伊斯坎德-M彈道導彈，從庫爾斯克、米勒羅沃、奧廖爾、俄佔克里米亞和普里莫爾斯科-阿赫塔爾斯基區發射170架見證者-136無人機和不明型號無人機，防空系統在各地擊落74架無人機。另有68架無人機因電子戰措施，未能擊中目標。烏克蘭敖德薩州長表示，俄軍使用無人機襲擊敖德薩市，至少造成2名平民死亡，5名平民受傷。基輔市長表示，俄軍使用無人機襲擊基輔後，集束彈藥在基輔的一個森林公園地區沒有即時爆炸，延遲爆炸至少造成1名平民受傷。扎波羅熱州州長表示，俄軍對扎波羅熱發動無人機襲擊，至少造成1名平民死亡，28名平民受傷。
烏克蘭武裝部隊總參謀部表示，自全面入侵以來，俄羅斯在烏克蘭損失953,190名士兵，過去一天俄軍有1 ,230人傷亡，累計損失10,732輛坦克、22,364輛裝甲戰鬥車輛、46,750輛車輛和油箱、27,136門火砲系統、1,375套多管火箭系統、1,148套防空系統、370架飛機、335架直升機、34,401架無人機、3,196枚巡弋飛彈、28艘船隻和1艘潛艦等。總司令瑟爾斯基表示，烏克蘭無人機4月份擊中並摧毁超過83,000個俄羅斯目標，比3月份增加8%。烏軍4月份從俄軍手中奪回115個陣地，烏軍現在主要任務是阻止在受威脅地區的俄軍，主要是蘇梅、庫爾斯克、波克羅夫斯克和新波夫拉夫利夫斯克。強調炮兵、航空和無人機的持續成功，4月遠端無人機擊中俄羅斯的62個目標，摧毀和破壞軍事設施和軍工綜合體。「18-24」動員專案正在取得進展，軍隊亦從非戰鬥士兵轉為戰鬥士兵計劃中取得進展，30,500名士兵轉為戰鬥士兵。
俄羅斯外交部表示，譴責烏軍對俄佔赫爾松阿列什基鎮一個人員密集的市場發動無人機襲擊，出動約30架無人機，分4批進行襲擊，至少造成7名平民死亡，20多人受傷，烏軍隨後針對當地發起第2波無人機襲擊，蓄意針對倖存者和到達現場的急救人員。認為烏克蘭故意選在5月1日休息日對平民進行打擊，令人髮指，再次暴露基輔政權升級武裝衝突，破壞和平解決前景，並將烏克蘭領導層稱為完全不願對話的「新班德拉派」。烏克蘭武裝部隊發言人沃洛申表示，基輔方面襲擊的目標是俄方控制的赫爾松地區內的俄軍，死亡人員均為軍人，未涉及平民。
烏克蘭總統澤連斯基公布總統令，對個人和實體實施新制裁，包括前烏克蘭總統顧問奧列克西·阿雷斯托維奇、親克里姆林宮評論員、俄羅斯記者、俄羅斯寡頭及其家人和幾家俄羅斯主要公司。澤連斯基表示，期待已久的美烏礦產協議的簽署是其最近與美國總統特朗普在梵蒂岡會面的第一個具體結果。這是一項真正平等的協議，為大量投資在烏克蘭打開大門，並使生產實現重大現代化。
俄罗斯外交部发声明譴責向烏克蘭提供武器和資金的西方，形容基輔政權及其西方支持者聲稱要將烏克蘭恢復到1991年的邊界，是毫無根據且不切實際，俄羅斯將採取一切必要措施，確保這種情況永遠不會發生。
烏克蘭國家安全局表示，烏克蘭活動家、曾在2014年敖德薩衝突中與親俄暴徒對峙的謝爾蓋·斯特年科遭暗殺未遂，斯特年科自俄羅斯開始全面入侵以來，在普及第一人稱視角無人機、籌集資金向前線提供無人機和其他裝置方面發揮關鍵作用。斯特年科其後在社交平台用粗言穢語罵俄羅斯，並感謝國家安全局。
烏克蘭最高法院裁定，烏克蘭公民不能在戰時以宗教信仰為由拒絕服兵役，和平時期服兵役用其替代方案，烏克蘭公民可以自由使用，強調在俄羅斯全面入侵期間，保衛國家的義務適用於所有烏克蘭人。援引歐洲人權法院先前的裁決，承認平衡宗教自由與國家義務的重要性，但指出歐洲人權法院沒有一項決定涉及涉及如此大規模戰爭和國家威脅的類似案件。
美國總統特朗普表示，與烏克蘭達成礦產協議確保美國獲得比提供的「3500億美元」援助更多的回報，不想自己看起來很傻。美國副總統萬斯表示，特朗普政府現在正專注於在未來100天內為俄烏戰爭提供解決方案。目前解決俄烏衝突的第一步和必要步驟是讓雙方各自提出和平建議。美國已經發布和平提案，現在試圖將雙方聚集在一起。萬斯改變以往特朗普政府的講法，指出烏克蘭戰爭不會在短時間內結束。
美國國務卿盧比奧在與法國外交部長巴羅會面時敦促歐洲盟友向烏克蘭投入更多資源，並警告言語是不夠、亦不足以結束俄羅斯的戰爭，確保持久和平。同時讚揚法國在建立對和平協議的支援方面的領導，但強調如果歐洲合作伙伴希望結束戰爭，必須以真正的資源和政治意願站出來。美國國務院發言人布魯斯表示，美國仍然致力於支持烏克蘭的和平努力，但將減少作為調解人的直接作用，總統特朗普認為世界還有另一部份，整個地球還有其他地方需要關注，現在是時候雙方就如何結束戰爭提出具體想法。
美國財政部長貝森特盛贊烏克蘭與美國簽署的「雙贏」礦產協議取得明顯成功，就協議而言，這是一項全面的經濟夥伴關係，不僅涉及稀土，還涉及基礎設施和能源，因此雙方都有真正共贏的機會，現在我們可以打出這些牌，向俄羅斯領導層表明，烏克蘭人民和美國人民之間，以及我們的目標之間，沒有任何分歧。美國將加速烏克蘭經濟發展，正如特朗普總統所說，經濟安全就是國家安全，國家安全就是經濟安全，因此這場衝突後強大的烏克蘭將有助於烏克蘭人維護國家安全。
美國空軍表示，以向烏克蘭交付退役無法飛行、缺乏發動機和雷達等關鍵部件，無法用於作戰行動的F-16戰機，將用作支援維持歐洲交付烏克蘭的F-16戰機零部件。首批退役F-16戰機已於4月26日運往向烏克蘭提供軍事援助的波蘭關鍵後勤中心。
法國外交部長巴羅在接受傳媒訪問時表示，歐盟正在準備對俄羅斯實施第17輪制裁，將會與美國參議員提出的旨在增加俄羅斯壓力的新制裁一致，形容俄羅斯總統普京是當今烏克蘭和平的唯一障礙。
美國共和黨參議員格林厄姆表示，至少72名美國共和民主兩黨參議員準備投票支持對俄羅斯實施「骨子裏粉碎」的制裁法案，如果俄羅斯總統普京逃避進行嚴肅的和平談判以結束對烏克蘭的戰爭，該法案將對俄羅斯實施新制裁，並對購買俄羅斯石油、石油產品、天然氣或鈾的國家進口商品徵收500%關稅。
美國傳媒「有線電視新聞網」引述西方官員消息報道，最新西方情報表明，俄羅斯總統普京可能已經將其直接戰爭目標轉為守住被佔領的烏克蘭領土，並發展陷入困境的經濟。

## 5月2日
烏克蘭哈爾科夫市長表示，俄軍晚上使用無人機襲擊哈爾科夫市，至少造成51名平民受傷，包括2名兒童。哈爾科夫地區檢察官辦公室表示，俄軍在對烏克蘭東北部城市哈爾科夫的大規模襲擊中使用裝有熱壓彈頭的無人機，能夠產生強大的爆炸波和高溫雲，造成嚴重破壞。
烏克蘭武裝部隊總參謀部表示，自全面入侵以來，俄羅斯在烏克蘭損失954,300名士兵，過去一天俄軍有1 ,110人傷亡，累計損失10,741輛坦克、22,369輛裝甲戰鬥車輛、46,882輛車輛和油箱、27,186門火砲系統、1,375套多管火箭系統、1,152套防空系統、370架飛機、335架直升機、34,539架無人機、3,196枚巡弋飛彈、28艘船隻和1艘潛艦等。烏克蘭國防部情報總局3日表示，情報總局一架配備導彈的無人艇2日在俄羅斯黑海新羅斯克港附近擊落2架俄軍Su-30戰機，也是世界上首次被海軍無人艇擊落的戰機。
俄羅斯國防部表示，防空系統在俄佔克里米亞上空攔截89架烏克蘭無人機，在黑海上空攔截23架無人機，击毁20余艘无人艇。當地Telegram頻道表示，包括塞瓦斯托波爾、贊科伊、薩基、諾沃費多利夫卡和卡查發生多次爆炸。
烏克蘭總統澤連斯基在晚間講話中表示，烏克蘭需要儘可能加快烏克蘭彈道導彈系統的建立，與總司令會面時聽取關於軍事供應、人員配備和導彈計劃的簡報，包括國內發展和生產。遠端能力是烏克蘭安全的明確而有效的保障。
美國國務院國防安全合作署表示，已批准為烏克蘭提供高達3.105億美元的F-16培訓和支援服務，包括戰機改裝和升級，與操作、維護和維持支援相關的人員培訓以及備件等，決定仍然需要國會的批准。出售將改善烏克蘭的安全。
軍事傳媒「Army Technology」引述英國國防部數據調查，目前英國陸軍已經不再使用AS90 155毫米自行榴彈炮，相信已經全數退役。英國庫存中80套AS90 155毫米自行榴彈炮中，已經向烏克蘭移交32套，相信剩餘榴彈炮亦已經交付烏克蘭。

## 5月3日
烏克蘭地方政府表示，截至3日上午9時，俄羅斯在過去24小時內襲擊赫爾松、敖德薩、蘇梅、尼古拉耶夫、第聶伯羅彼得羅夫斯克、頓涅茨克、盧甘斯克、切爾卡瑟、哈爾科夫、扎波羅熱和切爾尼戈夫等地，至少造成5名平民死亡，61名平民受傷。烏克蘭空軍表示，俄羅斯午夜至凌晨期間，對烏克蘭發動無人機襲擊，俄軍從羅斯托夫發射2枚伊斯坎德-M彈道導彈，從庫爾斯克、米勒羅沃、奧廖爾、俄佔克里米亞和普里莫爾斯科-阿赫塔爾斯基區發射183架見證者-136無人機和不明型號無人機，防空系統在各地擊落77架無人機。另有73架無人機因電子戰措施，未能擊中目標。
烏克蘭武裝部隊總參謀部表示，自全面入侵以來，俄羅斯在烏克蘭損失955,470名士兵，過去一天俄軍有1 ,170人傷亡，累計損失10,745輛坦克、22,369輛裝甲戰鬥車輛、47,003輛車輛和油箱、27,234門火砲系統、1,375套多管火箭系統、1,153套防空系統、370架飛機、335架直升機、34,665架無人機、3,197枚巡弋飛彈、28艘船隻和1艘潛艦等。
俄羅斯克拉斯諾達爾邊疆區官員表示，過去一夜烏克蘭無人機襲擊當地一個碼頭，至少造成4名平民受傷，包括2名兒童。
烏克蘭總統澤連斯基表示，與美國總統特朗普在教宗方濟各葬禮上的短暫會晤，是兩人迄今為止最富有成效的談話，也許是最短的，但最實質性。他認為會議可能改變特朗普的觀點，讓他開始以不同的方式看待俄烏戰爭。另外他拒絕了俄羅斯總統普京關於在5月8日至10日停火3天的提議，烏克蘭拒絕跟隨，形容俄羅斯的停火提議是演給別人看的，旨在緩解俄羅斯的國際孤立，並為俄羅斯慶祝勝利日活動營造有利氣氛。俄羅斯並不是真心想結束戰爭，烏克蘭方面支持美國提出的無條件停火30天。烏克蘭方面表示俄羅斯曾有違反停火的黑歷史，所以烏克蘭很難相信俄羅斯真的能遵守停火。
烏克蘭澤連斯基表明烏克蘭無法保證計劃於5月9日在莫斯科參加俄羅斯勝利日閱兵的外國官員安全，並警告俄羅斯領土上的任何事件都完全由克里姆林宮負責。俄羅斯可能會策劃挑釁，包括炮擊、爆炸或其他行動，然後試圖指責烏克蘭，基輔已相應地向當日來訪烏克蘭的代表團提出建議。已經計劃出席在莫斯科舉行的衛國戰爭紀念日閱兵的斯洛伐克總理菲科5日譴責澤連斯基相關言論，認為是威脅性言論，參與者的安全屬於俄羅斯內部事務，但如果澤連斯基認為其言論能夠迫使外國代表團不參與是大錯特錯，反而呼籲澤連斯基停火。
俄羅斯新聞秘書佩斯科夫表示，俄羅斯正在等待基輔對俄羅斯總統普京提議的5月8日至11日為期三天停火作出的最終回應。聲稱烏克蘭是否接受協議，相當於俄羅斯對基輔是否希望達成長期和平的考驗。
英國國防情報局發布報告指出，俄軍自從2022年對烏克蘭發動全面入侵以來，可能已傷亡約95萬人，2025年可能成為莫斯科軍隊迄今為止傷亡最慘重的一年。單單在2025年的前四個月，俄羅斯就有大約16萬人傷亡。認為儘管俄羅斯繼續遭受重大損失，但到2025年俄羅斯仍未能將持續的重大損失轉化為在烏克蘭的重大進展。
美國傳媒「富比士」推算，俄軍今年4月佔領烏克蘭約68平方英里領土，但自身傷亡人數超過36,600人。按照現時情況估計俄羅斯要到2256年才能完全佔領烏克蘭，理論上需要耗費1.01億士兵。

## 5月4日

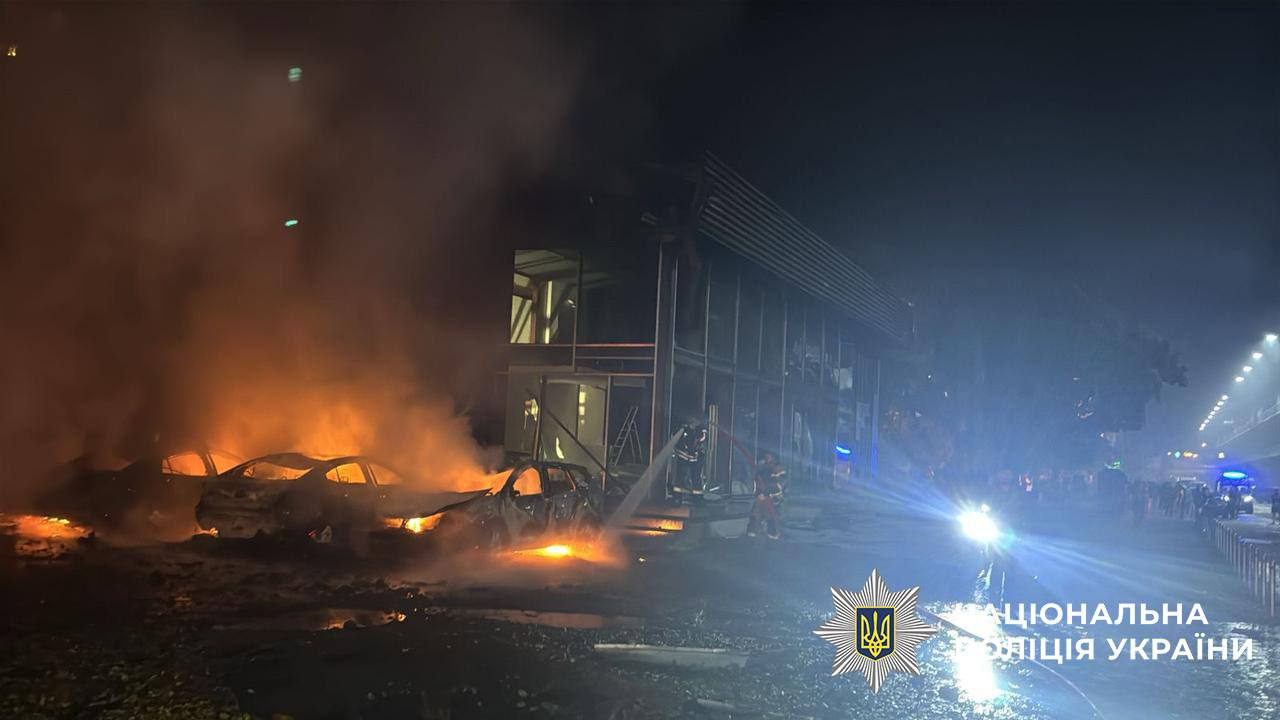
俄軍襲擊基輔市後

烏克蘭地方政府表示，截至4日上午9時，俄羅斯在過去24小時內襲擊基輔、赫爾松、蘇梅、尼古拉耶夫、第聶伯羅彼得羅夫斯克、頓涅茨克、盧甘斯克、切爾卡瑟、哈爾科夫、扎波羅熱和切爾尼戈夫等地，至少造成4名平民死亡，30名平民受傷。烏克蘭空軍表示，俄羅斯午夜至凌晨期間，對烏克蘭發動無人機襲擊，俄軍從庫爾斯克、米勒羅沃、奧廖爾、俄佔克里米亞和普里莫爾斯科-阿赫塔爾斯基區發射165架見證者-136無人機和不明型號無人機，防空系統在各地擊落67架無人機。另有80架無人機因電子戰措施，未能擊中目標。烏克蘭基輔市軍事管理局表示，凌晨期間俄軍對基輔發動無人機襲擊，多地發生爆炸，至少造成11名平民受傷，包括2名兒童。
烏克蘭武裝部隊總參謀部表示，自全面入侵以來，俄羅斯在烏克蘭損失956,810名士兵，過去一天俄軍有1 ,340人傷亡，累計損失10,758輛坦克、22,403輛裝甲戰鬥車輛、47,141輛車輛和油箱、27,327門火砲系統、1,376套多管火箭系統、1,155套防空系統、372架飛機、335架直升機、34,860架無人機、3,197枚巡弋飛彈、28艘船隻和1艘潛艦等。總參謀部表示，烏克蘭空軍襲擊俄羅斯庫爾斯克州特特基諾村附近的俄羅斯無人機部隊控制中心，多達20名俄羅斯士兵喪生，其裝備被摧毀。
俄羅斯親政府Telegram頻道報道，烏克蘭襲擊俄羅斯布良斯克州「Strela」機電廠，主要生產國防、航空航天和電子工業生產雷達裝置、變壓器和其他電子產品，摧毀2個廠房。烏克蘭國家安全與國防委員會表示，設施在襲擊後無法再運營。
烏克蘭總統澤連斯基到訪捷克，與總統帕維爾會面，感謝捷克原則性的支援，並強調關鍵領域的合作。帕維爾表示，捷克將於2025年年底向烏克蘭提供多達180萬枚炮彈，在加拿大、挪威、荷蘭、丹麥和其他國家的捐款下，大大推動為烏克蘭從歐盟地區以外購買炮彈的計劃，成功將烏克蘭與俄羅斯炮彈比例從1比10升至1比2。澤連斯基表示，預計盟友能提供300萬枚炮彈。如果烏克蘭足夠強大，戰爭就會結束。
美國總統特朗普表示，如果俄羅斯沒有與烏克蘭達成結束戰爭的和平協議，美國可能會考慮對俄羅斯實施額外的制裁。對於會否簽署由共和黨參議員格雷厄姆提議的對俄制裁法案時表示，這取決於俄羅斯是否朝著和平的方向行事，美國想要一個和平協議，希望俄羅斯和烏克蘭達成協議，認為目前離得和平相當近，將拯救很多人免於被殺。又指出歐盟領導人一再敦促他給俄羅斯總統普京打電話，聲稱在烏克蘭戰爭繼續的情況下，克里姆林宮主管人無視他們的溝通嘗試。重申如果自己當時仍然是美國總統，戰爭就不會發生，並表示相信俄羅斯和烏克蘭之間有可能達成和平協議。
美國傳媒「紐約時報」引述4名美國官員消息報道，目前位於以色列的愛國者防空系統將在翻新後交付烏克蘭。

## 5月5日
烏克蘭空軍表示，俄羅斯午夜至凌晨期間，對烏克蘭發動導彈和無人機襲擊，俄軍從庫斯斯克地區發射2枚伊斯坎德爾-M/KN-23彈道飛彈、從庫爾斯克、米勒羅沃、奧廖爾、俄佔扎波羅熱和普里莫爾斯科-阿赫塔爾斯基區發射116架見證者-136無人機和不明型號無人機，防空系統在各地擊落42架無人機。另有21架無人機因電子戰措施，未能擊中目標。蘇梅地區軍事管理局表示，俄羅斯襲擊比洛皮利亞和沃羅日巴邊境村莊，至少造成3名平民死亡，7名平民受傷，包括1名青少年。敖德薩州州長表示，俄羅斯對敖德薩州發動無人機襲擊，至少造成1名平民死亡，並對基礎設施造成破壞。
烏克蘭武裝部隊總參謀部表示，自全面入侵以來，俄羅斯在烏克蘭損失958,070名士兵，過去一天俄軍有1 ,260人傷亡，累計損失10,763輛坦克、22,411輛裝甲戰鬥車輛、47,250輛車輛和油箱、27,370門火砲系統、1,377套多管火箭系統、1,155套防空系統、372架飛機、335架直升機、34,997架無人機、3,197枚巡弋飛彈、28艘船隻和1艘潛艦等。
俄羅斯國防部表示，過去一夜在莫斯科地區上空擊落4架無人機，布良斯克州上空擊落17架，在卡盧加州上空擊落5架。
烏克蘭總統澤連斯基在捷克會見捷克總理菲亞拉。菲亞拉表示，捷克準備與「意願聯盟」的合作伙伴合作，在F-16戰機和L-39訓練機上培訓烏克蘭飛行員。另外澤連斯基亦與即將卸任的德國總理朔爾茲通電話，感謝對方在俄羅斯入侵烏克蘭期間一直對烏克蘭的支援。
俄羅斯總統新聞秘書佩斯科夫表示，俄羅斯總統普京與美國總統特朗普的會面在各方面都是必要的，但目前尚未有任何安排。
烏克蘭副總理兼經濟部長斯維里登科將會在烏克蘭國會投票表決烏克蘭與美國的礦產協議前，與國會各黨派成員單獨會面，回答議員提問讓議員了解協議更多細節，投票將於5月8日舉行。
烏克蘭總統辦公室副主任穆德拉表示，俄羅斯侵略烏克蘭特別法庭將於2026年開始運作，法庭將設立在歐洲委員會架構內，重點關注俄羅斯的政治和軍事領袖，包括總統普京。
俄佔塞瓦斯托波爾官員表示，由於安全風險，原訂5月9日在俄佔塞瓦斯托波爾舉行的衛國戰爭紀念日閱兵將不會舉行。
美國總統特朗普表示，俄羅斯總統普京提出為期三天的停火提案是朝著和平解決邁出重要一步，雖然聽起來並不多，但如果從事情一開始來看已經很多，並且對未來達成和平協議的前景表示樂觀。加上在油價大幅下跌後，俄羅斯越來越願意透過談判結束對烏克蘭的戰爭。
波蘭總統杜達敦促美國總統特朗普加大對俄羅斯的經濟壓力，以迫使其結束對烏克蘭的戰爭，認為美國擁有能夠有效影響克里姆林宮的工具，只有特朗普對俄羅斯總統普京有真正的影響力，美國可以使用各種經濟工具迫使俄羅斯尊重和平。
美國總統特朗普第一任期副手、前副總統彭斯表示，過去三年烏克蘭戰爭教會眾人，俄羅斯總統普京不想要和平，只想控制整個烏克蘭，儘管目前美國特朗普政府努力實現停火，但白宮的行動只會讓俄羅斯感到鼓舞。烏克蘭已經同意停火協議，現在只是俄羅斯繼續拖延和找藉口。
國際非政府組織「無國界記者」表示，成功協助因發表支持烏克蘭言論而被軟禁的俄羅斯記者葉卡捷琳娜·巴拉巴什離開俄羅斯逃往法國。

## 5月6日

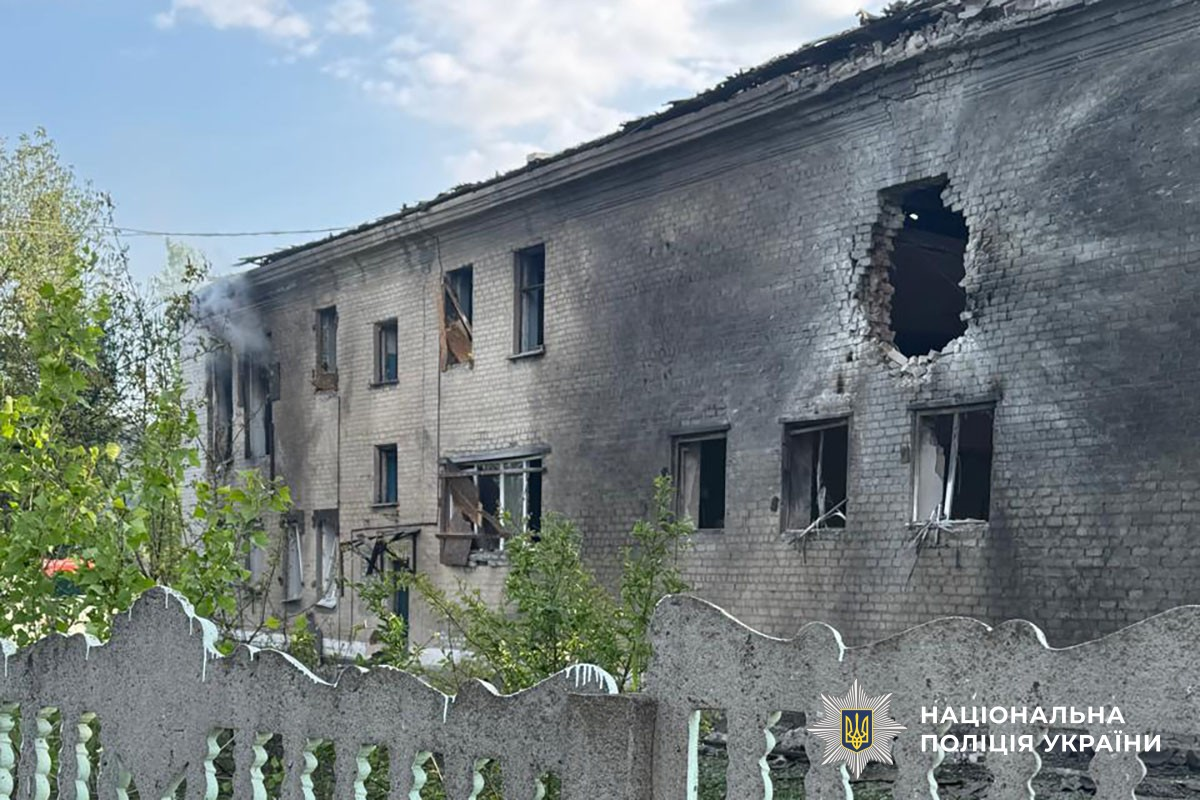
俄軍襲擊多布羅皮利亞後

烏克蘭地方政府表示，截至6日上午9時，俄羅斯在過去24小時內襲擊敖德薩、赫爾松、蘇梅、尼古拉耶夫、第聶伯羅彼得羅夫斯克、頓涅茨克、盧甘斯克、切爾卡瑟、哈爾科夫、扎波羅熱和切爾尼戈夫等地，至少造成5名平民死亡，33名平民受傷。烏克蘭空軍表示，俄羅斯午夜至凌晨期間，對烏克蘭發動無人機襲擊，俄軍從庫爾斯克、米勒羅沃、奧廖爾、俄佔克里米亞和普里莫爾斯科-阿赫塔爾斯基區發射136架見證者-136無人機和不明型號無人機，防空系統在各地擊落54架無人機。另有70架無人機因電子戰措施，未能擊中目標。蘇梅州軍事管理局表示，俄軍下午5時30分左右對蘇梅郊區發動導彈襲擊，至少造成3名平民死亡，11名平民受傷，包括3名兒童。
烏克蘭武裝部隊總參謀部表示，自全面入侵以來，俄羅斯在烏克蘭損失959,500名士兵，過去一天俄軍有1 ,430人傷亡，累計損失10,766輛坦克、22,416輛裝甲戰鬥車輛、47,353輛車輛和油箱、27,431門火砲系統、1,378套多管火箭系統、1,155套防空系統、372架飛機、335架直升機、35,142架無人機、3,197枚巡弋飛彈、28艘船隻和1艘潛艦等。總司令瑟爾斯基表示，烏克蘭已經穩住頓涅茨克州波克羅夫斯克方向的局勢，並在部份地區掌握戰術主導權。
俄羅斯莫斯科市長索比亞寧表示，防空系統連續第二晚在莫斯科地區附近擊落無人機，過去一夜共擊落19架無人機。
烏克蘭總統澤連斯基表示，在阿拉伯聯合大公國協助斡旋下，與俄羅斯進行一換一戰俘安排，205名烏克蘭士兵返回烏克蘭，當中包括負責保衛亞速鋼鐵廠、馬裡烏波爾和其他前線地區的士兵。
烏克蘭頓涅茨克地區檢察官辦公室表示，無人機片段顯示俄軍3日在頓涅茨克州諾沃皮爾村附近開槍射殺3名手無寸鐵的烏克蘭戰俘開槍。烏克蘭國家安全局正在頓涅茨克和盧甘斯克地區調查案件。烏克蘭國會人權監察專員魯比涅茨表示，已將事件呈交國際紅十字委員會和聯合國。
烏克蘭國會外交政策委員會，以11票贊成和1票棄權通過烏克蘭與美國礦產貿易協議，交付全體會議審理，預計將於8日進行投票。
烏克蘭歐洲大西洋一體化事務副總理斯特凡尼希娜表示，加拿大已啟動法律訴訟程序，扣押俄羅斯因全面入侵烏克蘭而滯留當地的安東諾夫An-124「Ruslan」運輸機。
俄羅斯克里姆林宮公布5月9日衛國戰爭紀念日閱兵出席嘉賓名單，其中中國、白俄羅斯等共13國領導人和儀仗隊將會參與閱兵，另有16國領導人參與閱兵，包括歐盟成員國之一斯洛伐克。俄羅斯總統外交事務助理烏沙科夫表示，原先公布會出席的阿塞拜疆總統阿利耶夫和老撾領袖通隆·西蘇里將不會參加5月9日在莫斯科舉行的俄羅斯勝利日閱兵。
美國總統特朗普表示，2014年俄羅斯吞併克里米亞後凍結俄羅斯八大工業國集團會籍是一個愚蠢的決定，導致俄羅斯在2022年入侵烏克蘭，數百萬人死去。美國總統烏克蘭問題特使凱洛格表示，烏克蘭建議建立一個由烏克蘭和俄羅斯共同控制的非軍事區，雙方沿目前戰線後退15公里，形成一個由第三國觀察員監控的30公里緩衝區，同時雙方一同停火。相關提案意味着雙方將保持到目前佔領地區的控制。凱洛格形容目前達成協議的主要障礙是普京拒絕停火。
國際通訊社「路透社」引述消息人士報道，美國國防部長赫格賽斯曾於2月初下令暫時停止飛往烏克蘭的軍事援助航班，事前並沒有通知白宮和總統特朗普。影響來自多佛空軍基地和阿聯酋的美軍基地11架次炮彈和武器運送。3日後在美國國家安全顧問沃爾茲干預下恢復。

## 5月7日

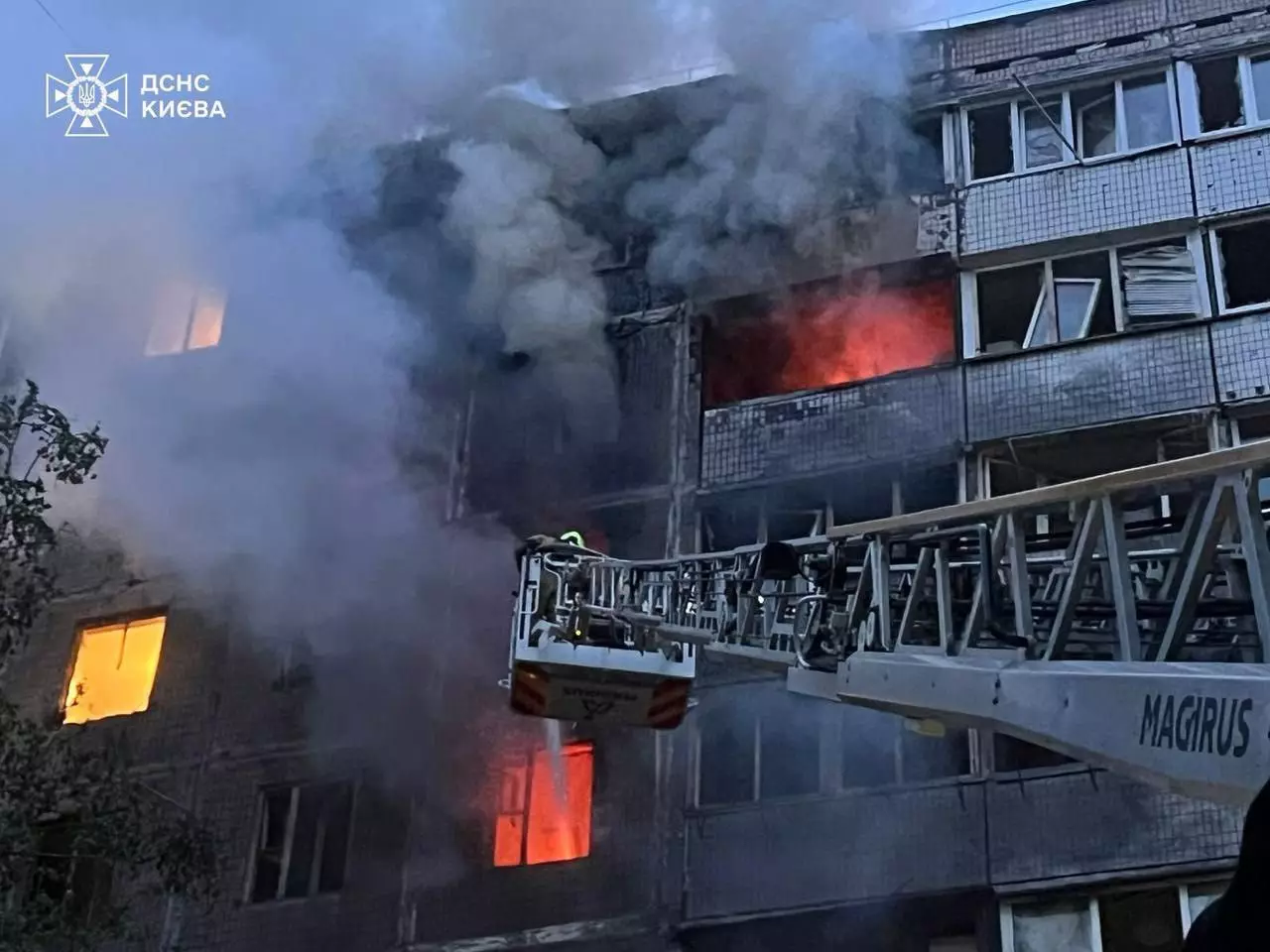
俄軍襲擊基輔市後

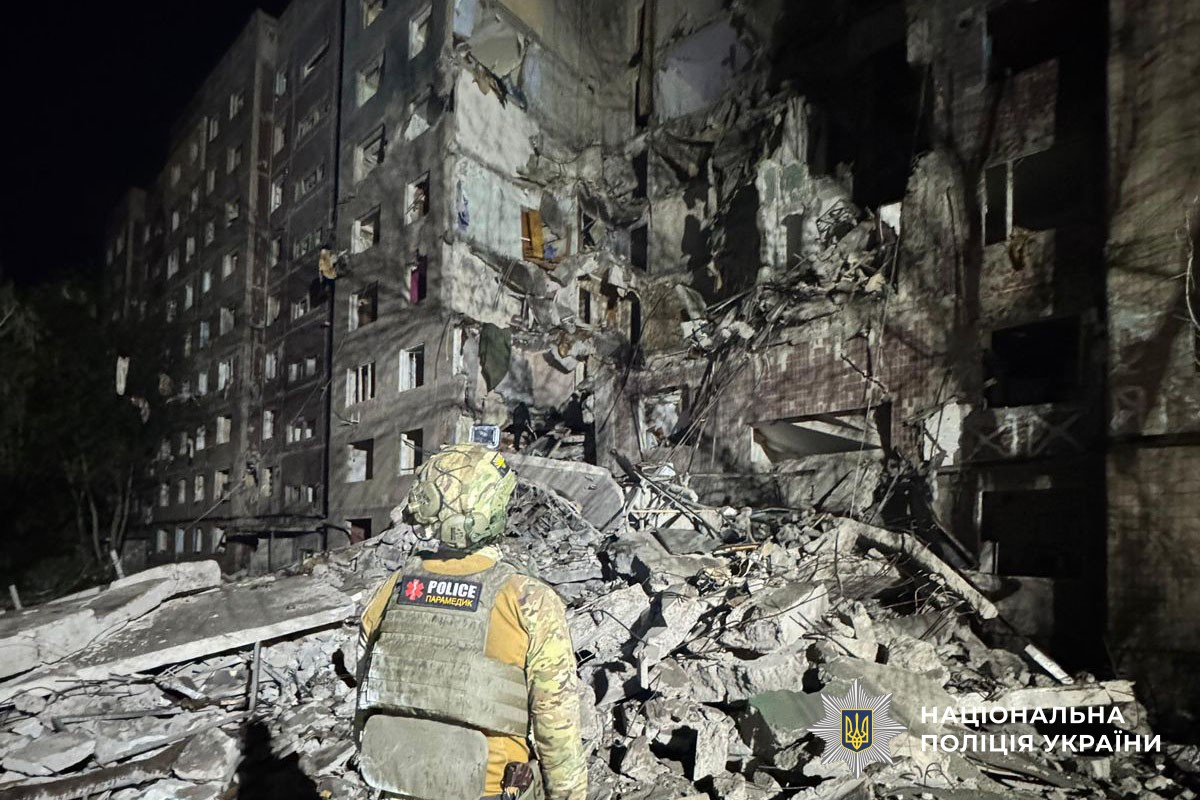
俄軍襲擊康斯坦丁尼夫卡市後

烏克蘭地方政府表示，截至7日上午9時，俄羅斯在過去24小時內襲擊基輔、赫爾松、蘇梅、尼古拉耶夫、第聶伯羅彼得羅夫斯克、頓涅茨克、盧甘斯克、切爾卡瑟、哈爾科夫、扎波羅熱和切爾尼戈夫等地，至少造成14名平民死亡，54名平民受傷。烏克蘭空軍表示，俄羅斯午夜至凌晨期間，對烏克蘭發動無人機襲擊，俄軍從庫爾斯克、塔甘羅格、布良斯克地區發射5枚伊斯坎德爾-M/KN-23彈道導彈，從庫爾斯克、米勒羅沃、奧廖爾、俄佔克里米亞和普里莫爾斯科-阿赫塔爾斯基區發射187架見證者-136無人機和不明型號無人機，防空系統在各地擊落81架無人機和2枚伊斯坎德爾-M/KN-23彈道導彈。另有70架無人機因電子戰措施，未能擊中目標。烏克蘭國家緊急服務表示，午夜至凌晨期間俄羅斯對基輔發動導彈和無人機襲擊，至少造成2名平民死亡，8名平民受傷，包括4名兒童。
烏克蘭武裝部隊總參謀部表示，自全面入侵以來，俄羅斯在烏克蘭損失960,770名士兵，過去一天俄軍有1 ,270人傷亡，累計損失10,780輛坦克、22,419輛裝甲戰鬥車輛、47,484輛車輛和油箱、27,502門火砲系統、1,378套多管火箭系統、1,155套防空系統、372架飛機、335架直升機、35,266架無人機、3,197枚巡弋飛彈、28艘船隻和1艘潛艦等。
俄羅斯莫斯科市長索比亞寧表示，防空系統連續第3晚擊落攻擊莫斯科的烏克蘭無人機，過去一夜共擊落7架無人機。
烏克蘭克里米亞游擊隊「Atesh」表示，成員在俄羅斯莫斯科州摧毀一個變電站的裝置，擾亂俄羅斯多個軍事設施的通訊。
俄羅斯獨立傳媒「Astra」報道，烏克蘭無人機襲擊莫爾多維亞共和國薩蘭斯克的光纖系統工廠。烏克蘭國家安全與國防委員會表示，薩蘭斯克的光纖系統工廠在襲擊後受到嚴重破壞。
烏克蘭傳媒「基輔獨立報」引述烏克蘭國家安全局消息報道，遠端無人機過去一夜襲擊俄羅斯莫斯科州和圖拉市2座關鍵國防工業工廠，引發火災，並導致莫斯科地區大規模航班中斷。
俄羅斯總統新聞秘書佩斯科夫表示，俄羅斯為慶祝勝利日而單方面在5月8日午夜至11日午夜期間實施的停火仍然有效，相關軍事指示均已發出，沒有其他新指示。另外，由於「危險的鄰居」在外國官員到訪莫斯科期間將實施移動網際網絡限制，並將持續5月10日。
俄羅斯親政府Telegram頻道「Mash」報道，由於烏克蘭對莫斯科地區發動多輪無人機襲擊，導致附近多個機場暫停航班升降，近六萬名旅客受影響，超過350班機取消或延遲。
美國副總統萬斯表示，俄羅斯結束對烏克蘭戰爭的要求太過分，凸顯了川普政府內部對與莫斯科的和平努力停滯不前的不滿情緒日益加劇。萬斯表示，在俄羅斯拒絕為期30天的停火提議後，美國仍將重點放在達成長期解決方案上。而俄羅斯認為，暫時停火將為烏克蘭帶來軍事利益，不符合其戰略利益。為了結束衝突，俄羅斯提出一系列要求和讓步，美國認為這些要求太多。美國財政部長貝森特在美國眾議院金融服務委員會上，被問及是否認為俄羅斯總統普京是戰爭罪犯時，表示同意。
國際人道組織「Prevail Humanitarian Aid」表示，包括英國地雷處理專家克里斯·加勒特在內的2名志願者在烏克蘭東部哈爾科夫州伊久姆鎮附近的爆炸中喪生。

## 5月8日
烏克蘭地方政府表示，截至8日上午9時，俄羅斯在過去24小時內襲擊赫爾松、蘇梅、尼古拉耶夫、第聶伯羅彼得羅夫斯克、頓涅茨克、盧甘斯克、切爾卡瑟、哈爾科夫、扎波羅熱和切爾尼戈夫等地，至少造成7名平民死亡，31名平民受傷，其中在俄羅斯單方面宣佈停火開始後，俄羅斯對烏克蘭的襲擊至少造成1死4傷。烏克蘭空軍表示，俄羅斯7日下午2時30分至晚上8時30分對烏克蘭發動無人機襲擊，俄軍從米勒羅沃發射31架見證者-136無人機和不明型號無人機，防空系統在各地擊落20架無人機。另有6架無人機因電子戰措施，未能擊中目標。截至8日上午8時，烏克蘭領空沒有導彈或無人機襲擊的記錄。然而俄軍曾在午夜至凌晨期間，對蘇梅州使用制導空中炸彈加強戰術空中打擊。
烏克蘭武裝部隊總參謀部表示，自全面入侵以來，俄羅斯在烏克蘭損失961,970名士兵，過去一天俄軍有1 ,200人傷亡，累計損失10,782輛坦克、22,429輛裝甲戰鬥車輛、47,604輛車輛和油箱、27,552門火砲系統、1,379套多管火箭系統、1,156套防空系統、372架飛機、335架直升機、35,407架無人機、3,197枚巡弋飛彈、28艘船隻和1艘潛艦等。總參謀部表示，在俄羅斯單方面聲稱在勝利日開始「人道主義停火」的第一天，烏軍在前線與俄軍進行117起戰鬥衝突，大多數戰鬥發生在頓涅茨克州，僅在波克羅夫斯克前線俄軍就發動41次進攻。其餘發生在恰西夫亞爾、庫皮揚斯克、萊曼、錫韋爾斯克、託爾斯克和哈爾科夫州周圍，而蘇梅州邊境定居點則遭受炮擊和炸彈襲擊。
烏克蘭總統澤連斯基表示，已與美國總統特朗普通電話，討論戰爭、繼續對俄羅斯施壓以及可能的停火。對話良好、熱情且富有建設性，雙方互相祝賀第二次世界大戰歐洲戰場結束80周年。澤連斯基形容，納粹主義的失敗以及同盟國之間的合作為許多國家的和平、國際法和正常生活奠定基礎。現在這種生活必須得到保護和恢復，在俄羅斯襲擊後的廢墟上重建。就像以前一樣必須共同努力，實現和平。澤倫斯基亦與特朗普討論聯合行動，包括美國對烏克蘭的支持以及對俄羅斯的壓力，前線局勢、外交努力以及真正持久的停火。澤連斯基表明烏克蘭準備從現在開始全面停火，而持久可靠的停火將是走向和平的真正標誌，指出美國在維護和平方面可以發揮的關鍵作用，世界現在需要美國，就像80年前一樣。美國總統特朗普在通話後於社交平台上表示，呼籲烏克蘭和俄羅斯無條件停火30天。表明自己希望達成「可接受的停火」的願望，兩國都有責任尊重直接談判的神聖性。如果不遵守停火協議，美國及其合作夥伴將實施進一步制裁。
烏克蘭總統澤連斯基在社交網站祝賀教宗良14世當選，烏克蘭高度重視教廷在維護國際法、譴責俄羅斯對烏克蘭的軍事侵略以及保護無辜平民權利方面的一貫立場，希望梵蒂岡繼續在道德和精神上支持烏克蘭恢復公正和實現持久和平的努力。
俄羅斯總統普京與到訪莫斯科出席衛國戰爭紀念日閱兵式的中共中央總書記兼中國國家主席習近平會面，雙方對兩國關係表示讚賞，並承諾加強包括軍事關係在內的所有領域的合作。聯合聲明中承諾加強協調，堅決抵制美國對俄羅斯和中國的「雙重遏制」行徑，兩國共同抵禦世界各地第三國對俄羅斯和中國採取的敵對態度，以及詆毀俄中合作的意圖。誓言為烏克蘭的和平建立作出貢獻，同時解決戰爭的根源。
烏克蘭國會以338票支持通過批准烏克蘭與美國礦產協議。
俄羅斯共產黨表示，在俄佔扎波羅熱梅利託波爾為蘇聯領導人斯大林雕像揭幕，以紀念第二次世界大戰勝利日。牌匾上寫上「致蘇聯人民戰勝納粹侵略者的組織者和鼓舞人心的人，蘇聯的約瑟夫·斯大林將軍，來自感恩的後代」。俄羅斯任命的官員和當地學校學生出席儀式，並在現場獻花。
聯合國烏克蘭人權監察團表示，俄羅斯4月對烏克蘭的襲擊至少造成209名平民死亡，1,146名平民受傷，成為自2024年9月以來死亡和受傷人數最多的一個月，當中至少有19名兒童死亡，78名兒童受傷，是自2022年6月以來經核實的兒童傷亡人數最高的一次。97%的平民傷亡發生在烏克蘭控制地區。幾乎一半個案由俄羅斯的導彈攻擊或炮擊引起，克里維里赫、蘇梅、第聶伯羅、扎波羅熱、基輔和哈爾科夫在過去一個月所遭受的損失最為嚴重。而且在前線附近使用短程無人機發動的攻擊引起的平民傷亡佔約23%，前線地區不斷的無人機襲擊使情況惡化，導致包括兒童在內的平民傷亡人數持續驚人地上升。人權監察團辦公室主任貝爾表示，平民傷亡人數急劇上升的主要原因之一，是俄羅斯加強對烏克蘭各大城市使用彈道導彈。
美國副總統萬斯表示，如果美國沒有看到俄羅斯在結束戰爭的談判中取得進展，將準備離開談判桌，如果美國得出結論認為俄羅斯人沒有真誠地參與談判，將會感到困擾。但認為目前雙方相互提出建議是「進步」的標誌。
波蘭外交部長西科爾斯基表示，如果美國退出結束戰爭的談判，土耳其或中國將擔任有能力的調解人，但仍然希望美國在俄羅斯和烏克蘭之間的調解能夠取得成功。
歐盟委員會表示，根據七國集團的特別收入加速倡議，已利用俄羅斯凍結資產利潤，向烏克蘭提供11億美元。歐洲議會以516票贊成、3票反對、34票棄權，壓倒性通過決議，譴責俄羅斯對烏克蘭兒童的驅逐和俄羅斯化，形容是「種族滅絕戰略」，旨在抹去烏克蘭人的身份，並要求無條件歸還所有被綁架的未成年人。敦促歐盟及成員國加緊努力，透過國際法院追究莫斯科的責任，並支援烏克蘭將兒童帶回家的行動。呼籲俄羅斯允許國際人道主義機構，包括紅十字國際委員會、聯合國人權事務高階專員辦事處和聯合國兒童基金會，接觸所有受影響的兒童。
在羅馬尼亞總統選舉第一輪投票中以40%選票領先的極右翼「羅馬尼亞人團結聯盟」候選人西米昂表示，當選後將反對向烏克蘭提供進一步的援助，其外交立場定為中立而不升級，加入美國總統特朗普的政策。並且要求烏克蘭補償羅馬尼亞所提供的援助，認為烏克蘭需要羅馬尼亞，但羅馬尼亞不需要烏克蘭，烏克蘭亦須尊重生活在烏克蘭的50萬羅馬尼亞裔公民的民族和宗教權利。

## 5月9日
烏克蘭地方政府表示，截至9日上午9時，俄羅斯單方面宣佈停火後在過去24小時內繼續襲擊赫爾松、蘇梅、第聶伯羅彼得羅夫斯克、頓涅茨克、盧甘斯克、哈爾科夫等地，至少造成2名平民死亡，12名平民受傷。
烏克蘭武裝部隊總參謀部表示，自全面入侵以來，俄羅斯在烏克蘭損失963,270名士兵，過去一天俄軍有1 ,300人傷亡，累計損失10,786輛坦克、22,433輛裝甲戰鬥車輛、47,724輛車輛和油箱、27,588門火砲系統、1,380套多管火箭系統、1,157套防空系統、372架飛機、335架直升機、35,446架無人機、3,197枚巡弋飛彈、28艘船隻和1艘潛艦等。烏克蘭空軍表示，俄羅斯單方面聲稱在勝利日停火3天，但俄軍繼續使用制導空中炸彈攻擊烏克蘭，前線多個地區仍繼續激烈戰鬥。8日俄軍向蘇梅州發射了130枚制導空中炸彈，其中俄軍在中午時分使用在Su-35戰機掩護Su-34戰機下發射56枚制導炸彈。在停火前俄羅斯亦向烏克蘭發射3波無人機，總共超過200架，烏軍共擊落101架無人機，另有70架受電子戰系統干擾，沒有造成任何損失。
烏克蘭總統澤連斯基頒布總統令，對來自俄羅斯、中國、伊朗、烏茲別克和俄羅斯的公民和公司實施制裁，名單包括58名個人和74家公司，其中67家屬於與軍事技術有關的俄羅斯企業。另有多人為支持俄羅斯入侵烏克蘭的藝術家。
烏克蘭總理什梅米爾表示，歐盟已承諾在2025年供應超過135萬發炮彈，並計劃從俄羅斯凍結資產中撥款近21億美元用於對烏克蘭的軍事支援。
烏克蘭國家安全局表示，已經剷除在烏克蘭西部外喀爾巴阡州一個匈牙利軍事情報網路，試圖收集有關軍事防禦情報，地面和防空系統漏洞以及居民社會政治觀點，特別是公眾對匈牙利軍隊進入當地的反應，拘留2名進行間諜活動的特工。匈牙利外交部長西亞爾托表示，匈牙利已經驅逐2名在烏克蘭駐匈牙利大使館外交掩護下工作的間諜。烏克蘭外交部長西比哈則表示，烏克蘭驅逐2名匈牙利外交官，要求他們48小時內離開烏克蘭。外交部亦傳召匈牙利駐烏大使。
俄羅斯總統國際事務助理烏沙科夫表示，俄羅斯和美國已經開始討論俄羅斯可能恢復對歐洲的天然氣供應，以及和平解決俄羅斯在烏克蘭戰爭有關的其他問題。
美國駐烏克蘭大使館發出緊急公告，要求居住在當地的公民留意俄羅斯可能會在單方面聲稱在慶祝勝利日期間停火結束後，對烏克蘭發動大規模導彈和無人機襲擊，敦促美國公民在發出空中警報時立即避難。
英國政府表示，對俄羅斯「影子艦隊」實施有史以來最大規模制裁計劃，對100艘油輪和1艘支援俄羅斯政府的船隻實施限制，相關船隊自2024年以來已運送超過240億美元的貨物。制裁旨在破壞俄羅斯對烏克蘭的全面戰爭提供資金的能力，並保護海底基礎設施免受潛在不安全船隻造成的風險。
德國新任總理默茨表示，非常希望本週末在烏克蘭達成停火協議，目前俄羅斯單方面聲稱的3天停火可能延長至30天，並且關於和平條約的談判很大機會會開始。
波蘭總理圖斯克表示，俄羅斯正在對烏克蘭發動戰爭，批評參加俄羅斯總統普京勝利日慶祝活動的外國領導人假裝看不到真相，並為普京鼓掌是一種恥辱。

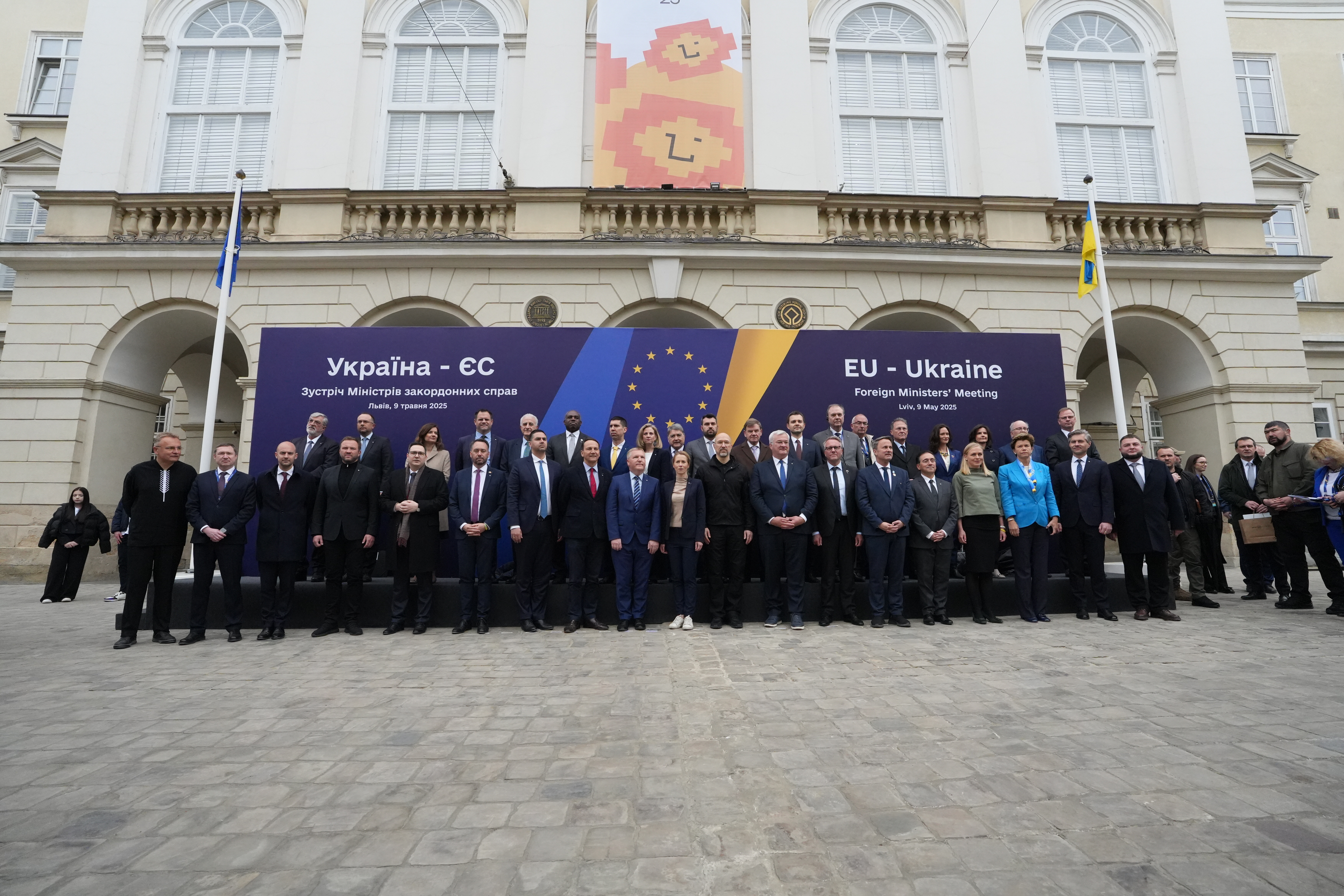
歐洲多國外交部長在烏克蘭利沃夫舉行會談

歐洲多國外交部長在烏克蘭利沃夫舉行會談，批准設立一個針對烏克蘭侵略罪的特別法庭，將在歐洲委員會的架構下運作，旨在起訴俄羅斯的最高政治和軍事領層，包括總統普京。各國重申承諾儘快啟動法庭的工作，並呼籲更多國家和國際組織加入並支援法庭的活動。
國際通訊社「路透社」引述法國外交官員消息報道，美國和歐洲盟友正在制定俄羅斯對烏克蘭戰爭中無條件停火30天提案，並且已經進入最後階段。美國及其合作伙伴正在考慮如果雙方不遵守停火協議，就會採取額外的制裁措施，而自上週以來，歐洲和美國之間正在加緊進行政治和技術談判。官員聲稱在與美國的討論中，雙方對俄羅斯的姿態感到惱火，俄羅斯對之前的提議缺乏反應和嚴肅看待的態度。

## 5月10日
烏克蘭武裝部隊總參謀部表示，自全面入侵以來，俄羅斯在烏克蘭損失964,580名士兵，過去一天俄軍有1,310人傷亡，累計損失10,790輛坦克、22,440輛裝甲戰鬥車輛、47,830輛車輛和油箱、27,637門火砲系統、1,380套多管火箭系統、1,158套防空系統、372架飛機、335架直升機、35,482架無人機、3,197枚巡弋飛彈、28艘船隻和1艘潛艦等。

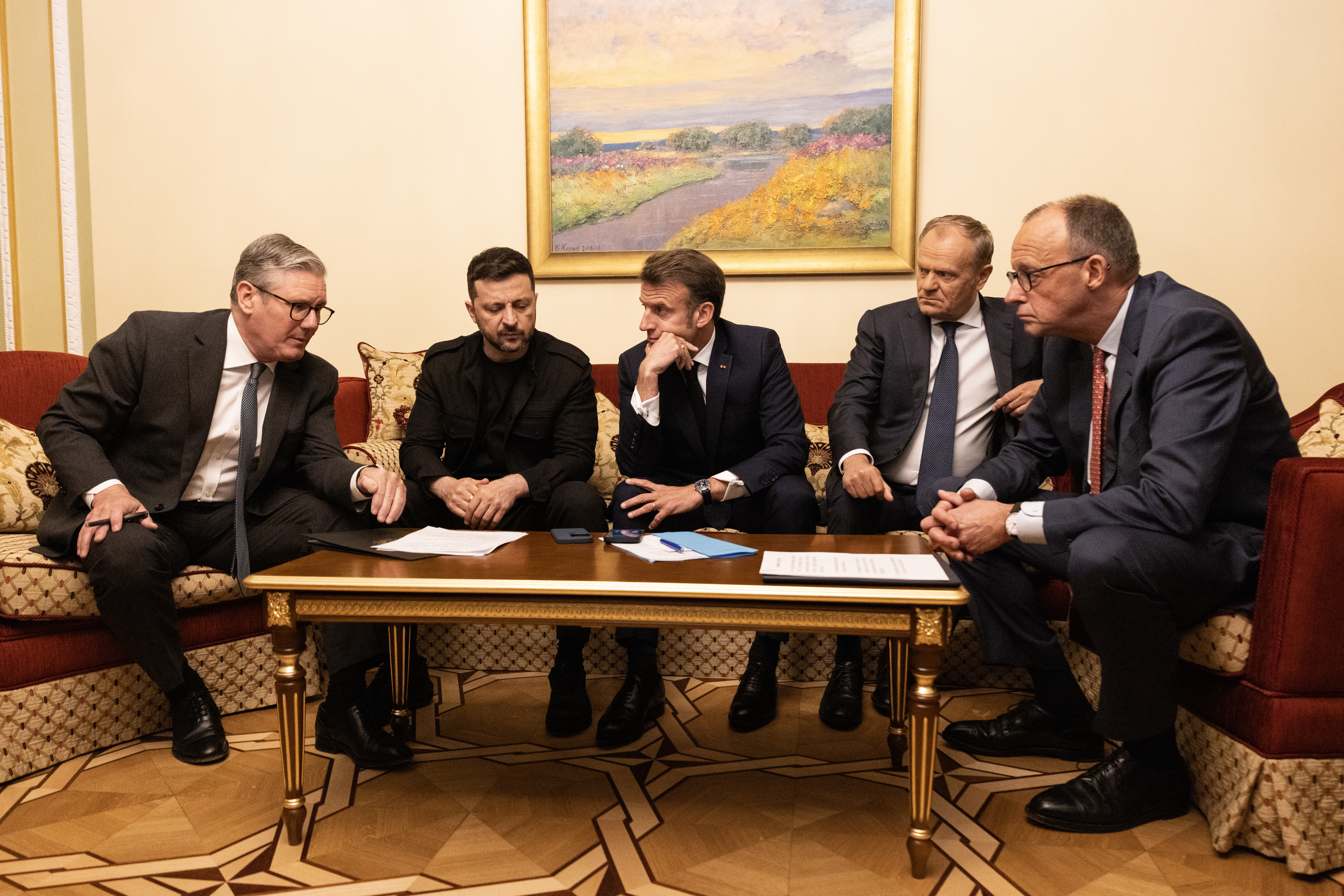
烏英法德波五位領導人與美國總統特朗普進行電話通話

烏克蘭總統澤連斯基會見到訪的法國總統馬克龍、英國首相施紀賢、德國總理默茨和波蘭總理圖斯克。英國首相府其後發表聲明，表明英法德波四國領導人的到訪是要表示對烏克蘭的支援，並商討30天停火安排。烏克蘭外交部長西比哈表示，五位領導人一同在基輔與美國總統特朗普進行一次「富有成效」的電話會議，烏克蘭和所有盟國準備最快在本月12日星期一在陸上、空中和海上完全無條件停火至少30天，前提是俄羅斯同意並確保有效監測，持久的停火和建立信任措施，並將可以為和平談判鋪平道路。總統澤連斯基在與到訪的四位領導人會談後表示，烏克蘭及歐洲盟友要求俄羅斯同意從5月12日開始無條件停火30天。英國首相施紀賢表示，在取得任何實質結果之前，烏克蘭的歐洲盟友不會放鬆對俄羅斯的任何制裁。波蘭總理圖斯克表示，如果俄羅斯輕視相關停火提案，將會受到新一輪制裁，強調與美國協調是實現和平談判的有效方法。澤連斯基在記者會上反駁美國總統烏克蘭特使凱洛格早前指出烏克蘭提議建立非軍事區的言論，指出烏克蘭認為在與俄羅斯的戰爭中設立非軍事區的想法已經「死亡」，強調目前首先實現停火的重要性，形容目前的戰線難以設立非軍事區，設立只會危及烏克蘭對主要城市的控制。五位領導人會後發表聯合聲明，同意如果俄羅斯拒絕全面和無條件停火，將會對俄羅斯銀行和能源部門實施更嚴厲制裁，針對化石燃料、石油和影子艦隊。同意加強歐盟第17輪制裁，並與英國和挪威以及美國實施的制裁進行協調。同時承諾在有效利用被凍結的俄羅斯資產上繼續合作，進一步支援烏克蘭的軍事和國防工業。如果俄羅斯要求無條件停火受到任何條件的約束，只會被視為渴望延長戰爭和破壞外交努力。
俄羅斯總統新聞秘書佩斯科夫表示，俄羅斯拒絕與烏克蘭停火30天的想法，認為這將為烏克蘭帶來優勢，停火期間烏克蘭將能夠繼續全面動員，培訓新軍事人員並將新報隊帶往前線。俄羅斯不會給予烏克蘭這樣的優勢，俄羅斯希望西方停止烏克蘭提供武器援助，否則停火只會為烏克蘭帶來優勢。俄羅斯總統普京正在盡一切可能解決問題，透過和平和外交手段實現解決方案，但如果沒有明確解決戰爭問題，俄羅斯必須繼續戰爭。佩斯科夫在烏克蘭總統澤連斯基會見到訪的英法德波領導人，並共同要求俄羅斯無條件停火30天後表示，俄羅斯需要考慮烏克蘭關於停火30天的最新提案，認為這是新發展，俄羅斯有自己的立場，並且認為來自歐洲的壓力正在增加，俄羅斯對任何形式的壓力都很抗拒。而克里姆林宮對話的大門仍然打開，對試圖在烏克蘭達成解決方案開放態度。
烏克蘭內政部表示，國民警衛隊後勤部門六名高級官員已被停職，內政部將會為調查提供充分合作。烏克蘭國家反腐敗局正在根據法律相關條款對涉嫌貪污、洗黑錢和賄賂進行調查。有傳媒報道國民警衛隊指揮官皮溫諾涉嫌收受賄賂，換取公共採購招標中有利特定企業。
美國國防部發出空域關閉通知，表明俄羅斯將於5月12至13日關閉卡普斯京亞爾靶場上空的領空。俄羅斯亦曾於2024年11月21日凌晨4時至23日晚上8時關閉當地領空，期間試射新型「榛樹」中程高超音速彈道導彈，並以烏克蘭境內第聶伯羅市作目標。
美國國務院發言人布魯斯表示，美國將以行動而不是言語來評判俄羅斯的和平勞力，美國認為俄羅斯和烏克蘭必須達成停火協議，以便美國在接觸全面戰爭的談判中向前邁進。美國已經與烏克蘭就關鍵礦產和能源達成協議，資助烏克蘭的重建。現在美國需要雙方提出具體建議來結束衝突，美國進一步參與和平談判將以停火協議為條件。
歐盟表示，支持俄羅斯和烏克蘭之間無條件停火30天的呼籲，為減少平民痛苦邁出重要一步，並為實現真正和平進行有意義會談流出空間。與過去一樣，現在是俄羅斯表明其實現和平意願的時機。歐盟仍然堅定不移地致力在烏克蘭實現公正、全面和持久的和平，並以「聯合國憲章」和國際法原則為基礎。
朝鮮勞動黨總書記金正恩表示，在俄羅斯庫爾斯克地區加入俄軍參與戰鬥的朝鮮人民軍士兵是「英雄」和「國家榮譽代表」，北韓參與戰爭的理由非常合理，這屬於北韓的主權權利，必須與兄弟和戰友執行神聖使命。形容俄羅斯是北韓的「精神典範」。如果美國和西方試圖再次攻擊俄羅斯，北韓將毫不畏懼參與擊退入侵。
美國傳媒「紐約時報」報道，美國特朗普政府已經批准德國向烏克蘭提供125枚美製遠端火炮彈藥以及100枚愛國者防空導彈。

## 5月11日
烏克蘭空軍表示，在俄羅斯單方面聲稱為慶祝勝利日在8日午夜至11日午夜期間停火結束後，俄軍從11日凌晨2時開始，從俄羅斯布良斯克、沙塔洛沃、米勒羅沃、濱海阿赫塔爾斯克、俄佔扎波羅熱和俄佔克里米亞發射108架見證者-136無人機和不明型號無人機，防空系統在各地擊落60架無人機。另有41架無人機因電子戰措施，未能擊中目標。烏克蘭基輔州政府表示，俄羅斯無人機擊中當地，至少造成1名平民受傷。蘇梅州政府表示，俄軍在過去一天對14個社群的31個定居點進行100多次襲擊，包括近10枚制導空中炸彈、30架無人機襲擊、並使用無人機投擲30枚手榴彈和70多枚多管火箭炮。
烏克蘭武裝部隊總參謀部表示，自全面入侵以來，俄羅斯在烏克蘭損失965,890名士兵，過去一天俄軍有1,310人傷亡，累計損失10,792輛坦克、22,446輛裝甲戰鬥車輛、47,947輛車輛和油箱、27,670門火砲系統、1,381套多管火箭系統、1,159套防空系統、372架飛機、335架直升機、35,537架無人機、3,197枚巡弋飛彈、28艘船隻和1艘潛艦等。
俄羅斯庫爾斯克州州長表示，烏軍對雷利斯克發動導彈襲擊，至少造成3名平民受傷。
俄羅斯總統普京表示，俄羅斯準備在沒有任何先決條件的情況下進行談判，邀請烏克蘭從5月15日開始在土耳其伊斯坦布爾進行直接會談，指出2022年俄烏雙方在土耳其的談判是烏克蘭單方面退出導致無法達成，俄羅斯一直希望完成當時未能完成的協議。但同時指責烏克蘭在俄羅斯單方聲稱為慶祝勝利日停火3天之前升級對俄羅斯的攻擊，並多次違反3天停火，包括對庫爾斯克州和別爾哥羅德州發動5次跨界入侵，形容入侵沒有軍事意義。普京亦指出，儘管歐洲國家繼續發表「反俄言論」並向俄羅斯發出「最後通牒」，但仍然期待恢復與歐洲國家的關係。俄羅斯克里姆林宮表示，總統普京與土耳其總統埃爾多安通電話，討論俄羅斯從5月15日起在伊斯坦布爾恢復與烏克蘭直接談判的提議。埃爾多安表明將全力支援，準備提供適當場所並協助組織談判，以促進旨在實現可持續和平的會談和努力。俄羅斯總統國際事務助理烏薩柯夫表示，俄羅斯希望根據2022年談判結果和當地當前局勢，在伊斯坦布爾重啟與烏克蘭的和平談判。俄羅斯外交部發言人扎哈羅娃表示，普京明確表示首先就根本原因進行談判，然後可以討論停火。俄羅斯總統新聞秘書佩斯科夫表示，俄羅斯總統普京開放直接與烏克蘭進行和平談判，沒有任何先決條件，但就停火而言，俄羅斯要求期間烏克蘭不能接收西方武器援助。而在任何和平談判當中俄羅斯不會同意西方國家在烏克蘭部署維和部隊的想法，俄羅斯絕不允許北約的軍事基礎設施距離俄羅斯邊界越來越近。
烏克蘭總統澤連斯基表示，烏克蘭希望俄羅斯能夠明確同意10日烏克蘭與英法德波領導人共同提出從5月12日開始全面無條件停火30天，如果俄羅斯明確表明同意，烏克蘭將會準備開始與俄羅斯直接進行談判，形容停火是結束戰爭的重要第一步。又認為俄羅斯的提議是一個好兆頭，因為俄羅斯人終於考慮結束戰爭。其後澤連斯基再表示，自己已經準備好在5月15日於土耳其會見俄羅斯總統普京，形容延長殺戮毫無意義。如果俄羅斯同意從明天開始停火30天，將為外交談判提供必要的基礎，能夠讓和平更加接近。如果普京拒絕停火，歐洲盟友將準備加強對俄羅斯的制裁，自己希望這次俄羅斯人不要再找藉口說不能停火。烏克蘭對舉行談判沒有任何問題，已準備好接受任何形式的談判，但任何談判都必須從全面停止敵對行動開始。無論俄羅斯是否同意停火以及普京是否同意出席，自己都會在5月15日到訪土耳其。
美國總統特朗普表示，將繼續與俄烏雙方合作結束俄羅斯對烏克蘭的全面戰爭，形容烏克蘭與歐洲多國領導人的停火提議以及俄羅斯總統普京提出直接談判，對俄羅斯和烏克蘭而言，令今天可能成為偉大的日子。其後特朗普在社交平台再度發文表示，普京不想與烏克蘭達成停火，而是希望15日就結束戰事在土耳其談判，認為烏克蘭應該立即同意，至少將能透過會談確定有否可能達成協議。如果俄烏不可能達成和平協議，歐洲和美國將了解一切現狀，並可以採取行動。又表示開始懷疑烏克蘭會否與普京達成協議，並嘲諷普京正忙於慶祝第二次世界大戰的勝利，但如果沒有美國，這場勝利不可能取得的。並再次敦促俄烏應即時展開會談。美國總統烏克蘭問題特使凱洛格表示，正如總統特朗普一再要求俄烏雙方停止殺戮，目前首先需要的是無條件停火30天，在此期間再進行全面和平談判，不能反過來先談判後停火。
美國國務卿盧比奧與英國外交大臣林偉德通電話，強調美國的首要任務仍然是結束戰鬥並立即停火。與總統特朗普要求烏克蘭立即同意會談相矛盾。盧比奧亦與德國總理默茨通電話，討論最近在基輔舉行的歐洲和烏克蘭領導人會晤以及結束烏克蘭戰爭的共同目標。
法國總統馬克龍回應俄羅斯總統普京提議與無條件烏克蘭進行談判時表示，相關提議是第一步但仍然不足夠，在達成無條件停火前不是進行談判，認為普京正在尋找出路，但仍然想爭取時間。其後馬克龍在社交平台表示，烏克蘭與英法德波共同提出明確建議，從12日開始無條件停火30天，烏克蘭總統澤連斯基亦已經承諾沒有設定任何條件，現在期待俄羅斯作出同樣明確的回應，認為在仍然使用武器的情況下，不可能進行談判。
德國總理默茨表示，烏克蘭與英法德波共同提出明確建議，從12日開始無條件停火30天，為談判創造空間，這樣的提議沒有「如果」或「但是」，期望俄羅斯現在同意停火，認為在開始真正對話之前，停火是必不可少，在停止使用武器之前談判不能開始。
波蘭總理圖斯克表示，為了回應烏克蘭與英法德波11日共同提出的建議，俄羅斯提議從5月15日起開始直接進行和平談判，然而世界正在等待俄羅斯關於立即無條件停火的明確決定，烏克蘭已經準備好，不能再有任何受害者。
土耳其總統埃爾多安與法國總統馬克龍通電話，埃爾多安表明土耳其已經準備好舉辦俄羅斯與烏克蘭之間的和平談判，認為國際合作對於啟動和平談判和實施烏克蘭的重建至關重要，認為烏克蘭和俄羅斯之間的戰爭接近尾聲，並已經達到一個歷史性的轉折點，有必要利用這個機會。

## 5月12日
烏克蘭軍方表示，俄羅斯沒有回應烏克蘭與英法德波對停火30天的呼籲，繼續對烏克蘭發動襲擊。烏克蘭地方政府表示，截至12日上午9時，俄羅斯在過去24小時內襲擊敖德薩、日托米爾、赫爾松、蘇梅、尼古拉耶夫、第聶伯羅彼得羅夫斯克、頓涅茨克、盧甘斯克、切爾卡瑟、哈爾科夫、扎波羅熱和切爾尼戈夫等地，至少造成22名平民受傷。烏克蘭空軍表示，俄軍過去一夜從俄羅斯布良斯克、沙塔洛沃、米勒羅沃、濱海阿赫塔爾斯克、奧廖爾和俄佔克里米亞發射108架見證者-136無人機和不明型號無人機，防空系統在各地擊落55架無人機。另有30架無人機因電子戰措施，未能擊中目標。烏克蘭國家鐵路公司表示，俄軍1架無人機在頓涅茨克州攻擊一輛民用貨運列車，令列車司機受傷。
烏克蘭武裝部隊總參謀部表示，自全面入侵以來，俄羅斯在烏克蘭損失967,060名士兵，過去一天俄軍有1,170人傷亡，累計損失10,800輛坦克、22,473輛裝甲戰鬥車輛、48,118輛車輛和油箱、27,718門火砲系統、1,381套多管火箭系統、1,162套防空系統、372架飛機、335架直升機、35,678架無人機、3,197枚巡弋飛彈、28艘船隻和1艘潛艦等。烏克蘭國家邊防衛局表示，俄羅斯單方面聲稱的勝利日停火期間沒有完全停止對烏克蘭的襲擊，繼續每日使用各種武器發動襲擊。無論是現在還是在所謂的3天停火期間，某些地區進攻強度略有下降，但實際上俄羅斯每天都在繼續攻擊，從未完全停止打擊烏克蘭領土。烏軍第24獨立機械化旅表示，試圖佔領烏克蘭恰西夫亞爾的俄軍一直未能成功，現時已經獲得俄羅斯特種部隊總統精英團的增援，顯著加強戰鬥力。
烏克蘭總統澤連斯基與新任教宗良十四世通電話。澤連斯基表示，感謝教宗對烏克蘭及人民的支援，邀請對方對烏克蘭進行訪問，並形容對話熱烈和有實質性，雙方討論將被俄羅斯強制驅逐的烏克蘭兒童帶回烏克蘭的努力。澤連斯基亦與土耳其總統埃爾多安通電話，討論澤連斯基和俄羅斯總統普京可能在土耳其舉行的會晤細節，澤連斯基感謝土耳其最高級別的支援和促進外交的準備，並認為對於停火的必要性，與土耳其有相同的觀點。埃爾多安則強調，認為恢復俄羅斯和烏克蘭之間的直接會談極其重要，並表示土耳其準備在和平計劃的每個階段提供必要的支援。土耳其將很高興接待俄羅斯和烏克蘭代表團。另外總統澤連斯基正式簽署經國會批准的美烏礦產資源協議。另簽署法令從烏克蘭武裝部隊最高統帥部中，解除早前涉及國防採購醜聞而自行辭職的國防部副部長伊萬·哈夫裡利克中將職務。
烏克蘭外交部長西比哈與「威瑪+」組織成員國，包括英國、法國、德國、義大利、西班牙、波蘭和歐盟外長舉行線上會議，討論協調和平努力和與美國的聯合工作，形容本週將對和平與問責具有決定性意義，又向各國分享烏克蘭武裝部隊總司令瑟爾斯基的前線情報，證實俄軍沒有跟從5月12日提議的停火，並繼續攻擊前線的烏克蘭陣地。認為俄羅斯再次錯過結束殺戮的機會，但表明總統澤連斯基仍然準備在5月15日與俄羅斯總統普京親自會面。線上會議中，烏克蘭與盟友討論對俄羅斯銀行業、中央銀行和能源行業實施更嚴厲的制裁，並可能與新國防援助計劃一同宣布，指出普京必須理解拒絕和平和選擇戰爭的代價。「威瑪+」組織成員國會後發表聯合聲明，呼籲立即、全面、無條件進行30天停火，為公正、全面和持久和平談判創造空間，與會國同意採取措施，透過限制俄羅斯的收入、破壞影子艦隊、收緊油價上限以及減少從俄羅斯進口能源，降低俄羅斯發動戰爭的能力，並將繼續凍結俄羅斯的資產，直至俄羅斯停止侵略並為所造成的損失付出代價。

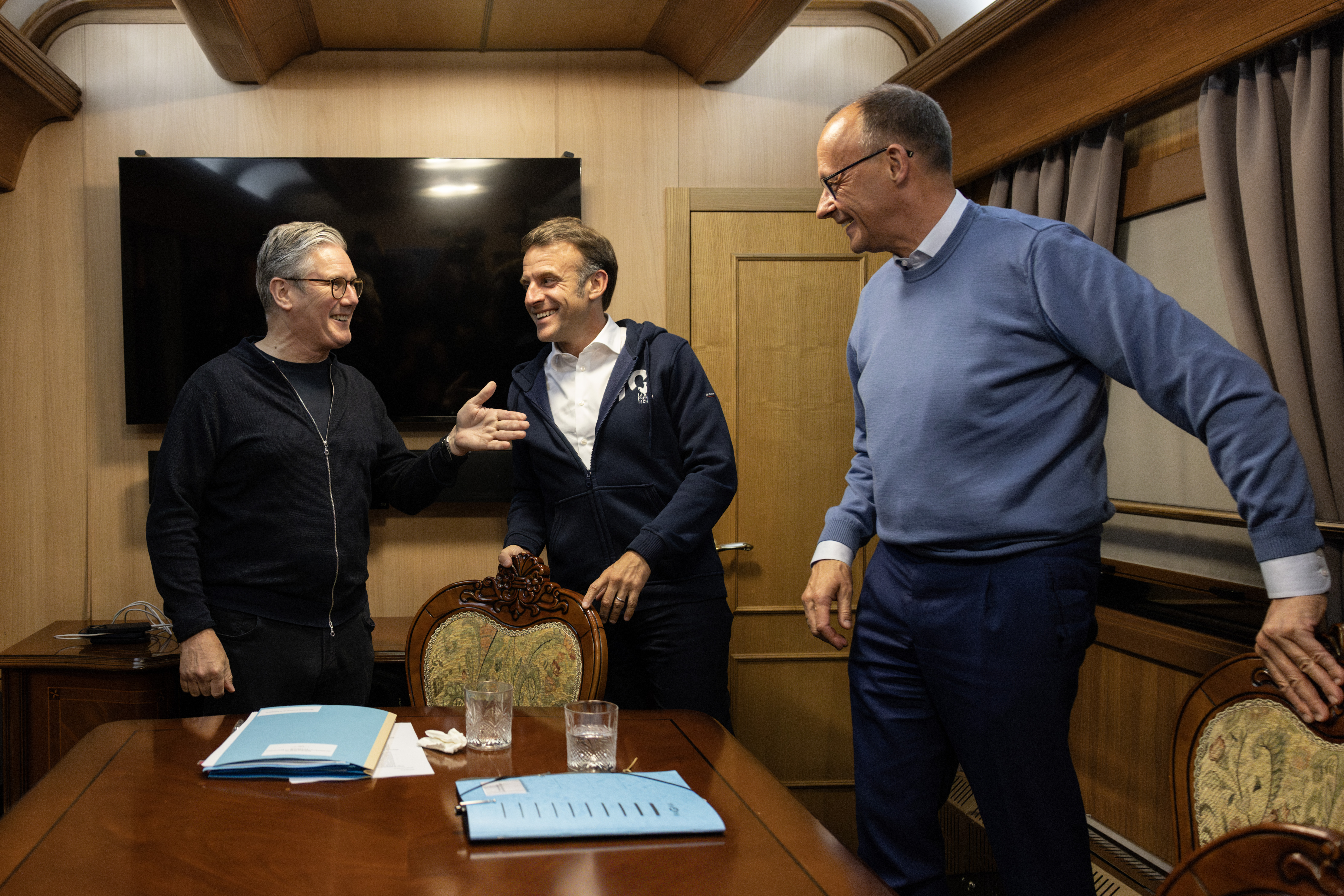
相關畫面

俄羅斯外交部長拉夫羅夫與土耳其外交部長菲丹通電話，討論可能會在15日舉行的俄烏代表會議。俄羅斯外交部發言人扎哈羅娃表示，俄羅斯拒絕在烏克蘭停火30天，認為相關停火只是給予烏克蘭機會休息，以恢復軍事力量繼續與俄羅斯對抗。
烏克蘭總統辦公室主任葉爾馬克表示，對於烏克蘭與除俄羅斯總統普京以外的任何俄羅斯人進行談判表示懷疑，認為只有普京才能能作出真正決定。烏克蘭對和平談判詞開放態度，但在克里姆林宮目前提出的條件下，烏克蘭認為無法談判，指出俄羅斯將試圖以談判程序為掩飾，以逃避制裁。目前烏克蘭繼續要求進行30天無條件停火，作為開始談判的先決條件。
俄羅斯別爾哥羅德州州長格拉德科夫表示，調查發現有別爾哥羅德州居民故意將私人財產暴露在外，並待烏克蘭發動無人機襲擊而受損，以要求政府賠償。
俄羅斯外交部發言人扎哈羅娃聲稱，法國總統馬克龍在10日前往烏克蘭期間，在火車車廂內會見英國首相施紀賢和德國總理默茨的片段中，可見在馬克龍的桌子上放置了毒品的「袋子和勺子」，聲稱歐洲領導人在出訪期間使用毒品。法國愛麗舍宮隨即回應表示，嘲笑俄羅斯的說法，並附上相關畫面的放大圖片，指出「這是一張紙巾，用來擤鼻涕」。並表示這種假新聞正在由法國的敵人傳播，無論在國內外都必須對這種操縱保持警惕。
美國總統特朗普表示，對烏克蘭總統澤連斯基和俄羅斯總統普京可能在5月15日於土耳其伊斯坦布爾舉行和平談判表示樂觀，認為會議可能會產生「好結果」，自己相信兩位領導人都會出席，自己也想參與。美國總統中東問題特使威特科夫表示，總統特朗普發出最後通牒，要求俄烏雙方在和平談判中取得進展，否則美國將會退出談判。
德國政府發言人科爾內柳斯表示，德國允許俄羅斯可以在5月12日結束前決定是否同意與烏克蘭停火，並警告如果俄羅斯拒絕或不回應，將觸發新一輪制裁的準備工作。俄羅斯總統新聞秘書佩斯科夫回應時表示，絕不接受這樣的最後通牒。
波蘭外交部發言人弗龍斯基表示，波蘭、法國、德國和英國外交部長以及土耳其和美國外長將進行電話會談，討論舉行俄烏領袖和平會議和與俄烏戰爭有關的整個和平程序。
歐盟和平、安全和國防事務副秘書長弗里斯表示，歐盟已從凍結的俄羅斯資產利潤中，撥款10億美元用於為烏克蘭的武器和彈藥提供資金。
國際民用航空組織理事會確定，俄羅斯需要為2014年7月17日擊落馬來西亞航空MH17航班負責，認為客機是被俄羅斯代理部隊使用布克地對空導彈擊落，俄羅斯的行為違反國際民用航空公約。
烏克蘭傳媒「基輔獨立報」引述烏克蘭總統辦公室消息報道，烏克蘭正在為本週在伊斯坦布爾舉行總統澤連斯基和俄羅斯總統普京可能的會晤作準備。
俄羅斯獨立媒體Mediazona與BBC新聞俄語根據公共來源，包括訃告、親屬、地區媒體和地方當局的報道，確認自2022年2月俄羅斯全面入侵烏克蘭以來，107,620名俄羅斯陣亡士兵的名字，近5千多名軍官在烏克蘭的戰鬥中喪生，至少有17,100名從監獄招募的囚犯、26,600名志願者和12,000名動員士兵在戰爭中死亡，而實際數字可能更高。

## 5月13日
烏克蘭軍方表示，俄羅斯回應烏克蘭與英法德波對停火30天呼籲的有效期延長至12日午夜後，俄羅斯仍然沒有回應相關呼籲，並繼續對烏克蘭發動襲擊。烏克蘭地方政府表示，截至13日上午9時，俄羅斯在過去24小時內襲擊赫爾松、蘇梅、尼古拉耶夫、第聶伯羅彼得羅夫斯克、頓涅茨克、盧甘斯克、切爾卡瑟、哈爾科夫、扎波羅熱和切爾尼戈夫等地，至少造成7名平民受傷。烏克蘭空軍表示，俄軍過去一夜從濱海阿赫塔爾斯克發射10架見證者-136無人機和不明型號無人機，防空系統在各地擊落全部無人機。
烏克蘭武裝部隊總參謀部表示，自全面入侵以來，俄羅斯在烏克蘭損失968,130名士兵，過去一天俄軍有1,070人傷亡，累計損失10,802輛坦克、22,487輛裝甲戰鬥車輛、48,256輛車輛和油箱、27,780門火砲系統、1,381套多管火箭系統、1,162套防空系統、372架飛機、335架直升機、35,778架無人機、3,197枚巡弋飛彈、28艘船隻和1艘潛艦等。烏克蘭特種作戰部隊表示，成員在前線進行偵察期間，發現正在執行戰鬥任務的俄軍Buk-M3防空導彈系統和Uragan-1多管火箭系統，隨即使用無人機擊中兩套系統。烏軍第63機械化旅表示，俘虜一名參與俄羅斯對烏克蘭東部城鎮萊曼附近烏克蘭陣地發動攻擊的烏茲別克公民。該名俘虜表示，自己同意在俄軍服役，以換取俄羅斯公民身份，同時服役一年可獲得25,000美元金錢獎勵，在參加俄羅斯在烏克蘭的戰爭之前，沒有任何軍事經驗，亦未曾在軍隊服役。烏克蘭南部軍隊發言人表示，俄軍正在加強對烏克蘭南部的進攻，目前正接近第聶伯羅彼得羅夫斯克州諾沃帕夫利夫卡，試圖突破第聶伯羅彼得羅夫斯克州的行政邊界，並進入該州。
烏克蘭總統澤連斯基表示，自己預計會與俄羅斯總統普京在15日於土耳其伊斯坦布爾舉行面對面會面，並促成停火。自己先會在安卡拉會見土耳其總統埃爾多安，並由普京決定會面城市，如果普京選擇參加，並飛往伊斯坦布爾出席會談，自己將與埃爾多安一同飛往伊斯坦布爾。我們將在土耳其等待與普京會面，是否會面和會面城市由俄羅斯決定，土耳其方面亦已經做好準備。在接受法國傳媒訪問時表示，可能與普京進入的談判亦可能包括全面交換戰俘，讓烏克蘭帶著某種「政治勝利」離開談判。澤連斯基在接受英國傳媒訪問時表示，美國總統特朗普必須意識到俄羅斯總統普京是和平努力的障礙，特朗普需要相信普京真的在撒謊。如果普京不出席15日的和談，即代表普京不希望結束戰爭。
俄羅斯總統新聞秘書佩斯科夫表示，如果總統普京認為有必要，俄羅斯將會宣布委派誰代表出席在15日於土耳其伊斯坦布爾與烏克蘭可能舉行的和平談判，俄羅斯方面將繼續為會談作準備。其後佩斯科夫表示，俄羅斯將派遣代表團到土耳其等待烏克蘭，尚未公佈代表團圓。美國傳媒「華盛頓郵報」則引述俄羅斯消息報道，俄羅斯將由外交部長拉夫羅夫和總統外交政策問題顧問烏沙科夫代表。
烏克蘭總統辦公室主任葉爾馬克表示，目前為止仍未收到俄羅斯總統普京同意在土耳其與烏克蘭總統澤連斯基會面的答覆，但總統澤倫斯基已經準備好，並即將啟程前往土耳其。烏克蘭準備討論任何事情，但只有在實現停火時才會開始。認為如果俄羅斯總統普京拒絕參加在伊斯坦布爾與總統澤連斯基的和平談判，將是俄羅斯不想結束戰爭，也沒有準備好進行任何談判的「最後訊號」。烏克蘭總統顧問波多利亞克表示，總統澤連斯基可能於15日在土耳其伊斯坦堡與俄羅斯總統普京會談，並強調澤連斯基只會見普京一人，不會會見任何其他俄羅斯官員，認為與下級代表的會談沒有意義，只有普京才能作出繼續或停止戰爭的決定。
烏克蘭經濟部表示，烏克蘭和美國再簽署2項協議，正式啟動聯合重建投資基金，作為美烏礦產資源協議的一部分。重申協議中沒有關於債務的條款，基金有責任專門投資烏克蘭。
烏克蘭國家安全局表示，拘捕裡夫內核電站一名前員工，涉嫌與俄羅斯聯邦軍隊總參謀部情報總局合作，協助安裝GPS追蹤器，幫助無人機襲擊核電站的輸電線。
美國總統特朗普表示，國務卿盧比奧和其他高級官員將於15日在土耳其參加烏克蘭和俄羅斯可能舉行的和平談判。國際通訊社「路透社」引述不具名消息報道，美國總統中東問題特使維特科夫和烏克蘭問題特使凱洛格將前往土耳其伊斯坦布爾參加烏克蘭和俄羅斯之間可能舉行的和平談判。
法國總統馬克龍表示，承諾如果俄羅斯拒絕無條件停火，將對其實施新制裁，歐盟委員會正在未來幾天準備制裁，並將針對俄羅斯金融服務以及石油和天然氣貿易，另外再次提出法國願意在其他歐洲國家部署法國核武器，以威懾俄羅斯的建議。
德國總理默茨表示，歐盟支持烏克蘭總統澤連斯基對停火的外交推動，但如果本週在結束烏克蘭戰爭方面沒有取得任何進展，俄羅斯總統普京亦拒絕認真參與，歐盟將準備大幅收緊對俄羅斯的制裁，並宣布全面的新制裁。並且認為如果俄羅斯繼續攻擊平民目標，烏克蘭在談判期間的進一步讓步是不合理的。
英國傳媒「金融時報」引述不具名烏克蘭情報官員消息報道，儘管目前俄烏可能進行面對面談判以結束戰事，但俄羅斯似乎正在準備在烏克蘭發動重大攻勢，並正在向前線的關鍵陣地調動部隊。

## 5月14日
烏克蘭地方政府表示，截至14日上午9時，俄羅斯在過去24小時內襲擊羅夫諾、赫爾松、蘇梅、尼古拉耶夫、第聶伯羅彼得羅夫斯克、頓涅茨克、盧甘斯克、切爾卡瑟、哈爾科夫、扎波羅熱和切爾尼戈夫等地，至少造成4名平民死亡，26名平民受傷。烏克蘭空軍表示，俄羅斯午夜至凌晨期間，對烏克蘭發動無人機襲擊，俄軍從俄佔克里米亞地區發射1枚伊斯坎德爾-M/KN-23彈道導彈，從庫爾斯克、布良斯克、沙塔洛沃、米勒羅沃、奧廖爾和普里莫爾斯科-阿赫塔爾斯基區發射145架見證者-136無人機和不明型號無人機，防空系統在各地擊落80架無人機。另有42架無人機因電子戰措施，未能擊中目標。蘇梅州軍事管理局表示，俄軍使用導彈襲擊蘇梅市一個工業基礎設施，至少造成3名平民死亡，9名平民受傷。
烏克蘭武裝部隊總參謀部表示，自全面入侵以來，俄羅斯在烏克蘭損失969,370名士兵，過去一天俄軍有1,240人傷亡，累計損失10,804輛坦克、22,501輛裝甲戰鬥車輛、48,382輛車輛和油箱、27,827門火砲系統、1,382套多管火箭系統、1,165套防空系統、372架飛機、335架直升機、35,860架無人機、3,197枚巡弋飛彈、28艘船隻和1艘潛艦等。
烏克蘭總統澤連斯基在俄羅斯公布參與直接談判的代表團成員名單前表示，烏克蘭根據俄羅斯公布的代表團名單決定下一步行動，並表明希望美國總統特朗普一同參與和談，又指出包括來自全球南方在內的各國領導人都支援烏克蘭和俄羅斯之間的直接和平談判。
俄羅斯克里姆林宮表示，總統普京簽署法令由總統顧問、2022年俄烏談判俄方談判代表團團長梅金斯基作為談判代表，並由副外交部長加盧津、副國防部長福明與俄軍總參謀部情報總局局長科斯秋科夫作為代表團成員，參與15日在土耳其伊斯坦布爾舉行的俄烏直接談判，總統普京將不會出席。
烏克蘭外交部長西比哈在土耳其安塔利亞會見美國國務卿盧比奧和共和黨參議員格林厄姆，三人討論俄烏和談的步驟以及讓俄羅斯明白拒絕和平會有代價的重要性。
烏克蘭國防部情報總局首次向公眾展示最新型號的多功能「Magura」無人艇，並介紹無人艇已成功擊中17個俄羅斯海軍和空中目標，包括2架Mi-8直升機、2架Su-30戰機以及多艘俄羅斯黑海艦隊軍艦。
美國總統特朗普表示，自己希望普京出席，但由於俄羅斯一直保持沉默，自己不確定俄羅斯總統普京會否參加在15日於土耳其與烏克蘭舉行的和平談判。國際通訊社「路透社」引述不具名美國官員消息報道，總統特朗普在得悉俄羅斯總統普京不會出席在土耳其伊斯坦布爾舉行的俄烏直接談判後決定不會前往土耳其。
北約秘書長魯特表示，解決俄羅斯對烏克蘭的全面戰爭可能會在未來10-14天內取得進展，認為本週還有機會之窗，真正使整個烏克蘭問題變得更好。
歐盟各成員國大使同意對俄羅斯實施第17輪一籃子制裁計劃，主要針對俄羅斯影子艦隊，近200艘俄羅斯船隻，30家參與規避制裁的公司以及75個與俄羅斯軍工綜合體有聯繫的實體和個人實施制裁。
巴西總統盧拉表示，自己將嘗試呼籲俄羅斯總統普京前往土耳其與烏克蘭總統澤連斯基進行會談。又指出烏克蘭外交部長西比哈曾經聯絡巴西外交部長維埃拉呼籲詢問普京是否願意締結和平協議，而自己曾經在出席5月9日俄羅斯勝利日後的雙邊晚宴上直接向普京傳達這一提問，當時自己直接向普京表示自己有來自澤連斯基的訊息，想知道普京會否接受30天停火。普京對討論這個問題的可能性作出積極回應，同時普京呼籲根據在2022年伊斯坦布爾討論的條款恢復談判。
歐洲理事會議員大會批准成立特別法庭，以起訴俄羅斯最高領導層侵略烏克蘭的戰爭罪行。
烏克蘭基輔國際社會學研究所公布民意調查顯示，烏克蘭總統澤連斯基的支持度上升至74%，是自2023年12月以來最高，另約22%受訪者不信任澤連斯基。另一項民意調查表示，71%受訪烏克蘭人不支持在達成全面和平協議且得到停火和安全保證之前舉行總統或國會選舉。
獨立傳媒「莫斯科時報」引述俄羅斯外交和與克里姆林宮關係密切的消息報道，俄羅斯總統普京一開始便拒絕與烏克蘭總統澤連斯基面對面會談，私下認為澤連斯基不配與自己平起平坐，除非澤連斯基公開投降才會考慮面對面會談，但由於美國總統特朗普一直敦促普京出席，令普京無法斷然拒絕。美國傳媒「華爾街日報」和烏克蘭國家電視臺引述消息報道，烏克蘭代表團將於15日在土耳其與俄羅斯方面會面，討論如何實施和監測烏克蘭及其盟友提議的30天無條件停火。烏克蘭傳媒「基輔獨立報」引述總統辦公室消息報道，總統澤連斯基將會與土耳其總統埃爾多安會面後，決定是否與俄羅斯較低層級代表會面以及烏克蘭代表團成員。
俄羅斯獨立傳媒「Novaya Gazeta Europe」引述俄羅斯聯邦航空運輸局資料報道， 2025年1月至5月10日期間俄羅斯機場因烏克蘭無人機襲擊而關閉次數達217次，相比2023和24年的總和還要多。
意大利傳媒「安莎通訊社」引述外交消息報道，美國反對烏克蘭總統澤連斯基參與即將在荷蘭海牙舉行的北約峰會，如果消息屬實將會是自俄羅斯全面入侵烏克蘭以來澤連斯基首次缺席北約峰會，消息人士指出各盟友在接獲消息後均感到驚訝。
嚴重組織犯罪和反腐敗證據研究團隊公布研究論文「掠奪馬裡烏波爾：俄羅斯在烏克蘭使用非法金融和經濟犯罪」，研究人員編制俄羅斯佔領區非法融資資料庫，以探討俄羅斯於2022年春季佔領烏克蘭城市馬裡烏波爾後的非法融資和商業扣押機制。資料庫包括參與俄佔馬裡烏波爾經濟發展的1千多名俄羅斯官員和機構的數據集，表明可能存在濫用職權或參與資產盜竊的情況，以及支撐俄佔地區去烏克蘭化政策的行政官員。另一組資料，涉及俄佔馬裡烏波爾經濟的1,200多家私人公司的數據集，包含腐敗和欺詐帶來的潛在利益等指標，以及向可能犯下戰爭罪的俄羅斯安全部隊提供服務。第三個資料集包含180多家俄羅斯公司，在未經合法所有者同意的情況下參與業務收購，可能會引發欺詐、盜竊或掠奪的指控。論文聚焦在俄羅斯的襲擊造成馬裡烏波爾大部分地區遭到毀壞後，俄羅斯在馬裡烏波爾重建過程中出現的經濟和政治網絡，並調查主要工業工廠，包括亞速機械製造廠和伊里奇機械製造廠周邊的新發展，並研究馬裡烏波爾作為俄軍以及烏克蘭糧食和其他貨物非法出口主要後勤中心的作用。

## 5月15日
烏克蘭地方政府表示，截至15日上午9時，俄羅斯在過去24小時內襲擊羅夫諾、赫爾松、蘇梅、尼古拉耶夫、第聶伯羅彼得羅夫斯克、頓涅茨克、盧甘斯克、切爾卡瑟、哈爾科夫、扎波羅熱和切爾尼戈夫等地，至少造成5名平民死亡，29名平民受傷。烏克蘭空軍表示，俄羅斯午夜至凌晨期間，對烏克蘭發動無人機襲擊，俄軍從庫爾斯克、布良斯克、沙塔洛沃、米勒羅沃、奧廖爾和普里莫爾斯科-阿赫塔爾斯基區發射100架見證者-136無人機和不明型號無人機，防空系統在各地擊落62架無人機。另有29架無人機因電子戰措施，未能擊中目標。
烏克蘭武裝部隊總參謀部表示，自全面入侵以來，俄羅斯在烏克蘭損失970,590名士兵，過去一天俄軍有1,220人傷亡，累計損失10,812輛坦克、22,514輛裝甲戰鬥車輛、48,547輛車輛和油箱、27,872門火砲系統、1,384套多管火箭系統、1,166套防空系統、372架飛機、336架直升機、36,000架無人機、3,197枚巡弋飛彈、28艘船隻和1艘潛艦等。總司令瑟爾斯基表示，俄軍部署在烏克蘭參與對烏克蘭作戰的地面部隊已經有超過64萬名士兵，俄羅斯已將其對烏克蘭的侵略變成一場消耗戰，烏軍正繼續進行有效的防禦行動，令俄軍造成重大損失。
烏克蘭克里米亞游擊隊「Atesh」表示，成員在俄羅斯斯摩蘭斯克州破壞俄軍鐵路軌道上的中繼櫃，以破壞向駐紮在烏克蘭東北部邊境的俄羅斯部隊運送武器和裝備的途徑。
非政府組織「戰爭研究所」表示，根據地理定位的视频显示，俄军已占领頓涅茨克州沃爾諾瓦哈區以西的维尔内波列村。
烏克蘭總統澤連斯基抵達土耳其首都安卡拉，會見土耳其總統埃爾多安。澤連斯基在機場表示，烏克蘭需要先了解俄羅斯代表團的級別、其任務是什麼以及能否作出決定，再決定下一步行動，並認為大家都知道誰在俄羅斯作出決定，俄羅斯似乎派出了一個「虛假」的代表團。
烏克蘭總統澤連斯基會見埃爾多安後舉行記者會表示，自己不會親自參加即將在伊斯坦布爾與俄羅斯的談判，但出於對美國總統特朗普、土耳其埃爾多安總統等人的尊重，同時烏克蘭希望至少邁出緩和、結束戰爭的第一步，並根據俄羅斯代表團成員派出由國防部長烏梅羅夫率領的烏克蘭代表團前往伊斯坦布爾。又認為停火仍然是一個關鍵的優先事項。澤連斯基回應提問時表示，烏克蘭看到俄羅斯對真正的談判非常不認真，到目前為止出席和談的俄方代表中沒有看到任何真正的決策者。同時鑑於普京拒絕出席，認為自己或烏克蘭個別高級官員亦沒有理由前往伊斯坦布爾。形容俄羅斯派遣一個級別較低的代表團來討論結束戰爭，是對世界和所有合作伙伴不尊重的表現，烏克蘭正在等待合作伙伴作出明確而強烈的反應。並再指出，雖然自己不會參加會談，但烏克蘭將充分參與商定形式，並繼續對對話持開放態度。烏克蘭一定會與美國、土耳其和其他盟友舉行會議對論和平，並計劃繼續與俄羅斯方面會面。澤連斯基亦表示，美國總統特朗普認為，在結束戰爭方面向雙方施壓會有所幫助，而烏克蘭面臨的外交壓力比俄羅斯更大，烏克蘭作出許多妥協，烏克蘭正在為自己而戰，還沒有準備好失去生命和土地。指出美國和歐洲的制裁應該是迫使俄羅斯結束對烏克蘭戰爭的「最低要求」，施加壓力不應該只對其中一方，烏克蘭希望看到這種壓力施加於俄羅斯，施加於俄羅斯總統普京身上。
俄羅斯總統顧問、談判代表團團長梅金斯基表示，在出發前往土耳其伊斯坦布爾前，已聯同代表團成員與總統普京舉行會議，代表團將明確根據普京的指示參與會談，代表團已完全被授權進行談判，俄羅斯的目標是透過解決衝突的根源來實現持久和平。梅金斯基當日稍後時間表示，俄羅斯代表團將會在當地時間5月16日上午10時在伊斯坦布爾等待烏克蘭代表團開始直接和平談判。
俄羅斯總統新聞秘書佩斯科夫表示，俄羅斯總統普京不會到訪土耳其伊斯坦布爾與烏克蘭總統澤連斯基會面。俄羅斯外交部長拉夫羅夫表示，俄羅斯在土耳其伊斯坦布爾與烏克蘭和平談判的目標是透過對話解決衝突的根本原因，而不是對論停火來實現可持續和平。又指出基輔的西方夥伴應該向烏克蘭政府施壓，要求廢除其少數民族法律，並表示這不會令美國人和歐洲人需要付出任何代價。
俄羅斯外交部發言人扎哈羅娃回應烏克蘭總統澤連斯基認為俄羅斯似乎派出一個「虛假」的代表團參與和談時表示，澤連斯基是一個小丑，一個失敗者，一個完全沒有受過教育的人。烏克蘭外交部發言人泰克伊回應時表示，普京沒有來會見總統澤連斯基，在土耳其進行關於結束戰爭和恢復和平的嚴肅對話時，烏克蘭從俄羅斯聽到的卻是對烏克蘭總統的人身侮辱。指出俄羅斯外交部成為笑柄已不是第一次，值得注意的是俄羅斯代表團並非由俄羅斯外交部領導，但明明他們的職責是代表俄羅斯發聲。
烏克蘭戰俘待遇協調總部表示，烏克蘭戰俘家庭代表在出席在梵萃岡舉行的東方教會禧年活動時，向教宗良十四世提交一份被俄羅斯俘虜的烏克蘭士兵名單，希望教宗協助。教宗隨即表示，向烏克蘭受苦的受人和心愛的人民表示同情，讓各人盡各自所能儘快實現真正的和平，公正持久的和平，讓所有俘虜被釋放，讓孩子們與他們的家人團聚。
烏克蘭財政部表示，已經從世界銀行獲得8千4百萬美元用於修復在俄羅斯戰爭中受損的房屋。
美國總統特朗普表示，如果達成協議取得進展，自己仍然有可能參加5月16日在土耳其伊斯坦布爾舉行的俄烏和平談判，希望看到戰爭結束，亦認為有機會做到。又指出沒有自己和普京出席的會議，什麼都不會發生。美國國務卿盧比歐表示，在俄羅斯與烏克蘭在談判前相互辱罵，加上俄羅斯派出較低層級代表團後，對在伊斯坦布爾舉行的俄烏會談能取得和平突破不抱太大希望，認為有意義的進展可能只可以透過與美國的對話來實現。自己將會與烏克蘭高級代表團和土耳其外交部長菲丹會面，美國代表團的較低層級官員將會與俄羅斯代表會面。另外盧比歐表示，否認早前多間歐洲通訊社有關美國反對烏克蘭總統澤連斯基參與即將在荷蘭海牙舉行的北約峰會的報道，表明知悉多個盟友邀請澤連斯基出席，而美國並沒有反對。
英國首相施紀賢表示，俄羅斯總統普京拒絕與烏克蘭總統澤連斯基在土耳其舉行面對面會談，證明普京在拖延和平努力，透過冷待與烏克蘭的對話拖延戰爭。
德國總理默茨表示，歐盟將於5月20日對俄羅斯實施新一輪制裁，以回應俄羅斯總統普京拒絕參加與烏克蘭總統澤連斯基的面對面會談。默茨形容即是普京拒絕出席，澤連斯基總統仍然前往土耳其是一個重要的善意姿態，而普京沒有出現只是將自己置於錯誤狀態。
愛沙尼亞外交部長薩克納表示，俄羅斯總統普京決定派遣較低層級官員出席在土耳其伊斯坦布爾與烏克蘭進行的和平談判就像對盟友的外交努力打了一耳光一樣。另外薩克納表示，13日愛沙尼亞海軍試圖攔截一艘被認為屬於俄羅斯「影子艦隊」的油輪時，一架俄羅斯軍用飛機侵犯了北約領空近一分鐘，準備保護影子艦隊。
挪威國防大臣山德維克表示，挪威將在2025年底前完成向烏克蘭提供F-16戰機的計劃，其中部份戰機已經完成交付。

## 5月16日
烏克蘭地方政府表示，截至16日上午9時，俄羅斯在過去24小時內襲擊敖德薩、基輔、赫爾松、蘇梅、尼古拉耶夫、第聶伯羅彼得羅夫斯克、頓涅茨克、盧甘斯克、切爾卡瑟、哈爾科夫、扎波羅熱和切爾尼戈夫等地，至少造成3名平民死亡，15名平民受傷。烏克蘭空軍表示，俄羅斯午夜至凌晨期間，對烏克蘭發動無人機襲擊，俄軍從庫爾斯克、布良斯克、沙塔洛沃、米勒羅沃、奧廖爾和普里莫爾斯科-阿赫塔爾斯基區發射112架見證者-136無人機和不明型號無人機，防空系統在各地擊落73架無人機。另有36架無人機因電子戰措施，未能擊中目標。
烏克蘭武裝部隊總參謀部表示，自全面入侵以來，俄羅斯在烏克蘭損失971,690名士兵，過去一天俄軍有1,110人傷亡，累計損失10,825輛坦克、22,546輛裝甲戰鬥車輛、48,713輛車輛和油箱、27,908門火砲系統、1,385套多管火箭系統、1,167套防空系統、372架飛機、336架直升機、36,123架無人機、3,197枚巡弋飛彈、28艘船隻和1艘潛艦等。
俄羅斯國防部表示，防空系統過去一夜在俄佔克里米亞上空擊落21架無人機，黑海43架，別爾哥羅德州1架。克里米亞當地Telegram頻道表示，佩雷瓦爾內村附近一個彈藥庫在無人機襲擊中發生一系列爆炸，並發生大火。
烏克蘭空軍表示，一架F-16戰機凌晨參與擊退俄羅斯空襲任務期間，在摧毁於個俄羅斯空中目標後，於一次不明緊急情況下在凌晨3時30分左右失去聯絡，飛行員彈射逃生並已被搜救隊發現，沒有生命危險，目前並未知道戰機情況以及墜機地點。

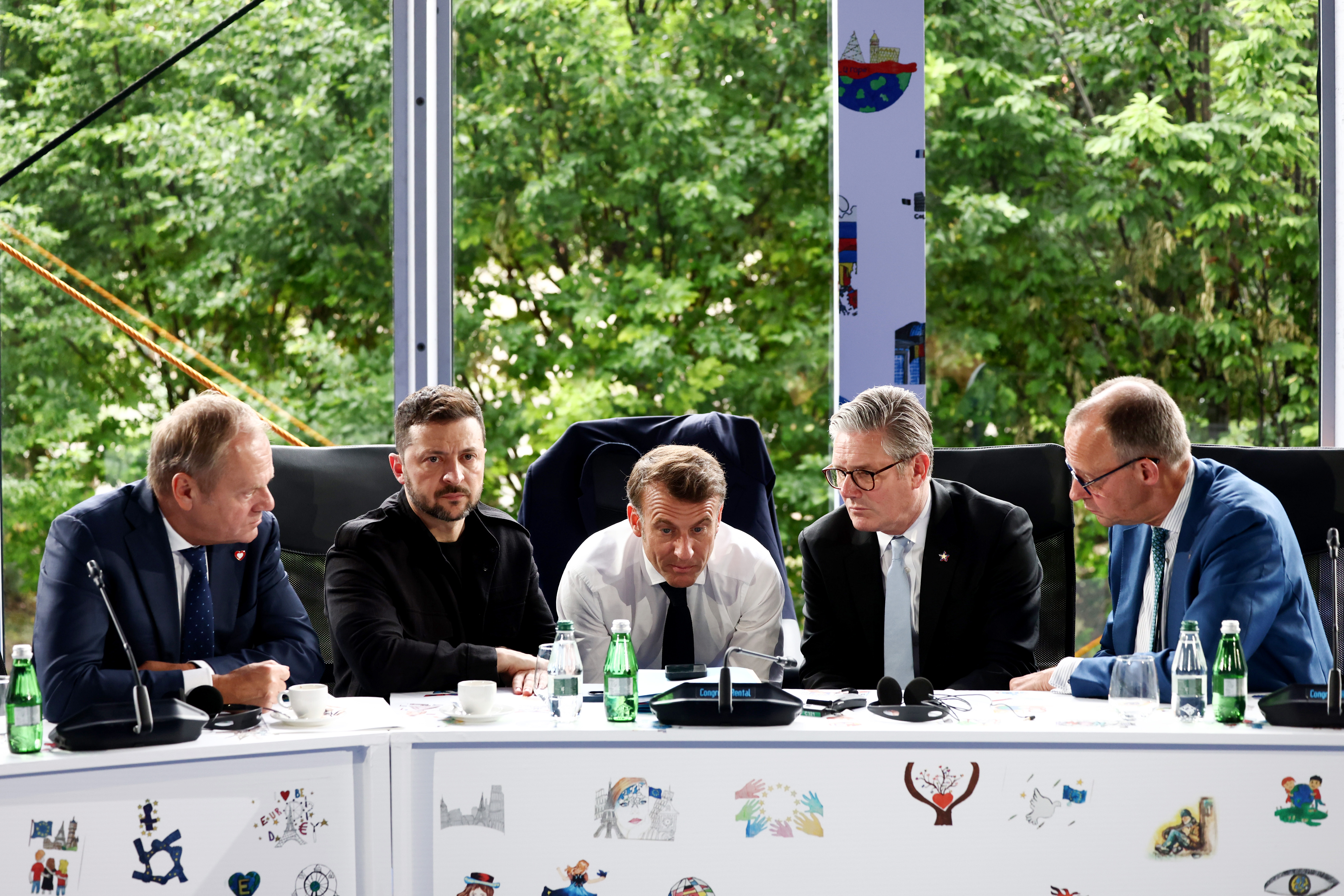
烏克蘭總統澤連斯基與法國總統馬克龍、英國首相施紀賢、德國總理默茨和波蘭總理圖斯克一同與美國總統特朗普進行電話會議

烏克蘭總統澤連斯基抵達阿爾巴尼亞，出席歐洲政治共同體峰會第六次會議，將重點討論歐洲的安全，包括俄羅斯對烏克蘭的全面戰爭等議題。澤連斯基在俄烏在土耳其的直接談判結束後，與法國總統馬克龍、英國首相施紀賢、德國總理默茨和波蘭總理圖斯克一同在阿爾巴尼亞與美國總統特朗普進行電話會議，討論直接談判的結果。澤連斯基表示，烏克蘭準備為真正的和平採取最快的步驟，但如果俄羅斯人拒絕完全無條件地停止戰鬥和殺戮，就必須採取嚴厲的制裁措施，在俄羅斯準備好結束戰爭之前，必須保持對俄羅斯的壓力。圖斯克表示，在伊斯坦布爾的俄羅斯人事實上已經中斷談判，並拒絕停火，現在是時候加大壓力。施紀賢表示，俄羅斯的談判立場顯然是不可接受，並指出已不是第一次出現這種情況。
俄羅斯總統普京任命俄羅斯聯邦陸軍總司令薩柳科夫出任聯邦安全委員會副秘書長，負責指揮2022年俄羅斯全面入侵烏克蘭期間，包圍馬里烏波爾的安德烈·莫爾德維切夫接任陸軍總司令。
烏克蘭和俄羅斯代表在中午過後正式在土耳其伊斯坦布爾舉行和平談判，是自2022年以來俄烏雙方首次直接談判，負責舉辦會議的土耳其代表在發表歡迎詞後，離開會場。烏克蘭代表團成員包括烏克蘭國防部長烏梅羅夫、外交部第一副部長基斯利察、國家安全局副局長波克利阿德和對外情報局、國防部情報總局、空軍司令部、海軍司令部等部門次長。俄羅斯代表團成員包括俄羅斯總統顧問及2022年俄烏談判俄方代表團長梅金斯基、外交部副部長格魯金、國防部副部長佛明和俄羅斯武裝力量總參謀部情報總局局長科斯秋科夫。英國傳媒「天空新聞」引述土耳其外交部消息報道，烏克蘭和俄羅斯代表團的直接談判開始不足2小時便結束，另引述烏克蘭外交消息報道，俄羅斯方面在會議上提出「不切實際」的要求，相關要求遠遠超出任何討論，其中包括要求烏軍撤出烏克蘭領土作為停火條件。會後烏克蘭國防部長烏梅羅夫表示，會議上烏克蘭和俄羅斯達成協議將會進行交換戰俘，各交換1千名。俄羅斯總統顧問梅金斯基表示，俄羅斯對結果感到滿意，並準備繼續與烏克蘭談判。土耳其外交部長菲丹表示，俄烏雙方原則上同意繼續會面。國際通訊社「路透社」引述烏克蘭知情人士報道，俄方代表團提出的要求包括要求烏軍全面撤出頓涅茨克、盧甘斯克、赫爾松和扎波羅熱四個俄佔烏克蘭地區，俄方才會同意停火。另外進一步的要求包括國際社會承認以上四個地區和克里米亞為俄羅斯領土、要求烏克蘭成為中立國、不容許擁有大殺傷力
武器、不容許烏方盟友在其境內部署軍隊、要求各方同意放棄就戰事損失索償。烏克蘭認為這些條件難以接受，亦大幅超出美國總統特朗普提出的和平協議草案。
烏克蘭總統辦公室主任葉爾馬克表示，聯同外交部長西比哈和國防部長烏梅羅夫在會見俄羅斯代表前，在伊斯坦布爾會見英國首相國家安全顧問鮑威爾、法國總統外交顧問邦恩、德國總理外交和安全政策顧問索特以及美國總統烏克蘭問題特使凱洛格。表明烏克蘭已準備好實現和平和持久、無條件的停火，亦為最高級別的會議和談判作好準備。

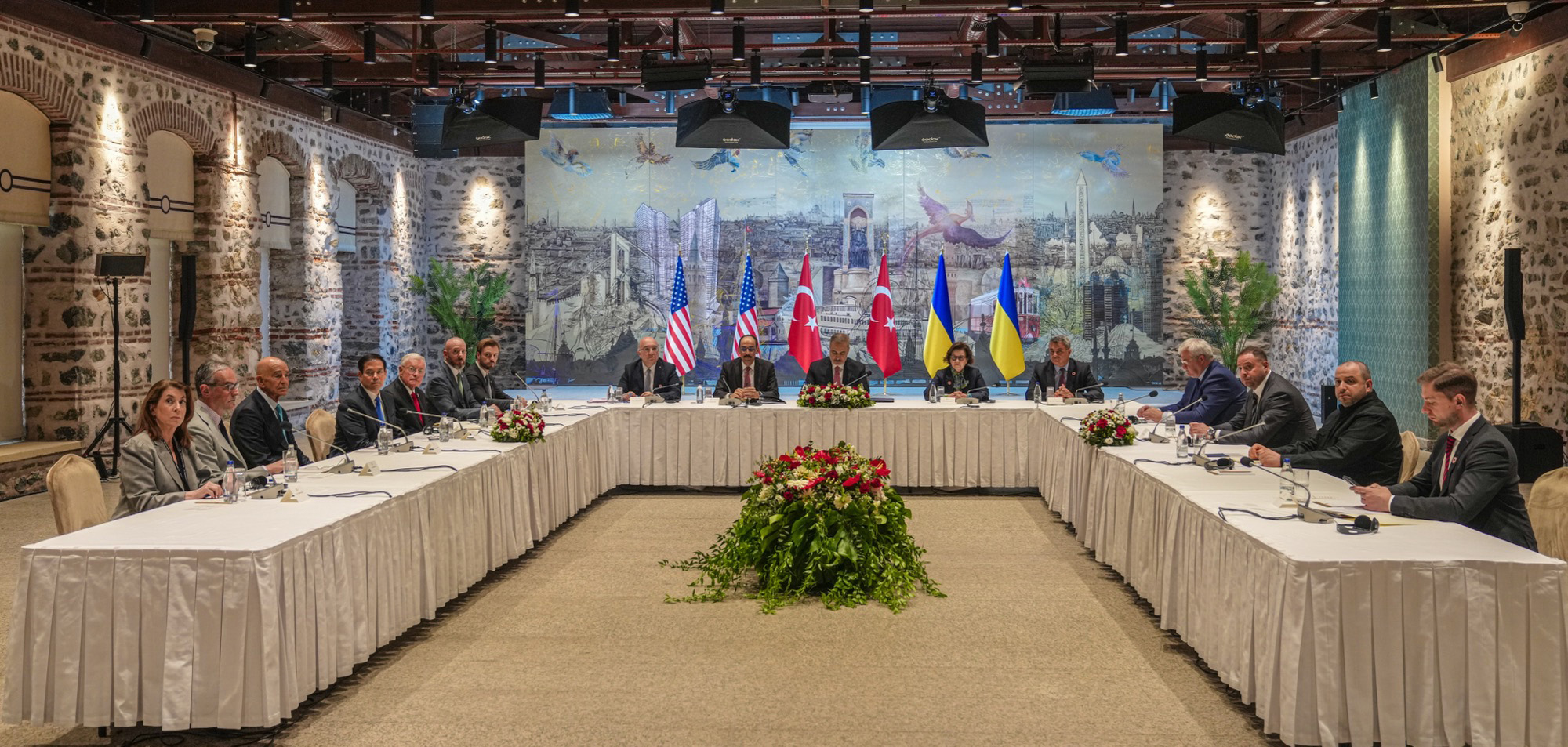
烏克蘭、美國和土耳其三方舉行會談

烏克蘭外交部表示，烏克蘭外交部長西比哈、總統辦公室主任葉爾馬克和國防部長烏梅羅夫在土耳其伊斯坦布爾與俄羅斯進行和平談判之前，會見美國國務卿盧比歐、美國總統烏克蘭問題特使凱洛格以及土耳其外交部長菲丹，會面持續約1小時，在中午12時左右結束。
烏克蘭戰俘待遇協調總部表示，在烏克蘭國家安全局、內政部、國家緊急服務局和武裝部隊以及國際紅十字會的協助下，成功設法從頓涅茨克、盧甘斯克、扎波羅熱、蘇梅和哈爾科夫州以及俄羅斯地區，尋回909名在與俄羅斯作戰中陣亡的烏克蘭士兵遺體。
美國總統特朗普表示，自己將結束中東訪問行程返回美國，並希望盡快與俄羅斯總統普京會面。特朗普在俄烏結束直接談判後表示，仍然相信俄羅斯總統普京準備達成協議結束烏克蘭戰爭，但警告如果談判失敗美國政府將會對俄羅斯實施更嚴厲制裁。
歐盟委員會主席馮德萊恩表示，在俄羅斯總統普京拒絕出席在伊斯坦布爾舉行的烏俄和談後，呼籲各國對俄羅斯實施新制裁。並表明歐盟委員會正在準備一攬子的新制裁計劃，包括對北溪1號和2號管道、俄羅斯影子艦隊船隻，油價以及對俄羅斯金融部門的實施制裁。
土耳其國家通訊社引述土耳其外交部消息報道，烏克蘭、俄羅斯和土耳其官員將於當地時間下午12時30分在伊斯坦布爾舉行三邊會談，而烏克蘭、土耳其和美國官員則會在上午10時45分先舉行會議。英國傳媒「天空新聞」和「衛報」報道，烏克蘭指責俄羅斯在最後一刻要求舉行俄烏雙邊會議，美國和土耳其官員排除在外，從而破壞伊斯坦布爾的和平談判。
國際通訊社「路透社」引述外交消息報道，正在阿爾巴尼亞出席歐洲政治共同體會議的歐洲領導人對於美國總統特朗普對俄烏戰爭的態度不一致以及俄羅斯在土耳其伊斯坦布爾的會議中只派出低層級官員和反覆拒絕烏克蘭的要求，令未能就停火取得進展感到沮喪。
上月辭職的美國駐烏克蘭大使布林克表示，自己從一生中最艱難的三年工作中辭職，原因是認為自己不能再真誠地執行新任政府的政策，留在職位上會使自己成為其認為危險和不道德行動方針的同謀，因此辭職是自己的責任。

## 5月17日
烏克蘭地方政府表示，截至17日上午9時，俄羅斯在過去24小時內襲擊敖德薩、赫爾松、蘇梅、尼古拉耶夫、第聶伯羅彼得羅夫斯克、頓涅茨克、盧甘斯克、切爾卡瑟、哈爾科夫、扎波羅熱和切爾尼戈夫等地，至少造成13名平民死亡，32名平民受傷。烏克蘭空軍表示，俄羅斯午夜至凌晨期間，對烏克蘭發動無人機襲擊，俄軍從庫爾斯克、布良斯克、沙塔洛沃、米勒羅沃、奧廖爾和普里莫爾斯科-阿赫塔爾斯基區發射62架見證者-136無人機和不明型號無人機，防空系統在各地擊落36架無人機。另有6架無人機因電子戰措施，未能擊中目標。烏克蘭蘇梅州軍事管理局表示，上午6時17分俄羅斯使用無人機攻擊比洛皮利亞市一架用於運送平民的穿梭巴士，至少造成9名平民死亡，7名平民受傷。 頓涅茨克州州長表示，俄軍使用無人機襲擊頓涅茨克州亞布盧尼夫卡、波克羅夫斯克、米爾諾赫拉德和安德里夫卡，至少造成1名平民死亡，8名平民受傷。
烏克蘭武裝部隊總參謀部表示，自全面入侵以來，俄羅斯在烏克蘭損失972,600名士兵，過去一天俄軍有910人傷亡，累計損失10,831輛坦克、22,553輛裝甲戰鬥車輛、48,809輛車輛和油箱、27,942門火砲系統、1,386套多管火箭系統、1,167套防空系統、372架飛機、336架直升機、36,278架無人機、3,197枚巡弋飛彈、28艘船隻和1艘潛艦等。總司令瑟爾斯基表示，自2025年年初開始，烏軍已經摧毁1,159輛俄羅斯坦克和2,510 輛裝甲車。
烏克蘭傳媒「基輔獨立報」引述烏克蘭國家安全局消息報道，安全局無人機擊中俄羅斯第126海岸防衛隊位於俄佔克里米亞佩雷瓦爾內村附近的彈藥庫，引發大爆炸和大火。
烏克蘭總統澤連斯基與加拿大總理卡尼會面，討論俄烏直接談判等議題。澤連斯基感謝加拿大一直以來的支持。
俄羅斯外交部長拉夫羅夫與美國國務卿盧比奧通電話，討論俄羅斯與美國之間雙邊接觸的未來以及16日在土耳其伊斯坦布爾舉行的俄烏雙方直接談判。拉夫羅夫歡迎美國在鼓勵烏克蘭接受俄羅斯總統普京提出在伊斯坦布爾恢復和平談判方面發揮的建設性作用。盧比奧則讚揚俄烏雙方達成交換戰俘協議，並指出雙方為概述潛在停火條件所做的努力。
俄羅斯總統新聞秘書佩斯科夫表示，烏克蘭所派遣簽署任何協議的代表身份是俄羅斯在任何可能結束戰爭的協議中一個「根本」問題，俄羅斯一直質疑現時基輔政權是否合法。解決方案的工作正在進行，如果雙方代表團達成充分協議，俄羅斯總統普京和烏克蘭總統澤連斯基之間有可能會面。目前俄羅斯將準備向烏克蘭遞交一份停火條件清單。
烏克蘭國防部情報總局局長布達洛夫表示，俄烏雙方直接談判中達成的各交換1千名戰俘的協議，在沒有任何重大阻礙下，預計將安排在下星期進行。
烏克蘭第47機械化旅營長希什恩表示，自己遞交總參謀部遞交辭職信，並嚴厲批評烏克蘭軍事領導人毫無意義的命令，引致不必要的傷亡。直言從未收到過比目前的安排更愚蠢的任務，愚蠢的損失的在愚蠢的將軍面前恐懼，只會導致失敗。烏克蘭武裝部隊總參謀部18日表示，根據總參謀長的命令，已經成立一個工作組，對相關概述進行全面研究。
俄佔盧甘斯克檢控官辦公室表示，被俄軍俘擄的澳洲公民詹金斯，遭控告加入烏軍充當僱傭兵，被判處在最高度設防監獄服刑13年，俄羅斯將所有加入烏軍參與作戰的外國人一律視作僱傭兵，令他們無法享有「日內瓦公約」規定的戰俘權利，並且可以按照俄羅斯刑法起訴。澳洲外長黃英賢表示，澳洲政府對判決感到震驚，並形容是一場「虛假審訊」，指出詹金斯是烏克蘭正規武裝部隊的正式服役人員，而不是俄方所指的僱傭兵。烏克蘭駐澳洲大使表示，烏克蘭政府已將詹金斯列入被俘擄士兵的名單。
美國總統特朗普表示，自己將於美國東岸時間19日上午10時與俄羅斯總統普京通電話，討論停止每週平均殺死5千多名俄羅斯和烏克蘭士兵的「大屠殺」以及兩國貿易。然後，將與烏克蘭總統澤連斯基通話，之後再與北約主要成員通電話。英國首相施紀賢、法國總統馬克龍和德國總理默茨將於19日美國總統特朗普與俄羅斯總統普京通話前，先行與美國總統特朗普通話。
美國國務卿魯比奧與已故教宗方濟各任命的梵蒂岡的烏克蘭問題特使樞機主教祖皮會面時表示，梵蒂岡可以成為俄羅斯與烏克蘭和平談判的地點，自己會與梵蒂岡成員討論所有相關問題。表示始終感謝梵蒂岡願意作為具建設性和正面影響的角色。
德國總理默茨表示，目前距離完成商討向烏克蘭部署外國部隊的安排仍然十分遙遠，當前需要達成的是確保無條件停火。下一個外交步驟是為和平談判建立一個可行的框架，並確定一旦停戰後的烏克蘭的潛在安全保障。
丹麥國防部表示，將向烏克蘭第26輪軍事援助計劃，價值5.98億美元，包括向由捷克牽頭為烏克蘭在歐盟境外購買彈藥的協議提供資金，另外包括戰機裝置以及提升烏軍訓練能力。

## 5月18日
烏克蘭地方政府表示，截至18日上午9時，俄羅斯在過去24小時內襲擊基輔、赫爾松、蘇梅、尼古拉耶夫、第聶伯羅彼得羅夫斯克、頓涅茨克、盧甘斯克、切爾卡瑟、哈爾科夫、扎波羅熱和切爾尼戈夫等地，至少造成2名平民死亡，23名平民受傷。烏克蘭空軍表示，俄羅斯午夜至凌晨期間，對烏克蘭發動無人機襲擊，俄軍從庫爾斯克、布良斯克、沙塔洛沃、米勒羅沃、奧廖爾和普里莫爾斯科-阿赫塔爾斯基區發射273架見證者-136無人機和不明型號無人機，是自俄羅斯全面入侵烏克蘭以來最大單次最大規模的無人機襲擊，防空系統在各地擊落88架無人機。另有128架無人機因電子戰措施，未能擊中目標。烏克蘭基輔州州長表示，俄軍使用無人機襲擊當地，至少造成1名平民死亡，3名平民受傷。
烏克蘭武裝部隊總參謀部表示，自全面入侵以來，俄羅斯在烏克蘭損失973,730名士兵，過去一天俄軍有1,130人傷亡，累計損失10,832輛坦克、22,557輛裝甲戰鬥車輛、48,900輛車輛和油箱、27,980門火砲系統、1,387套多管火箭系統、1,167套防空系統、372架飛機、336架直升機、36,385架無人機、3,197枚巡弋飛彈、28艘船隻和1艘潛艦等。

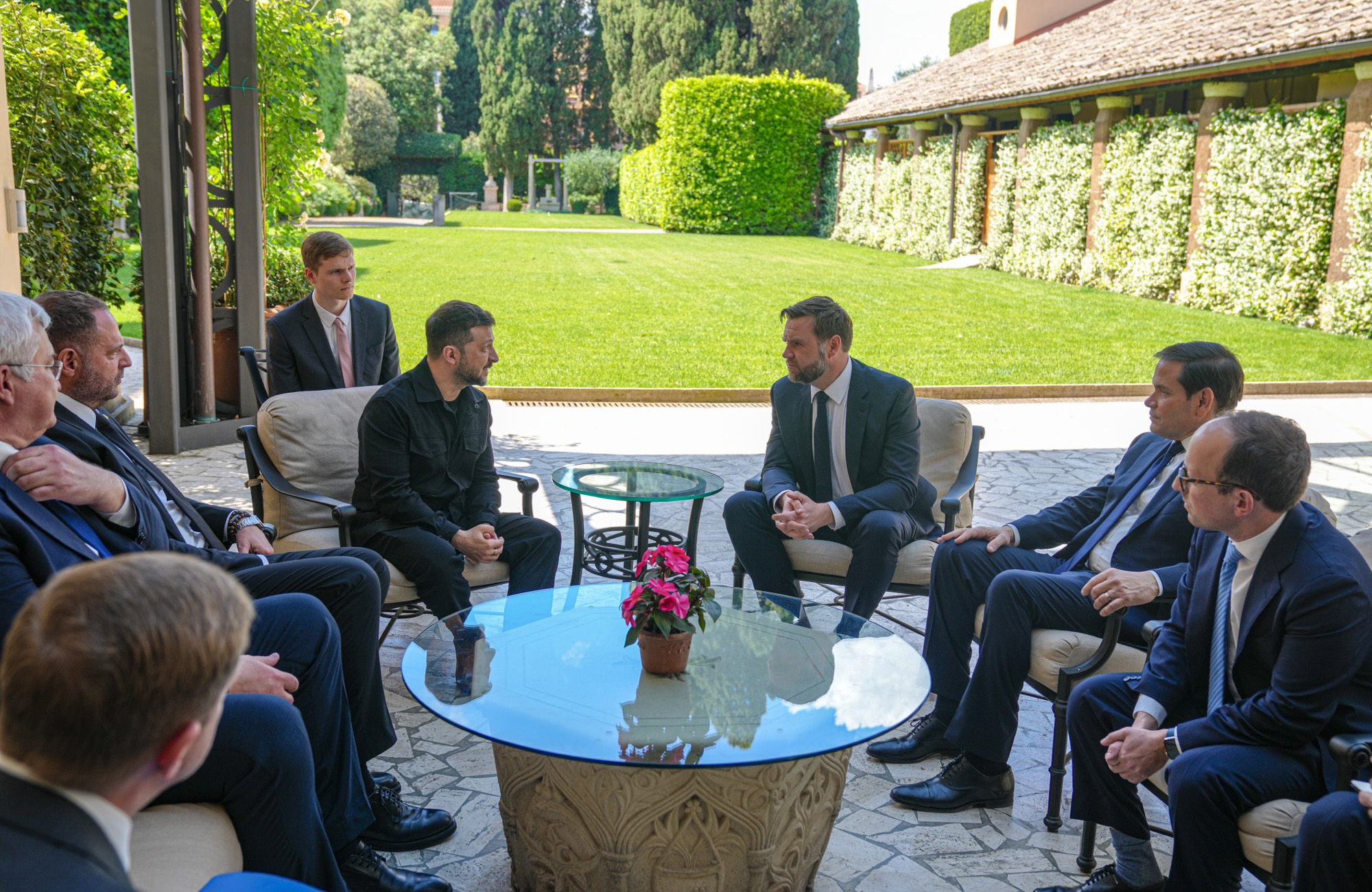
烏克蘭總統澤連斯基與美國副總統萬斯和國務卿盧比歐會面

烏克蘭總統澤連斯基在梵蒂岡出席教宗良十四世就職彌撒後，與美國副總統萬斯和國務卿盧比歐會面，是自2月底美烏領袖白宮爭吵後，澤連斯基與萬斯首次會面，三人討論對俄羅斯的制裁和最近在伊斯坦布爾的俄烏直接和平談判。澤連斯基在會面中討論在伊斯坦布爾的談判，指出俄羅斯派出一個由非決策者組成的低級別代表團，重申烏克蘭準備參與真正的外交，並強調儘快全面和無條件停火的重要性。提到對俄羅斯、雙邊貿易和國防合作進行制裁和戰俘交換的的必要性，在俄羅斯渴望停止戰爭前，需要對俄羅斯進行壓力。澤連斯基亦與教宗良十四世會面，澤連斯基感激梵蒂岡對烏克蘭的支援以及捍衛公正和持久和平的明確聲音，會面期間澤連斯基向教宗送贈一個來自哈爾科夫州前線小鎮伊久姆用作裝載重炮的盒子碎片，上面畫上「上帝之母與孩子」的畫像，澤連斯基形容禮物代表着在戰爭中受苦，被俄羅斯故意綁架和驅逐出境，並且備受烏克蘭家人期待重逢的烏克蘭兒童。澤連斯基亦與澳洲總理阿爾巴內塞會面，討論對烏克蘭的國防支援、自願聯盟的合作以及對俄羅斯增加壓力的問題。阿爾巴內塞證實，M1艾布拉姆斯主戰坦克正在運往烏克蘭的途中，並指出澳洲的援助總額現已達到15億美元。
俄羅斯總統普京表示，俄方有足夠力量和手段，把對烏克蘭的特別軍事行動，推進至符合俄方需要的合理結局。在接受傳媒訪問時，被問到需要怎樣的特別軍事行動結果。普京指出有四方面，包括消除引發這場危機的根源、創造實現持久穩定和平的條件、保障俄羅斯國家安全，以及維護把俄語視為母語，把俄羅斯視為祖國的人民權益。
烏克蘭國防部情報總局表示，俄羅斯計劃在5月19日晚上將在葉卡捷琳堡東北約100公里的斯維爾德洛夫斯克州斯沃博德尼村附近測試發射一枚RS-24洲際彈道導彈。
芬蘭總統斯塔布表示，美國總統特朗普在試圖就對烏克蘭的戰爭中達成停火時，對俄羅斯的表現越來越不耐煩，並認為停火談判的進展雖然緩慢，但仍然朝着烏克蘭更好的方向發展。

## 5月19日
烏克蘭地方政府表示，截至19日上午9時，俄羅斯在過去24小時內襲擊赫爾松、蘇梅、尼古拉耶夫、第聶伯羅彼得羅夫斯克、頓涅茨克、盧甘斯克、切爾卡瑟、哈爾科夫、扎波羅熱和切爾尼戈夫等地，至少造成2名平民死亡，13名平民受傷。烏克蘭空軍表示，俄羅斯午夜至凌晨期間，對烏克蘭發動無人機襲擊，俄軍從庫爾斯克、布良斯克、沙塔洛沃、米勒羅沃、奧廖爾和普里莫爾斯科-阿赫塔爾斯基區發射112架見證者-136無人機和不明型號無人機，防空系統在各地擊落41架無人機。另有35架無人機因電子戰措施，未能擊中目標。
烏克蘭武裝部隊總參謀部表示，自全面入侵以來，俄羅斯在烏克蘭損失974,770名士兵，過去一天俄軍有1,040人傷亡，累計損失10,833輛坦克、22,562輛裝甲戰鬥車輛、48,988輛車輛和油箱、28,009門火砲系統、1,387套多管火箭系統、1,167套防空系統、372架飛機、336架直升機、36,503架無人機、3,197枚巡弋飛彈、28艘船隻和1艘潛艦等。烏克蘭國家安全局表示，安全局協調使用無人機和無人艇對位於黑海的俄佔海上鑽井平台上的俄軍軍事基礎設施發動襲擊，無人機先擊中平台及後無人艇再發動第二次攻擊，摧毁俄羅斯涅瓦雷達系統以及平台儲存設施。
烏克蘭總統澤連斯基致電在羅馬尼亞總統選舉中勝出的尼克松·丹，澤連斯基祝賀對方，並感謝羅馬尼亞為保護烏克蘭人民的生命所做的貢獻，重申繼續支援烏克蘭的重要性，亦邀請對方到烏克蘭。另外澤連斯基聽取俄烏直接談判烏方代表團的匯報並表示，15日至16日的會議向世界表明，烏克蘭願意拉近和平的距離，因此現在需要向俄羅斯施加壓力以結束戰爭。談判最具體的結果是雙方交換1000名戰俘的協議，烏克蘭國家安全局已經開始準備工作，以促進轉移。
美國總統特朗普與俄羅斯總統普京通電話，通話持續大約兩個半小時。會後俄羅斯總統普京表示，繼續拒絕同意立即在烏克蘭全面停火，但準備就關於未來潛在和平條約與烏克蘭簽署備忘錄，並進行談判，備忘錄可能包括解決原則、可能的和平協議時機等，在達成相關協議後可能停火一段時間。同時指出特朗普已經向自己表達對停止敵對行動、停火的立場，但普京堅持認為最有效的和平道路仍有待確定。普京表明俄羅斯在談判中的立場保持不變，需要消除戰爭的根本原因。美國總統特朗普表示，呼籲俄羅斯和烏克蘭將立即開始停火和結束戰爭的談判。同時聲稱一旦戰爭結束，俄羅斯就有興趣與美國進行大規模貿易，俄羅斯有創造大量就業機會和財富的巨大機會，潛力無限。同樣烏克蘭在重建國家的過程中可以成為貿易的巨大受益者。特朗普表示，自己已將與普京的通話內容，告知幾位歐洲領袖以及烏克蘭總統澤連斯基。
烏克蘭總統澤連斯基則先後兩次與特朗普進行通話，分別在俄美元首通話的前後，其中第二次通話持續一個多小時，一同通話的歐洲領袖包括義大利總理梅洛尼、法國總統馬克龍、芬蘭總統斯圖布、德國總理默茨、歐盟委員會主席馮德萊恩和歐洲理事會主席科斯塔。
澤連斯基在通話後表示，不會從烏克蘭控制的領土上撤軍，拒絕俄羅斯代表團在伊斯坦布爾提出的要求，重申這是烏克蘭的土地，烏克蘭不會從自己的領土撤軍，這是自己和烏軍的憲法義務，沒有最後通牒，沒有人會交出他們的土地、人民和家園。並表明烏克蘭正在研究與各持分者，包括烏克蘭、俄羅斯、美國、英國和歐盟等，在土耳其、梵蒂岡或瑞士會面的可能性。問題不在於舒適，而在於誰能夠組織一次會議並取得適當的結果。另外指出在與美國總統通電話時，澤連斯基主張停火，表達對備忘錄的看法，以及在沒有基輔參與的情況下不得做出有關烏克蘭的決定。此外澤連斯基表示，特朗普明確表示，自己的目標是看到俄羅斯和烏克蘭之間的直接會談。澤連斯基則交代俄烏直接談判中達成的換俘協議，表明交換將在未來幾天或幾周內進行，平民將不會被列入名單。烏克蘭希望與俄羅斯討論釋放烏克蘭政治犯和記者的問題。又指出隨著俄羅斯繼續拒絕停火，歐盟正在準備一項對俄羅斯的重要制裁計劃。烏克蘭和歐盟相信美國將準備在合適時候採取額外的制裁措施，並期望華盛頓對俄羅斯銀行、能源部門實施制裁。
美國總統特朗普會後重申，如果不取得進展，美國將放棄結束俄羅斯對烏克蘭戰爭的努力。重申自己認為俄羅斯總統普京希望結束俄羅斯對烏克蘭的戰爭。表明自己信任俄羅斯總統普京。指出不會對俄羅斯實施進一步制裁，因為有可能在停火方面取得進展。
俄羅斯總統新聞秘書佩斯科夫證實，美國總統特朗普將於莫斯科時間下午五時左右與俄羅斯總統普京通話，並將反映上星期俄羅斯和烏克蘭代表團在伊斯坦布爾的談判結果。
烏克蘭蘇梅州州長格里霍羅夫表示，超過86,000名居民受到強制疏散命令，約65%的人口已經撤離，即約56,000名居民已從蘇梅州撤離，與俄羅斯接壤的10公里區域內的所有居民已經完全撤離。
烏克蘭地面部隊指揮官德拉帕特伊表示，下令對在法國受訓的烏克蘭第155「基輔安妮」旅進行調查。烏克蘭傳媒「烏克蘭真理報」調查顯示，該旅旅長馬克西莫夫可能參與發放偽造獎金和要求賄賂，自2025年以來，有1200多起人員未請公務假而缺席，並且未能為該單位提供足夠的物資。
俄羅斯聯邦安全局表示，當局拘留斯塔夫羅波爾邊疆區9名居民，包括8名未成年人，涉嫌策劃在5月9日慶祝第二次世界大戰結束80周年期間襲擊警察，形容9人是代表一個恐怖組織策劃襲擊，未有交代是否與烏克蘭有關。
德國政府發言人科尼利厄斯表示，德國政府支援歐盟新提出的對俄制裁，並正在與美國政府協調，擬議的制裁將涉及針對北溪天然氣管道的措施。
芬蘭國防部表示，芬蘭將利用俄羅斯被凍結資產利潤向烏克蘭提供重型彈藥，預計價值1億美元。
澳洲廣播公司報道，儘管美國官員繼續私下反對，但澳洲政府已經開始將49架退役M1A1艾布拉姆斯坦克運往烏克蘭。部份官員質疑坦克在烏克蘭戰場上的用處，認為坦克的頂蓋薄弱，難以遭受無人機攻擊。雖然美國方面私下反對，但最終仍然允許澳洲向烏克蘭提供該批坦克。

## 5月20日
烏克蘭地方政府表示，截至20日上午9時，俄羅斯在過去24小時內襲擊赫爾松、蘇梅、尼古拉耶夫、第聶伯羅彼得羅夫斯克、頓涅茨克、盧甘斯克、切爾卡瑟、哈爾科夫、扎波羅熱和切爾尼戈夫等地，至少造成1名平民死亡，13名平民受傷。烏克蘭空軍表示，俄羅斯午夜至凌晨期間，對烏克蘭發動無人機襲擊，俄軍從庫爾斯克、布良斯克、沙塔洛沃、米勒羅沃、奧廖爾和普里莫爾斯科-阿赫塔爾斯基區發射108架見證者-136無人機和不明型號無人機，防空系統在各地擊落35架無人機。另有58架無人機因電子戰措施，未能擊中目標。
烏克蘭國民警衛隊表示，俄羅斯對蘇梅州的國民警衛隊射擊場發動導彈襲擊，至少造成6名軍人死亡，10多名軍人受傷，當局對事件進行正式調查，指出國民警衛隊指揮部已經發布應對空襲威脅和避免不必要的人員集中的指令。該部隊指揮官已被停職，必要的資訊已傳遞給執法機構。俄羅斯國營傳媒「塔斯社」報道，俄軍發射1枚伊斯坎德爾彈道導彈，擊中烏克蘭一個軍事訓練場。
烏克蘭武裝部隊總參謀部表示，自全面入侵以來，俄羅斯在烏克蘭損失975,800名士兵，過去一天俄軍有1,030人傷亡，累計損失10,834輛坦克、22,567輛裝甲戰鬥車輛、49,093輛車輛和油箱、28,067門火砲系統、1,388套多管火箭系統、1,167套防空系統、372架飛機、336架直升機、36,621架無人機、3,197枚巡弋飛彈、28艘船隻和1艘潛艦等。
烏克蘭總統澤連斯基與芬蘭總統斯圖布通電話後表示，俄羅斯正試圖爭取時間繼續在烏克蘭發動戰爭，烏克蘭正在與合作伙伴合作，向俄羅斯人施壓，要求改變這樣的行為，並感謝繼續支持烏克蘭的合作伙伴，並強調戰爭應該在談判桌上結束，必須提出明確和現實的建議，而烏克蘭已準備好進行任何有效的談判，如果俄羅斯繼續提出不切實際的條件，破壞可能的結果，一定會有嚴厲的後果。另外，澤連斯基亦會面到訪的挪威王儲哈康，兩人參觀陣亡士兵紀念館和醫院，會見受傷的烏克蘭士兵。澤連斯基感謝挪威為烏克蘭提供的援助和支持。
烏克蘭總理什梅米爾表示，烏克蘭將在2025年透過由捷克主導的為烏克蘭從歐盟以外地區購置彈藥的倡議獲得40萬枚炮彈。
俄羅斯調查委員會主席巴斯特雷金表示，俄羅斯執法機構已派遣2萬名沒有登記服兵役的入籍移民前往烏克蘭作戰。另外已命令軍事調查人員、警察和俄羅斯國民警衛隊定期對移民居住的地區進行突襲，以抓捕逃避軍事登記的人。
烏克蘭經濟部副部長兼貿易代表卡奇卡表示，總統澤連斯基已向美國總統特朗普發出信件，提議烏克蘭和美國之間達成自由貿易協定，同時提到貿易和國防工業的其他合作機會。
烏克蘭總統顧問波多利雅克表示，在美國總統特朗普與俄羅斯總統普京19日舉行電話通話後，對於俄烏和平努力的現況沒有任何改變。烏克蘭繼續提出立即和無條件停火，而歐洲亦完全支援這一步驟。指出美國仍然是全球調解人，並認為會與俄羅斯為商業和戰略利益進行談判，但令俄羅斯在繼續戰爭的意願方面的立場保持不變。
美國國務卿盧比歐在參議院的國務院2026年預算聽證會時表示，美國正與北約夥伴合作，為烏克蘭尋找額外的愛國者防空系統，但表示沒有國家放棄相關系統，而美國亦不能夠以足夠快的速度生產相關系統。
美國共和民主兩黨參議員提出共同決議，呼籲歸還被俄羅斯綁架的數千名烏克蘭兒童，並敦促所有未成年人安全遣返烏克蘭之前，不得敲定結束烏克蘭戰爭的和平協議，決意譴責俄羅斯對烏克蘭兒童的系統性綁架、強迫轉移和非法驅逐，指出俄羅斯綁架和「俄羅斯化」烏克蘭兒童表明俄羅斯打算抹去烏克蘭民族和身份。強調入侵烏克蘭增加兒童面對多種威脅的脆弱性，指出俄羅斯入侵烏克蘭大大增加兒童遭受人口販運、剝削、童工、性暴力、飢餓、傷害、創傷、被剝奪教育和住所以及死亡的風險。美國共和黨參議員格林厄姆表示，如果烏克蘭戰爭的和平談判未能很快地取得進展，參議院準備就關於制裁俄羅斯的法案進行投票，強調烏克蘭的戰爭必須以防止新戰爭爆發的方式結束。
歐盟正式批准對俄羅斯實施第17輪制裁，針對200艘俄羅斯影子艦隊船隻，俄羅斯軍事和政治精英以及協助俄羅斯克里姆林宮被制裁的中國和阿聯酋外國實體，另外包括20多個傳播虛假資訊的實體和個人。英國政府表示，對俄羅斯實施新制裁，新措施與歐盟第17輪制裁計劃協調，針對支援俄羅斯軍事機器、能源出口和資訊戰爭的實體，以及支援俄羅斯戰爭努力的金融機構。並承諾隨著俄羅斯繼續拒絕在烏克蘭的停火，將加大對俄羅斯的壓力。
意大利總理梅洛尼表示，教宗良十四世表示願意在梵蒂岡主辦下一輪俄烏直接和平談判，拉近俄羅斯全面入侵烏克蘭的結束，梅洛尼感激教宗對和平的不懈承諾。
波蘭國家檢察官辦公室表示，在波蘭和烏克蘭當局聯合調查下，起訴於2024年4月在波蘭拘捕一名男子涉嫌協助俄羅斯外國情報部門，在波蘭東南部熱舒夫-賈西翁卡機場收集安全資訊，有助於俄羅斯情報部門用於暗殺烏克蘭總統澤連斯基的計劃。
美國傳媒「Axios」引述有份參與19日烏美和歐洲元首電話會議的相關國家外交消息報道，美國總統特朗普在電話中告知自己與普京的通話內容，並提到普京願意立即開始就停火進行直接談判，但相關內容一出令與會的烏克蘭總統澤連斯基、義大利總理梅洛尼、法國總統馬克龍、芬蘭總統斯圖布、德國總理默茨、歐盟委員會主席馮德萊恩和歐洲理事會主席科斯塔，陷入感到費解的沉默，幾秒鐘後烏克蘭總統澤連斯基提醒普京一早已經表示同意。與會者均驚訝特朗普對從普京的答覆相對滿意，儘管俄羅斯的立場沒有改變，但特朗普將此作為談判過程中的新發展。特朗普亦告訴各領袖，自己要求普京提出可以讓人同意的內容，而不是立即被拒絕的提案。在回答芬蘭總統斯圖布關於下一步行動的問題時，特朗普表示有人必須出來說明談判是順利還是不順利，然後美國將決定該怎麼做。美國傳媒「紐約時報」引述白宮官員消息報道，美國總統特朗普拒絕對俄羅斯實施新制裁，主要是由於可能會阻礙未來與俄羅斯的商業和貿易機會，阻礙特朗普為美國人提供經濟機會最大化的目標。
美國傳媒「華盛頓郵報」引述美國政府內部計劃草案報道，美國計劃花費約2.5億美元的外國援助資金遣返活躍衝突地區的人民，其中包括約20萬烏克蘭人和50萬海地人，自願離開美國的難民將有資格獲得1千美元的援助。美國國土安全部發言人其後證實當局曾經有相關計劃，但目前已經過時，當局仍未就烏克蘭難民的臨時保護地位作出最終決定。

## 5月21日
烏克蘭地方政府表示，截至21日上午9時，俄羅斯在過去24小時內襲擊基輔、赫爾松、蘇梅、尼古拉耶夫、第聶伯羅彼得羅夫斯克、頓涅茨克、盧甘斯克、切爾卡瑟、哈爾科夫、扎波羅熱和切爾尼戈夫等地，至少造成2名平民死亡，23名平民受傷。烏克蘭空軍表示，俄羅斯午夜至凌晨期間，對烏克蘭發動無人機襲擊，俄軍從庫爾斯克、布良斯克、沙塔洛沃、米勒羅沃、奧廖爾和普里莫爾斯科-阿赫塔爾斯基區發射76架見證者-136無人機和不明型號無人機，防空系統在各地擊落22架無人機。另有41架無人機因電子戰措施，未能擊中目標。
烏克蘭武裝部隊總參謀部表示，自全面入侵以來，俄羅斯在烏克蘭損失976,780名士兵，過去一天俄軍有980人傷亡，累計損失10,835輛坦克、22,569輛裝甲戰鬥車輛、49,169輛車輛和油箱、28,090門火砲系統、1,388套多管火箭系統、1,167套防空系統、372架飛機、336架直升機、36,692架無人機、3,197枚巡弋飛彈、28艘船隻和1艘潛艦等。總參謀部駁斥俄羅斯聲稱在庫爾斯克地區的戰鬥已經結束的說法，表明烏克蘭軍隊在邊境地區的行動仍然持續。烏克蘭第13國民警衛隊表示，俄羅斯可能正在準備在哈爾科夫地區發動新一輪進攻，現時正在烏克蘭邊境附近集結部隊。烏克蘭第聶伯羅彼得羅夫斯克州軍事管理局表示，網上流傳俄軍已經抵達第聶伯羅彼得羅夫斯克州的行政邊界是虛假資訊，相關照片亦是捏造的並不反映現實，是由俄羅斯故意釋出，以恐嚇當地居民，製造恐慌和破壞局勢。
俄羅斯國防部表示，過去一夜防空系統在多個地區擊落150多架烏克蘭無人機，其中在奧廖爾州擊落53架。烏克蘭武裝部隊總參謀部表示，烏克蘭無人機襲擊位於俄羅斯奧廖爾州「Bolkhov」半導體設備廠，工廠主要為蘇霍伊各型號戰機和伊斯坎德爾彈道導彈和匕首高超音速導彈生產零件。
烏克蘭總統澤連斯基表示，烏克蘭正在與俄羅斯進行先前商定的各交換1千名戰俘的安排，重申俄羅斯必須無條件釋放所有烏克蘭人民，烏克蘭政府將繼續竭盡所能努力讓人民獲得釋放。
俄羅斯總統普京訪問庫爾斯克州，是自俄羅斯宣布完成解放庫爾斯克州行動後指首，普京會見代理州長亞歷山大·欣什泰因、當地市政負責人和志願者組織的成員，並訪問庫爾斯克核電站。俄羅斯外交部長拉夫羅夫表示，俄羅斯對談判和同意在烏克蘭停火不感興趣，並表示俄羅斯不想再這樣了。拉夫羅夫將美國主導的為期30天全面停火行動描述為「先停火，然後再看結果」的策略，並堅稱需要先解決戰爭的根本原因。指出俄羅斯在2022年2月與烏克蘭之間的失敗談判，已經經歷過這樣的情況，俄羅斯不會想再經歷。
烏克蘭國家邊防局表示，自全面入侵開始以來，約有4萬9千名適齡服役男性試圖非法越過烏克蘭邊境時被拘留在邊境地區和檢查站，當局積極與鄰國和歐盟的邊防合作，共同打擊非法越境的企圖，而自戒嚴開始以來，此類案件的數量大幅增加。
美國總統特朗普表示，認為19日與俄羅斯總統普京通電話是在結束俄羅斯在烏克蘭戰爭方面取得的重大進展，並形容戰爭十分可怕。美國國務卿盧比歐在參議院的國務院2026年預算聽證會時表示，俄羅斯是對烏克蘭的侵略者，承認俄羅斯已經犯下戰爭罪，但拒絕將普京稱為戰犯，認為現在的工作是結束戰爭。
北約秘書長魯特表示，即將在海牙舉行的北約峰會將側重於對烏克蘭的軍事支援，以確保其在持續防禦和最終追求持久和平期間都處於最強大的地位。強調所有32個北約成員國將討論繼續支援烏克蘭以及如何避免重複過去失敗的協議。當和平時刻到來時，無論是透過停火還是正式協議，都必須是持久和可持續的。必須確保歐洲永遠不會回到明斯克協議所帶來的現況。
美國傳媒「Politico」引述外交消息報道，美國反對在加拿大主辦的七國集團財政部長會議聯合聲明中，列入關於進一步支援烏克蘭的內容以及拒絕在聲明中將俄羅斯對烏克蘭的全面入侵標記為「非法」。

## 5月22日
烏克蘭地方政府表示，截至22日上午9時，俄羅斯在過去24小時內襲擊赫爾松、蘇梅、尼古拉耶夫、第聶伯羅彼得羅夫斯克、頓涅茨克、盧甘斯克、切爾卡瑟、哈爾科夫、扎波羅熱和切爾尼戈夫等地，至少造成2名平民死亡，27名平民受傷。烏克蘭空軍表示，俄羅斯午夜至凌晨期間，對烏克蘭發動無人機襲擊，俄軍從塔甘羅格地區發射伊斯坎德爾-M彈道導彈，從庫爾斯克、米勒羅沃、普里莫爾斯科-阿赫塔爾斯基區和俄佔克里米亞發射128架見證者-136無人機和不明型號無人機，防空系統在各地擊落74架無人機。另有38架無人機因電子戰措施，未能擊中目標。
烏克蘭武裝部隊總參謀部表示，自全面入侵以來，俄羅斯在烏克蘭損失977,650名士兵，過去一天俄軍有870人傷亡，累計損失10,839輛坦克、22,574輛裝甲戰鬥車輛、49,268輛車輛和油箱、28,122門火砲系統、1,388套多管火箭系統、1,167套防空系統、372架飛機、336架直升機、36,797架無人機、3,197枚巡弋飛彈、28艘船隻和1艘潛艦等。烏克蘭國防部情報總局表示，一輛載有4名俄羅斯車臣阿赫馬特特種部隊軍官的汽車於20日在俄佔赫爾松斯卡多夫斯克市附近發生爆炸，車上正在運送彈藥，4名軍官死亡。情報總局沒有承認發動襲擊，但表示對烏克蘭人民犯下的每項戰爭罪都會得到公正的報復。
俄羅斯國防部表示，過去一夜擊落105架烏克蘭無人機，其中包括在莫斯科州上空擊落35架，其餘無人機在奧廖爾州、庫爾斯克州、別爾哥羅德州、圖拉州、卡盧加州、沃羅涅日州、利佩茨克州、斯摩蘭斯克州和布良斯克州上空被擊落。俄羅斯莫斯科市長表示，所有無人機都飛向莫斯科，當地四個機場暫時關閉。其後俄羅斯國防部表示，在上午8時至晚上8時期間再擊落159架無人機，包括莫斯科州上空22架以及庫爾斯克、奧廖爾、圖拉等周邊地區。自20日晚上至22日上午期間俄羅斯已經擊落485架無人機。
俄羅斯總統普京在與政府官員的視像會議上表示，將在俄烏邊境設立「安全緩衝區」，俄軍目前正在實施這項措施，安全緩衝區將沿庫爾斯克州、布良斯克州和別爾哥羅德州邊境設立，以抵禦烏克蘭對俄羅斯的炮擊。俄羅斯傳媒「俄羅斯衛星通訊社」報道，俄羅斯退休上校馬特維丘克分析，安全緩衝區不僅是非軍事區，亦旨在保護別爾哥羅德、庫爾斯克、布良斯克、克里米亞、扎波羅熱、赫爾松和頓巴斯地區免受北約炮火襲擊。北約提供的遠程火砲可以打擊70公里外的目標，加上30公里的安全距離，就能形成100公里的縱深緩衝區，這樣就可以將烏軍向後推
100公里，令烏軍失去發動突襲、監視或用關鍵武器炮擊邊境城鎮的能力。
烏克蘭總統辦公室主任葉爾馬克表示，烏克蘭成功從俄佔地區帶回9名兒童，其中1名女孩由於俄佔地區缺乏足夠的醫療護理，其生命處於危險之中，另1名男孩和其母親一同被俄軍囚禁在地下室，而其父親在附近一個房間裡被折磨。另外包括兩姐妹，由於持續的炮擊，已經近三年沒有外出，以及1名少女因俄軍實施的通訊封鎖而被切斷線上學業。
烏克蘭駐英國大使、前武裝部隊總司令扎盧日內表示，只要俄羅斯繼續擁有持續戰爭的資源，烏克蘭就不能指望奪回俄羅斯佔領的領土，烏克蘭只能用最少的人力和經濟資源發動一場高科技生存戰爭，烏克蘭在人口和經濟方面沒有能力打另一場戰爭，甚至不應該考慮這個想法。而贏得戰爭的唯一方法是摧毀俄羅斯發動戰爭的軍事和經濟潛力。
多個烏克蘭國防製造商向烏克蘭總統澤連斯基發出公開信，敦促解除對國內生產的軍用級裝備，特別是無人機的出口限制，以幫助行業發展並更好地融入歐洲的安全架構。信中強調烏克蘭本土軍事技術的戰略潛力，從無人機到電子戰系統，並呼籲採取果斷的政治行動，授權有控制地向盟國出口剩餘武器。有助表明烏克蘭不僅能夠成為一個獲得國際支援的締約方，而且能夠成為一個透過合作、技術和自身經驗輸出安全的正式合作伙伴。
七國集團發表聯合聲明，承諾將凍結俄羅斯的資產直至戰爭結束及俄羅斯為其對烏克蘭造成的傷害付出代價，譴責俄羅斯繼續對烏克蘭的殘酷戰爭，讚揚烏克蘭人民和經濟的巨大韌性。重申七國集團仍然致力於堅定支持烏克蘭捍衛領土完整，自由、主權和獨立，並實現持久和公正的和平。歡迎目前對停火正在進行的和平努力，承諾在停火協議仍未達成的情況下，探索最大限度地擴大對俄羅斯的壓力，包括進一步加強制裁。
歐洲議會批准提高對俄羅斯和白俄羅斯化肥和個別農產品的關稅，以減少歐盟對這些進口產品的依賴，認為俄羅斯和白俄羅斯化肥和農產品銷售收入是俄羅斯對烏克蘭全面戰爭的直接貢獻。
俄羅斯傳媒「Oblast 45」報道，俄羅斯最大軍工企業之一「Kurganpribor」副總經理兼首席設計師安德烈·康德拉季耶夫在住所門口遭遇攻擊，一名身份不明的人用鐵錘多次攻擊其頭部，令康德拉季耶夫受重傷。該企業生產包括火箭系統、導彈和炸彈部件等一系列裝置，並用於烏克蘭而受到美國和歐盟的制裁。
美國傳媒「華爾街日報」引述外交消息報道，美國總統特朗普本星期告訴歐洲國家領袖，指出俄羅斯總統普京還沒有準備好在烏克蘭實現和平，因為對方相信自己將會贏得戰爭。

## 5月23日
烏克蘭地方政府表示，截至23日上午9時，俄羅斯在過去24小時內襲擊敖德薩、波爾塔瓦、赫爾松、蘇梅、尼古拉耶夫、第聶伯羅彼得羅夫斯克、頓涅茨克、盧甘斯克、切爾卡瑟、哈爾科夫、扎波羅熱和切爾尼戈夫等地，至少造成7名平民死亡，20名平民受傷。敖德薩州州長表示，俄羅斯向敖德薩市港口民用基礎設施發射2枚彈道導彈，至少造成2名平民死亡，7名平民受傷。
烏克蘭武裝部隊總參謀部表示，自全面入侵以來，俄羅斯在烏克蘭損失978,700名士兵，過去一天俄軍有1,050人傷亡，累計損失10,841輛坦克、22,575輛裝甲戰鬥車輛、49,407輛車輛和油箱、28,165門火砲系統、1,390套多管火箭系統、1,167套防空系統、372架飛機、336架直升機、36,945架無人機、3,197枚巡弋飛彈、28艘船隻和1艘潛艦等。
俄羅斯利佩茨克州州長表示，烏克蘭無人機襲擊耶列茨市一個工業區，引發火災。俄羅斯Telegram頻道「Astra」報道，無人機襲擊位於耶列茨的「Energia」能源工廠，發生爆炸和火災。烏克蘭武裝部隊總參謀部證實目標已被擊中，並記錄到一系列爆炸，指出工廠受到美國和歐盟的制裁，是俄羅斯唯一一家安裝在滑翔炸彈上修正模組電池製造商，亦生產彈道導彈和巡航導彈的零件。
俄羅斯莫斯科市長表示，烏克蘭無人機連續第3晚攻擊當地，防空系統擊落9架飛向莫斯科的無人機，當地伏努科沃機場、多莫傑多沃機場和朱可夫斯基機場短暫暫停運營。

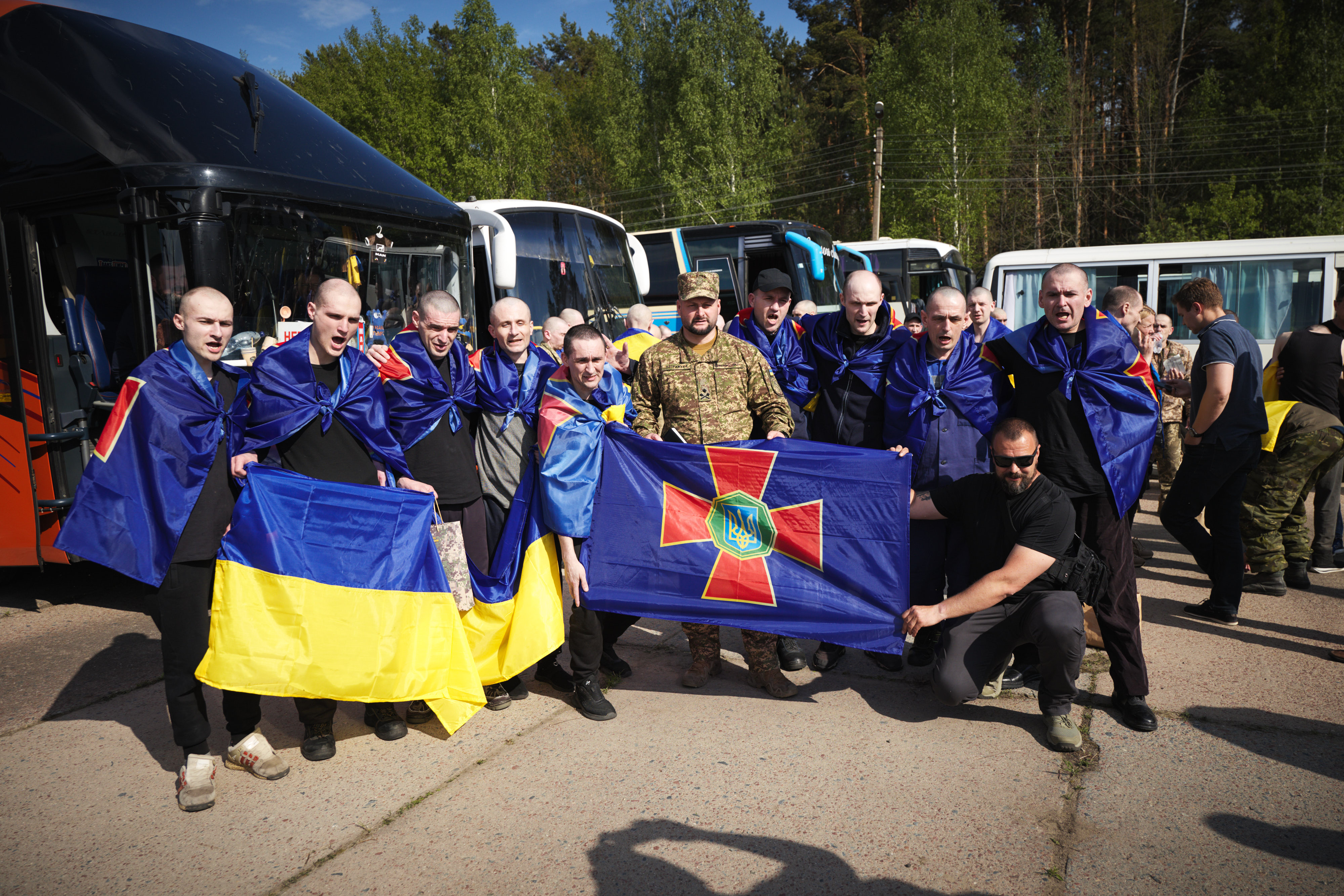
千人換俘行動中首批獲釋的部分烏克蘭戰俘

烏克蘭總統澤連斯基表示，作為16日俄烏直接談判達成的各交換1千名戰俘協議的一部分，390名烏克蘭戰俘獲得釋放，返回烏克蘭。預計將在24和25日繼續交換行動。烏克蘭總統辦公室主任葉爾馬克表示，北歐和波羅的海國家的外交代表參與交換的準備工作，待各交換1千名戰俘完成後，未來可能安排與俄羅斯官員的直接會談。俄羅斯國防部表示，作為第一階段交換1千名戰俘協議的一部分，270名俄羅斯士兵和120名俄羅斯平民已返回俄羅斯。由烏克蘭戰俘待遇協調總部、國防部總參謀部、烏克蘭國家安全局和烏克蘭國會人權事務專員的支持下實施的「我要和我自己的人在一起」國家計畫表示，在烏克蘭向俄羅斯移交的戰俘中，包括70名涉嫌與俄羅斯合作而被定罪的人。
烏克蘭總統澤連斯基在晚間講話中表示，烏克蘭及其合作夥伴正在努力實現立即停火，但俄羅斯卻在拖延，花了一周時間才制定所謂的「備忘錄」來回應停火要求，絕對是對全世界的嘲弄。
烏克蘭總檢察長辦公室表示，俄軍士兵22日在頓涅茨克州波克羅夫斯克以西12公里的烏達奇內村附近發動襲擊，俘虜4名烏克蘭士兵並處決其中2名烏克蘭戰俘，形容行為是嚴重戰爭罪行。
烏克蘭外交部長西比哈表示，烏克蘭希望美國總統特朗普出席烏克蘭總統澤連斯基和俄羅斯總統普京的潛在會晤，表明和平談判必須無條件進行，正在等待俄羅斯方面未來無條件停火提出其願景、概念和建議，烏克蘭亦正在制定自己的和平提案，以便向俄羅斯分享。 俄羅斯外長拉夫羅夫就強調，俄羅斯會堅定履行俄烏代表團在伊斯坦布爾達成的各項協議，並正在積極推動協議第二部分的磋商，以達成長期解決方案。俄方願意在完成戰俘交換工作後，向烏方移交和平條約備忘錄草案的相關文件，當中將包含關於「持續、長期、全面解決衝突」的協議條件。
烏克蘭第一副總理兼經濟部長斯維里登科表示，烏克蘭和美國已正式啟動聯合重建投資基金，作為美烏礦產貿易協議一部份，並已經從美國駐烏克蘭臨時代辦戴維斯親自收到來自美國的外交信件。基金將由烏克蘭公私夥伴關係局和美國國際發展金融公司共同管理。

## 5月24日
烏克蘭地方政府表示，截至24日上午9時，俄羅斯在過去24小時內襲擊基輔、敖德薩、赫爾松、蘇梅、尼古拉耶夫、第聶伯羅彼得羅夫斯克、頓涅茨克、盧甘斯克、切爾卡瑟、哈爾科夫、扎波羅熱和切爾尼戈夫等地，至少造成13名平民死亡，51名平民受傷。烏克蘭空軍表示，俄羅斯午夜至凌晨期間，對烏克蘭發動大規模導彈和無人機襲擊，俄軍從塔甘羅格、葉伊斯克、布良斯克地區和俄佔克里米亞發射14枚伊斯坎德爾-M/KN-23彈道導彈，針對基輔、第聶伯羅彼得羅夫斯克、敖德薩和扎波羅熱地區、從布良斯克、米列羅沃、庫爾斯克、奧廖爾、沙塔洛沃、濱海阿赫塔爾斯克區和俄佔克里米亞地區發射250架見證者-136無人機和不明型號無人機，防空系統在各地擊落6枚伊斯坎德爾-M/KN-23彈道導彈和128架無人機。另有117架無人機因電子戰措施，未能擊中目標。
烏克蘭武裝部隊總參謀部表示，自全面入侵以來，俄羅斯在烏克蘭損失979,830名士兵，過去一天俄軍有1,130人傷亡，累計損失10,852輛坦克、22,622輛裝甲戰鬥車輛、49,639輛車輛和油箱、28,201門火砲系統、1,395套多管火箭系統、1,169套防空系統、372架飛機、336架直升機、37,177架無人機、3,197枚巡弋飛彈、28艘船隻和1艘潛艦等。烏克蘭空軍發言人表示，俄羅斯已經使用雷達誘餌和躲避機動升級彈道導彈，令愛國者防空系統也更難進行跟蹤和攔截。烏克蘭國防部情報總局表示，烏克蘭無人機襲擊一列穿越俄佔扎波羅熱地區的火車時摧毀3個俄羅斯燃料箱，令俄軍連接俄佔扎波羅熱和克里米亞地區的鐵路運輸中斷。
俄罗斯国防部称，防空系统击落乌克兰空军一架米格-29飞机和三枚JDAM制导空投炸弹，以及174架无人机和7枚HIMARS火箭弹。
俄羅斯國營傳媒「塔斯社」報道，俄軍已經進入接壤俄羅斯邊境蘇梅州的尤納基夫卡，此地是乌克兰方进攻库尔斯克地区的后勤枢纽。烏克蘭國家電視廣播公司則引述烏克蘭庫爾斯克軍事指揮部消息報道，俄軍已經進入蘇梅州的說法屬於虛假消息。非政府戰場監察組織「DeepState」表示，蘇梅地區多個村莊包括諾文克、朱拉夫卡、維謝利夫卡和巴斯夫卡，仍然處於「灰色地帶」，即正在進行或未知的軍事行動。
俄羅斯獨立傳媒「Astra」報道，烏克蘭無人機過去一夜襲擊俄羅斯利佩茨克州的一家生產導彈零件的工廠和圖拉州的一家化工廠，其中位於利佩茨克州耶利茨市的「Energia」工廠連續第二晚上遭到襲擊。
烏克蘭總統澤連斯基回應俄羅斯發動大規模襲擊時表示，這是烏克蘭艱難的一夜，並強烈呼籲國際社會對俄羅斯實施新一輪經濟制裁，迫使莫斯科停止攻擊並同意停火協議。烏克蘭外交部長西比哈譴責襲擊，認為這是俄羅斯對國際和平努力的回應，並提到自上週在伊斯坦布爾舉行的會議以來缺乏任何進展，俄羅斯沒有提出所謂的「和平備忘錄」，而是向平民發射致命的無人機和導彈。

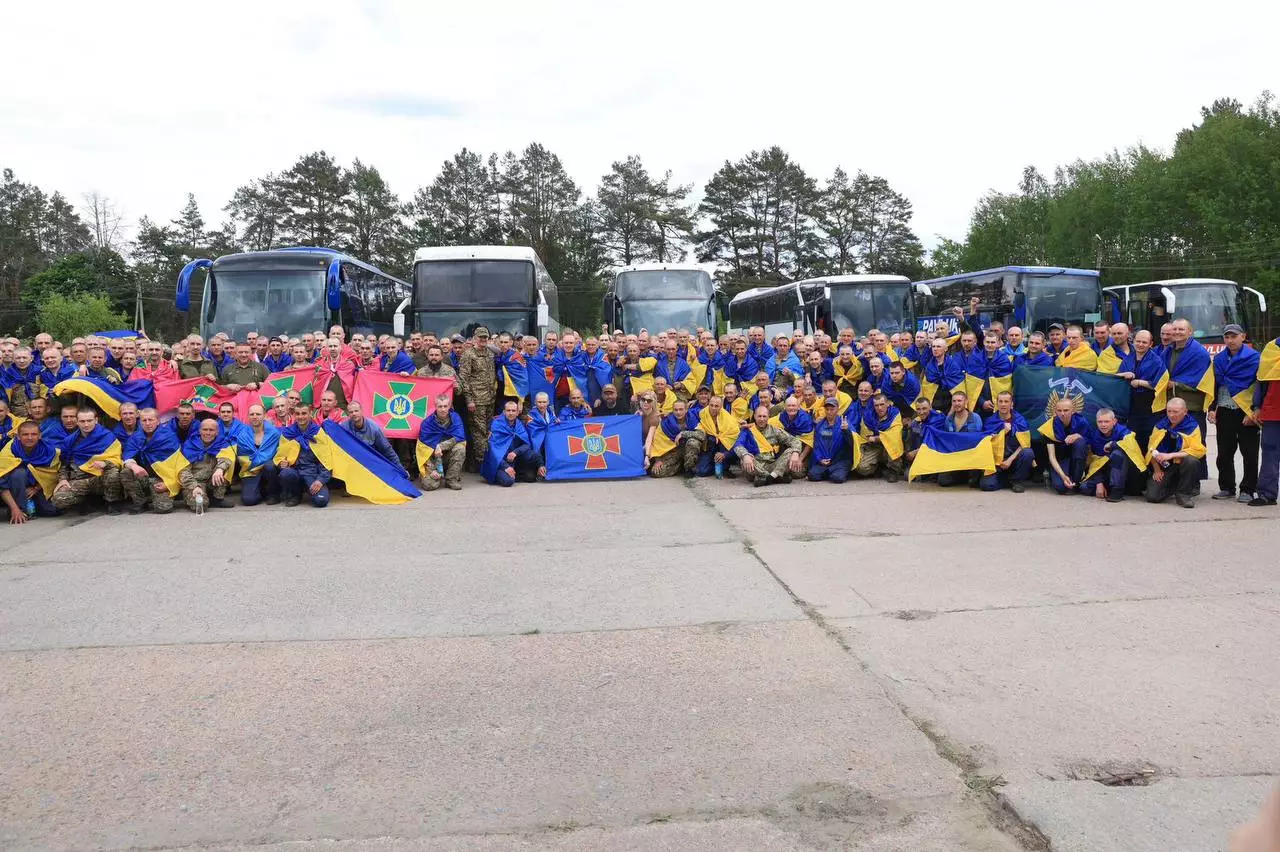
千人換俘行動中第二階段獲釋的烏克蘭戰俘

烏克蘭總統澤連斯基表示，作為16日俄烏直接談判達成的各交換1千名戰俘協議的一部分，第二階段有307名烏克蘭戰俘獲得釋放，返回烏克蘭，當中包括烏軍士兵、國家邊防部隊和國民警衛隊成員。烏克蘭戰俘待遇協調總部表示，新獲釋的戰俘包括27名保衛馬裡烏波爾士兵，以及在頓涅茨克、赫爾松、哈爾科夫、扎波羅熱和盧甘斯克地區作戰的士兵。俄羅斯國防部表示，作為第二階段交換1千名戰俘協議的一部分，307名俄羅斯戰俘獲得釋放，並正在前往白俄羅斯。
俄羅斯外交部長拉夫羅夫表示，梵蒂岡作為未來與烏克蘭進行和平談判的可能場所並不合適，認為東正教國家使用天主教平台來討論如何消除戰爭根源問題並不合適，同時認為梵蒂岡接待來自兩個東正教國家的代表團亦不太舒服。另外外長拉夫羅夫表示，基輔當局針對俄羅斯發動的恐怖襲擊顯著增加，與歐洲政界人士訪問基輔的行為有直接關係。強調歐洲領導人及基輔政權試圖以無條件停火提案對抗俄方調解的立場時，隱含意圖是繼續向基輔輸送武器裝備創造條件，而烏克蘭利用無人機攻擊俄羅斯民用目標，是歐洲國家支持烏克蘭新納粹分子的直接後果。
烏克蘭國防部情報總局表示，總局已經記錄150多宗烏克蘭士兵在向俄軍投降後遭到即時處決的案件，並表明實際數字可能更高。
美國傳媒「華盛頓郵報」引述美國、歐洲和烏克蘭官員和軍事專家消息報道，俄羅斯對烏克蘭的軍事優勢正在下降，俄羅斯面臨武器和人力的嚴重短缺，雖然俄羅斯仍在逐漸佔領一些領土，但付出的代價令人無法持續，俄羅斯具有重大的人員優勢，但未能取得巨大進展，而烏克蘭入侵庫爾斯克州，令俄羅斯的軍事資源從前線轉移。預計俄羅斯的坦克庫存可能會在未來幾個月內耗盡。因此增加向俄羅斯施加壓力的時機已經成熟。

## 5月25日

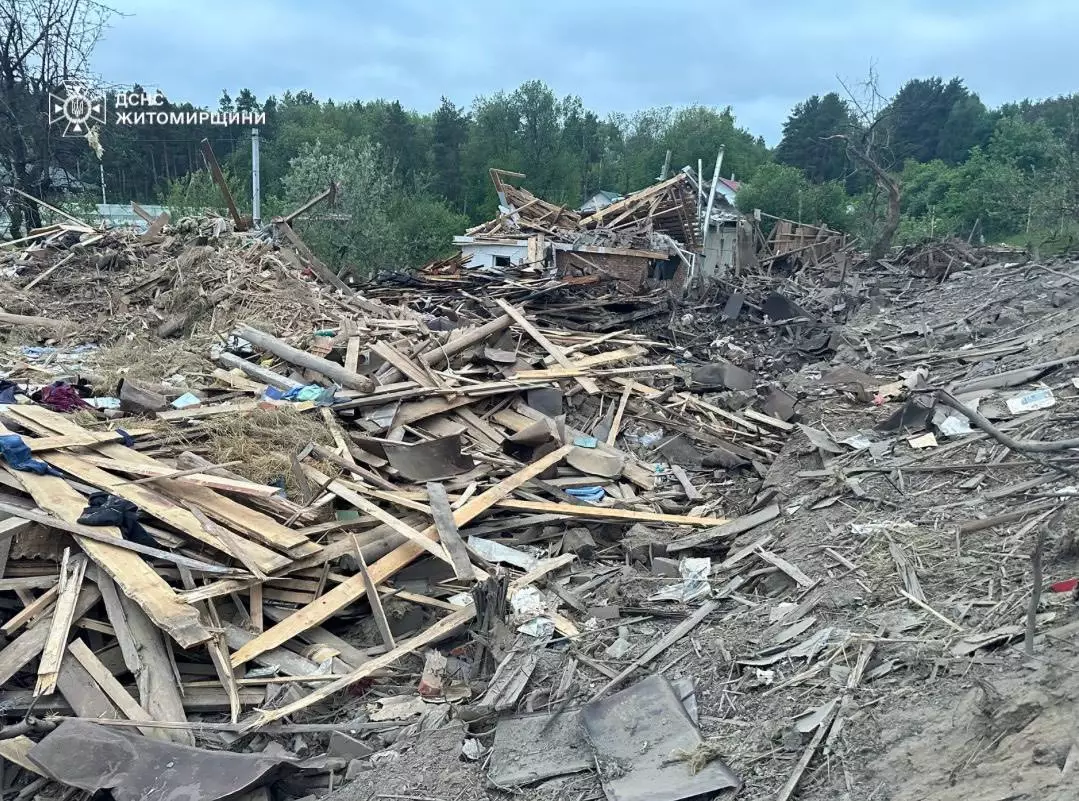
俄軍襲擊科羅斯特希夫市後

烏克蘭空軍表示，俄羅斯午夜至凌晨期間，對烏克蘭發動大規模導彈和無人機襲擊，俄軍從庫爾斯克州發射9枚伊斯坎德爾-M/KN-23彈道飛彈、從薩拉托夫州和黑海地區上空使用Tu-95、Tu-160轟炸機發射55枚Kh-101和口徑巡航導彈、從黑海地區上空使用Tu-22M3轟炸機發射1枚Kh-22巡航飛彈、從北部地區發射4枚Kh-59/69導彈、從布良斯克、米列羅沃、庫爾斯克、奧廖爾、濱海阿赫塔爾斯克等地區發射298架見證者-136無人機和不明型號無人機，防空系統在各地擊落45枚Kh-101和口徑巡航導彈和139架無人機。另有127架無人機2枚Kh-59/69導彈因電子戰措施，未能擊中目標。烏克蘭大部分地區均受到俄軍襲擊。有22個地點記錄到俄軍空襲目標，15個地區記錄到巡航導彈和無人機被擊落。
烏克蘭內政部長克雷緬科表示，俄羅斯連續第二晚，在24日午夜至25日凌晨期間，對烏克蘭包括基輔等地發動大規模無人機和導彈襲擊，至少造成12名平民死亡，包括3名兒童，79名平民受傷。其中烏克蘭基輔市軍事管理局表示，俄軍對基輔的襲擊至少造成11名平民受傷。基輔州州長表示，俄軍的大規模襲擊中對基輔州至少造成3名平民死亡，10名平民受傷，包括2名兒童。哈爾科夫州州長表示，俄軍對前線庫皮揚斯克市發動襲擊，至少造成2名平民死亡，3名平民受傷。
烏克蘭武裝部隊總參謀部表示，自全面入侵以來，俄羅斯在烏克蘭損失980,850名士兵，過去一天俄軍有1,020人傷亡，累計損失10,854輛坦克、22,633輛裝甲戰鬥車輛、49,751輛車輛和油箱、28,269門火砲系統、1,396套多管火箭系統、1,169套防空系統、372架飛機、336架直升機、37,367架無人機、3,203枚巡弋飛彈、28艘船隻和1艘潛艦等。總參謀部表示，烏克蘭軍隊在俄羅斯庫爾斯克州長達數月的進攻中俘虜971名俄羅斯士兵，形容行動是進行交換戰俘的關鍵，將行動描述為意外和不對稱的舉動，幫助填補「交換戰俘基金」，認為只有非常規的決定才能擊敗數量上佔優勢的敵人。
俄羅斯國防部表示，過去一夜防空系統攔截並摧毁110架烏克蘭無人機，主要在莫斯科、庫爾斯克和俄佔克里米亞上空攔截。俄羅斯特維爾州州長表示，防空部隊在當地擊落5架無人機。俄羅斯獨立傳媒「Astra」報道，過去一夜特維爾州米加洛沃空軍基地遭到無人機襲擊，並發生爆炸。俄羅斯莫斯科市長表示，烏克蘭無人機本星期內第4晚攻擊當地，防空系統擊落12架飛向莫斯科的無人機。俄羅斯別爾哥羅德州州長表示，1輛貨運列車駛經當地時碾過埋在鐵軌下的爆炸裝置，炸毁鐵路線令火車停駛。
俄羅斯國防部表示，南部集團軍部隊已經佔領頓涅茨克地區羅曼諾夫卡居民點。
烏克蘭總統澤連斯基表示，過去一夜俄羅斯發動大規模導彈和無人機襲擊，救援人員在烏克蘭30多個城鎮，應對大規模襲擊所帶來的破壞。如果沒有俄羅斯領導層施加真正強大的壓力，這種殘暴的行為不會停止。美國和世界各地對於襲擊的沉默只會鼓勵普京，再一次呼籲加強對俄羅斯的制裁。美國總統特朗普表示，對於俄羅斯總統普京持續轟炸烏克蘭感到震驚，將考慮向俄羅斯實施更多制裁，並不滿普京的所作所為殺死很多人，自己不清楚普京到底發生甚麼事。自己認識對方很久，一直與普京相處良好，但對方向多地發射火箭殺人，自己十分不滿他這樣做。自己一直認為普京想要獲得整個烏克蘭，而不僅只是其中一部份，襲擊也許證明這是正確的，但這將會導致俄羅斯崩潰。同時批評烏克蘭總統澤連斯基在襲擊後發表的言論，言論中澤連斯基形容美國的沉默只會鼓勵普京，特朗普直言澤連斯基的說話方式對烏克蘭沒有好處，澤連斯基嘴裏說的一切都會造成問題，自己並不喜歡這樣，要求澤連斯基最好停下來。歐盟駐烏克蘭大使馬瑟諾娃形容襲擊是嘲笑和平外交的努力，指出俄羅斯正在無情地加大壓力，加強對平民的恐怖活動，攻擊更加激烈和頻繁。普京顯然追求其既定的目標，殺死烏克蘭人並迫使烏克蘭屈服。美國總統烏克蘭問題特使凱洛格表示，直指夜間不分青紅皂白地殺害在家中的婦女和兒童，顯然違反旨在保護無辜者的「日內瓦公約」，形容襲擊是可恥的，但沒有明確提到俄羅斯的名字，只是表示停止殺戮，現在停火。德國外交部長瓦德富爾呼籲歐盟對俄羅斯實施更多制裁，認為俄羅斯總統普京對和平不感興趣，只想繼續這場戰爭，歐盟絕不能允許這樣。
烏克蘭總統澤連斯基表示，作為16日俄烏直接談判達成的各交換1千名戰俘協議的最後一部分，第三階段有303名烏克蘭戰俘獲得釋放，返回烏克蘭，當中包括烏軍士兵、國家邊防部隊和國民警衛隊成員，並表示感謝協助這次交換的團隊，表明烏克蘭一定會將每個人從俄羅斯俘虜中帶回。烏克蘭戰俘待遇協調總部表示，新獲釋的戰俘包括保衛馬裡烏波爾士兵。俄羅斯國防部表示，303名俄羅斯士兵從基輔政權控制地區返回，並正在前往白俄羅斯接受必要的心理和醫療援助。烏克蘭社會對俄烏進行千人換俘的計劃存在批評聲浪，其中烏克蘭國民警衛隊亞速營指揮官普羅科彭科批評交換中缺乏曾經負責保衛馬裡烏波爾的亞速營成員，形容交換是俄羅斯對烏克蘭的嘲笑。烏克蘭作家兼記者阿塞耶夫批評交換未能包括被俄羅斯關押超過八年的平民，絕大多數被囚禁在在馬基維卡的第32最高安全殖民地監獄。
烏克蘭總統澤連斯基表示，烏克蘭國家安全與國防委員會批准3項新制裁計劃，制裁支持俄羅斯對烏克蘭戰爭的個人和實體　包括參與資助恐怖主義、金融欺詐和協助俄羅斯規避制裁的個人以及協助俄羅斯宣傳虛假資訊和支援普京政權並與其建立密切聯絡的俄羅斯犯罪組織成員。
俄烏16日直接談判烏克蘭代表團成員之一，烏克蘭副外交部長基斯利察表示，俄羅斯在伊斯坦布爾的談判會議上一再表示，無條件停火是絕對不能接受，烏克蘭代表團在會談中強調，烏克蘭和美國一同繼續提出以無條件停火作為和平談判的下一步，但基斯利察認為俄羅斯談判代表團所收到的指令，並沒有允許與烏克蘭方面就停火達成協議。
烏克蘭對外情報局局長伊瓦申科表示，中國正在為20家俄羅斯軍工企業供應特殊化學品、火藥和零件，截至2025年初，俄羅斯無人機使用的80%關鍵電子元件都來自中國，亦記錄至少5起中國向俄羅斯軍事航空工業提供設備和備件的情況。
俄羅斯軍隊防空師師長達什金在俄羅斯第一頻道「本周新聞」節目中表示，俄羅斯總統普京20日乘直升機視察庫爾斯克州期間，正值俄軍防空部隊攔截烏克蘭大規模無人機攻擊的高峰時刻。普京乘坐的直升機實際上成為當時烏克蘭無人機襲擊的中心，烏軍發動一次史無前例的襲擊，俄軍防空部隊摧毀46架無人機，並為總統的直升機飛行提供空中安全保障。獨立傳媒「莫斯科時報」30日引述俄羅斯政府消息報道，俄羅斯總統普京的直升機在庫爾斯克州成為烏克蘭無人機襲擊的主要目標說法是克里姆林宮捏造的，試圖透過將俄羅斯總統描繪成更密切地參與戰鬥，來獲得俄羅斯民眾的支援。
荷蘭國防大臣布雷克爾曼斯表示，荷蘭將於26日向烏克蘭交付其最後一架F-16戰機，完成交付後，荷蘭承諾向烏克蘭提供的24架F-16戰機將全部交付。
英國傳媒「經濟學人」援引烏克蘭工程師消息報道，俄羅斯似乎正在使用社交程式「Telegram」上的程式機械人來控制其攻擊無人機，並確保為人類操作員提供實時飛行資料和鏡頭，新方法寫在一張隱藏在一架俄羅斯無人機內的紙條上，認為可能是由一位富有同情心的俄羅斯工程師留下。相關依靠人工智慧和烏克蘭網際網路的新控制方法對烏克蘭的防禦構成挑戰，使俄羅斯無人機對GPS干擾的抵抗力更強。

## 5月26日
烏克蘭地方政府表示，截至26日上午9時，俄羅斯在過去24小時內襲擊基輔、敖德薩、赫梅利尼茨基、赫爾松、蘇梅、尼古拉耶夫、第聶伯羅彼得羅夫斯克、頓涅茨克、盧甘斯克、切爾卡瑟、哈爾科夫、扎波羅熱和切爾尼戈夫等地，至少造成6名平民死亡，24名平民受傷。烏克蘭空軍表示，俄羅斯連續第3個晚上在午夜至凌晨期間，對烏克蘭發動大規模導彈和無人機襲擊，俄軍從薩拉托夫州上空使用 Tu-95MS轟炸機發射9枚Kh-101巡航導彈、從布良斯克、米列羅沃、庫爾斯克、奧廖爾、濱海阿赫塔爾斯克等地區發射自2022年俄羅斯全面入侵烏克蘭以來，單次襲擊中數量最多的355架見證者-136無人機和不明型號無人機，防空系統在各地擊落所有Kh-101巡航導彈和233架無人機。另有55架無人因電子戰措施，未能擊中目標。
烏克蘭武裝部隊總參謀部表示，自全面入侵以來，俄羅斯在烏克蘭損失981,850名士兵，過去一天俄軍有1,000人傷亡，累計損失10,858輛坦克、22,641輛裝甲戰鬥車輛、49,843輛車輛和油箱、28,320門火砲系統、1,397套多管火箭系統、1,171套防空系統、372架飛機、336架直升機、37,631架無人機、3,256枚巡弋飛彈、28艘船隻和1艘潛艦等。
俄羅斯國防部表示，防空系統擊落7枚美製聯合直接攻擊彈藥制導航空炸彈以及220架無人機，其中139架在特別軍事行動區以外擊落。防空部隊在25日上午10時至26日上午8時之間擊落148架烏克蘭無人機。俄羅斯獨立傳媒「Astra」報道，烏克蘭無人機襲擊俄羅斯韃靼斯坦共和國阿拉布加經濟特區的無人機生產工廠和伊萬諾沃州德米特里夫斯基化工廠。
俄羅斯國防部表示，俄軍北部集團軍已經佔領烏克蘭蘇梅州弗拉基米羅夫卡和別洛沃迪定居點。烏克蘭蘇梅州州長賀里霍洛夫表示，俄軍已經佔領蘇梅州邊境的諾文克、巴斯夫卡、維謝利夫卡和朱拉夫卡，當地居民先前已經撤離。賀里霍洛夫指出，俄軍正持續推進中，目的是建立所謂的「安全緩衝區」，不過當地烏軍部隊正控制局勢，針對俄軍進行精確火力打擊。
俄羅斯國防部表示，俄軍利用高精度武器和無人機對烏克蘭舊康斯坦丁諾夫機場的目標進行大規模打擊，所有預定目標均被擊中。烏軍過去一天在特別軍事行動中損失1,415名軍人，俄羅斯戰術航空兵、無人機、導彈部隊和炮兵對烏克蘭軍用機場基礎設施、彈藥庫、攻擊無人機儲存地，以及在152個地區烏克蘭部隊和外國雇傭兵臨時駐紮點進行打擊。
烏克蘭總統澤連斯基表示，在聽取情報部門匯報後，確定情報證實俄羅斯對和平計劃並沒有興趣，目前正在準備發動新進攻行動。澤連斯基在晚間講話中表示，隨着俄羅斯無人機和導彈襲擊的增加，已指示大幅增加烏克蘭攔截無人機的生產，並為烏克蘭的彈道導彈計劃提供專門資金。
俄羅斯總統普京回應俄羅斯企業代表提出稍微限制剩餘在俄西方公司運作的建議，包括微軟和Zoom時表示，同意對仍在俄羅斯經營的西方公司採取懲罰性行動，形容必須「勒死」他們，以回應西方試圖扼殺俄羅斯經濟。另外普京會見到訪的土耳其外交部長菲丹，討論16日在伊斯坦布爾舉行的俄烏直接談判，另外菲丹亦會見俄羅斯外交部長拉夫羅夫。
俄羅斯總統新聞秘書佩斯科夫表示，美國總統特朗普最近批評俄羅斯總統普京發動對烏克蘭大規模襲擊是絕對瘋狂的言論是「情緒過載」的結果，俄羅斯感謝美國總統特朗普親自協助組織和啟動和平談判程序，這是一個非常關鍵的時刻與每個人的情緒超負荷以及情緒反應有關。
烏克蘭戰俘待遇協調總部回應社會對俄烏千人換俘行動的批評時表示，烏克蘭無法影響俄羅斯在交換中決定釋放的人。總部表示是次成功讓46個軍事單位的成員獲得釋放，而在此之前相關從未有被俘成員獲釋，指出俄羅斯方面長期以來以各種原因阻止這些部隊成員返回，形容這一結果是一個重大突破。除了對獲釋戰俘缺乏亞速營和平民外，多間烏克蘭傳媒報道，被指控與俄羅斯合作的烏克蘭軍人阿納托利·塔拉年科在5月24日第二階段交換戰俘中被俄羅斯釋放。塔拉年科於2021年在頓涅茨克州向俄羅斯代理部隊投降，並被指控試圖在投奔俄羅斯期間傷害其烏克蘭士兵同袍。
烏克蘭對外情報局局長伊瓦申科表示，俄羅斯能夠在結束對烏克蘭的敵對行動後2至4年內恢復戰鬥能力，並發動對歐洲的侵略，同時認為如果針對俄羅斯的制裁撤銷，重新武裝的速度更快。烏克蘭已經向歐洲盟友分享相關情報。又指出俄羅斯國際經濟合作特使、俄羅斯主權財富基金負責人德米特里耶夫正在推動釋放約2,800億美元的俄羅斯被凍結資產，試圖向美國表明，不要關注戰爭與和平，美俄可以一同開發北極和西伯利亞的石油、天然氣等資源。
法國總統馬克龍表示，美國總統特朗普意識到俄羅斯總統普京在與烏克蘭實現和平的準備問題上欺騙了他。烏克蘭發生的事情令人無法接受，而且極其嚴重，絕不能一邊說著準備好談判，一邊又發動轟炸。
德國總理默茨表示，西方合作伙伴不會對交付給烏克蘭以打擊俄羅斯軍事目標的武器施加任何射程限制，無論是英國、法國還是美國，意味著烏克蘭現在可以透過攻擊俄羅斯的軍事陣地來自衛。強調烏克蘭只會使用武器瞄準俄羅斯的軍事基礎設施，但俄羅斯卻繼續攻擊烏克蘭的城市、幼兒園、醫院和養老院。
俄羅斯獨立媒體Mediazona與BBC新聞俄語根據公共來源，包括訃告、親屬、地區媒體和地方當局的報道，確認自2022年2月俄羅斯全面入侵烏克蘭以來，109,625名俄羅斯陣亡士兵的名字，近5千多名軍官在烏克蘭的戰鬥中喪生，至少有17,200名從監獄招募的囚犯、27,000名志願者和12,000名動員士兵在戰爭中死亡，而實際數字可能更高。

## 5月27日
烏克蘭地方政府表示，截至27日上午9時，俄羅斯在過去24小時內襲擊赫爾松、蘇梅、尼古拉耶夫、第聶伯羅彼得羅夫斯克、頓涅茨克、盧甘斯克、切爾卡瑟、哈爾科夫、扎波羅熱和切爾尼戈夫等地，至少造成2名平民死亡，19名平民受傷。烏克蘭空軍表示，俄羅斯午夜至凌晨期間，對烏克蘭發動無人機襲擊，俄軍從庫爾斯克、布良斯克、沙塔洛沃、米勒羅沃、奧廖爾和普里莫爾斯科-阿赫塔爾斯基區發射60架見證者-136無人機和不明型號無人機，防空系統在各地擊落43架無人機。另有8架無人機因電子戰措施，未能擊中目標。
烏克蘭武裝部隊總參謀部表示，自全面入侵以來，俄羅斯在烏克蘭損失982,840名士兵，過去一天俄軍有990人傷亡，累計損失10,860輛坦克、22,642輛裝甲戰鬥車輛、49,907輛車輛和油箱、28,337門火砲系統、1,397套多管火箭系統、1,171套防空系統、372架飛機、336架直升機、37,853架無人機、3,265枚巡弋飛彈、28艘船隻和1艘潛艦等。烏克蘭空軍表示，俄軍已經修改對烏克蘭發動無人機襲擊的戰術以繞過防空系統，最新的策略是將無人機發射到高空至少距離地面超過2公里以上，並且不斷改變無人機的路線，然後直接俯衝向目標，相關高度能夠讓烏克蘭的雷達更加清晰探測目標，但用於防空的小型武器、重機槍和機動防空部隊無法擊落或攔截。
烏克蘭總統澤連斯基表示，烏克蘭正在全力動員在國內工業基地擴大無人機、導彈和其他武器系統的生產，為俄羅斯持續的大規模攻擊作準備，政府計劃與歐洲合作夥伴簽署新協議以吸引投資，特別是無人系統和遠端能力。另外澤連斯基在記者會上表示，俄軍正在烏克蘭東北部蘇梅州附近集結5萬名士兵，試圖在蘇梅州接壤俄羅斯邊境地區建立一個10公里的緩衝區，同時俄軍仍然竭盡所能努力跨越第聶伯羅彼得羅夫斯克州的行政邊界，烏軍正在相關地區努力抵抗。此外指出俄羅斯目前每月動員約4萬至4萬5千人加入軍隊，烏克蘭每月只有2萬5千至2萬7人。同時目前俄羅斯每日生產300至350架無人機，並從中國進口零部件和招聘低技能勞動力，包括青少年以及來自非洲的工人，促進俄羅斯的生產激增，目標是能夠達致每日生產500架。並且認為俄羅斯隨着時間的推移，積聚足夠的無人機後，能夠在未來的襲擊中一次性發射1千架無人機。而烏克蘭目前已經能夠每日發射100架遠端無人機，在合作夥伴的支援下每日能夠生產300至350架無人機。烏軍最近亦曾經成功同時使用400架小型無人機，摧毁40件俄羅斯軍事裝備。另外又表示自己已經準備與美國總統特朗普和俄羅斯總統普京舉行三邊會面，認為如果普京對與自己舉行會面感到不舒服，自己並不在乎，自己將會為任何會面作好準備。目前正在考慮會議可能會在土耳其伊斯坦布爾、瑞士和梵蒂岡等地方舉行。在記者會上澤連斯基表示自己不相信美國會支持烏克蘭從俄羅斯佔領的烏克蘭4個地區剩餘部份全面撤軍，烏克蘭不希望美國放棄對和平的努力，現在應該談論的是可能發生的第一步停火。並且認為西方國家對俄羅斯的制裁將會在2026年初夏對俄羅斯的經濟造成重大影響，希望到2026年6月克蘭將不再處於戰爭狀態，但俄羅斯仍然感受到制裁的壓力。目前最大的挑戰是俄羅斯軍工綜合體的發展，烏克蘭估計俄羅斯明年將無法提高其國防潛力。烏克蘭目前正在等待美國實施新制裁以及歐盟通過下一輪制裁計劃，認為如果下一輪制裁計劃得到支持，將會對俄羅斯產生重大後果。
俄羅斯聯邦安全委員會副主席、前總統梅德韋傑夫表示，關於美國總統特朗普形容俄羅斯總統普京在和平議題上玩火以及俄羅斯發生非常糟糕的事情的言論，只想告知美國總統特朗普一件更糟糕的事情就是第三次世界大戰，希望特朗普理解。美國總統烏克蘭問題特使凱洛格回應批評梅德韋傑夫威脅第三次大家大戰的暗示，形容是極其魯莽和不適合的世界大國所發表的言論，指出美國總統特朗普正在努力阻止戰爭，並結束殺戮，美國仍然正在等待俄羅斯一星期前承諾的和平備忘錄。
俄羅斯外交部長拉夫羅夫與到訪的土耳其外交部長菲丹的聯合記者會上表示，俄羅斯認為伊斯坦布爾非常好，如有需要將會在伊斯坦布爾與烏克蘭舉行第二輪和談。
烏克蘭國防部表示，烏克蘭與英國簽署協議，根據特別收入加速計劃，將30億美元由英國凍結的俄羅斯資產利潤用於滿足烏克蘭軍隊和烏克蘭國防工業的需求。
美國總統特朗普表示，俄羅斯對烏克蘭發動史上最猛烈的空襲之一，如果不是自己的行動，俄羅斯將需要面臨因發動襲擊而產生嚴重後果。認為俄羅斯總統普京沒有意識到，如果不是特朗普的領導，俄羅斯早就發生很多非常糟糕的事情，形容普京在玩火。美國國務院發言人布魯斯表示，如果俄羅斯人關心和平努力如何進行，應該少關注美國總統特朗普的社交平台貼文，多關注自己可以做什麼結束正在發生的大屠殺。總統特朗普的貼文是關於其對俄羅斯襲擊烏克蘭的看法，明確且完全透明的立場。
德國總理默茨澄清26日提到德國等西方國家解除提供給烏克蘭武器的射程限制，是指涉數個月前採行的做法。指出限制部署武器射程的問題，在幾個月和幾年前曾發揮作用。就我所知，實施射程限制的幾個國家此後早已放棄這些要求，烏克蘭有權使用其接收的武器攻擊俄羅斯境內軍事目標。
中國外交部發言人毛寧否認烏克蘭外國情報局局長早前表示中國向俄羅斯提供軍事零件的言論，指出中國在烏克蘭衝突中的立場仍然一致且明確，中國一直致力於實現停火和促進和平談判，中國從未向任何衝突方提供過致命武器，並嚴格控制軍民兩用工具的出口。認為烏克蘭非常理解這一點，中國堅決反對毫無根據的指責和政治操弄。
烏克蘭非政府公共政策智庫「拉祖姆科夫中心」與基輔安全論壇合作公布調查顯示，只有11%受訪者表示自己在家中主要使用俄語。其中82%受訪者表示對俄羅斯持負面看法。但俄羅斯聲稱其全面入侵烏克蘭的理由是保護烏克蘭的俄語社群，然而資料表明，這種說法被俄羅斯聲稱要保護的人廣泛拒絕。
國際通訊社「美聯社」調查報道，烏克蘭政府指出俄羅斯將5千多名戰俘遣返烏克蘭，但至少有206人在囚禁期間身亡，245人被俘虜後在戰場上遭到殺害。在囚禁期間死亡的戰俘遭到俄羅斯的虐待。死亡的戰俘之一，霍里霍耶夫在2022年被俘虜，被關在俄羅斯西南部的監獄，同年8月其家人收到他的來信，表示自己還活著，家人還發現，霍里霍耶夫的自述影片被發布在俄羅斯社群媒體上。這也是其家人最後一次得知他的消息。曾有其他獲釋戰俘表示，曾目睹霍里霍耶夫與其他人被毆打。2024年6月，其遺體在換俘時一同返回烏克蘭，死亡證明指出其死於中風，但烏方進行的屍檢顯示，霍里霍耶夫曾遭鈍器傷害，脾臟破裂。
俄羅斯獨立媒體「Verstka」引述官方採購數據報道，俄羅斯勞動和社會保障部已訂購超過307,900份死亡證明，用於提供給自全面入侵烏克蘭以來陣亡士兵的家屬。今年迄今為止，國防部已訂購357,700份證書，其中317,500份分發給退伍軍人，40,200份提供給陣亡或因戰爭受傷而死亡的士兵家屬。
美國傳媒「華盛頓郵報」訪問烏克蘭軍方和烏克蘭國家戰略研究所人員報道，俄羅斯正在準備今年夏天在烏克蘭東部頓涅茨克州發動重大攻勢，目的是奪取自2022年以來未能完全控制的領土。主要攻勢將集中在頓涅茨克州，特別是波克羅夫斯克和科斯蒂尼夫卡鎮，但俄羅斯仍會在烏克蘭東北部蘇梅州和哈爾科夫州準備小規模行動。由於招募不足和火力有限，烏克蘭仍然面臨壓力，而俄羅斯已經超越其軍事招募目標。
英國傳媒「金融時報」引述消息報道，七國集團在上週的財政部長會議上討論共同努力降低俄羅斯石油出口每桶60美元的價格上限，獲得歐盟、法國、德國、義大利和英國的支援。但遭到出席會議的美國財政部長貝森特反對而放棄。
美國傳媒「紐約時報」引述綠色和平組織報告報道，俄羅斯正在俄佔烏克蘭地區南部修建電力線，試圖將俄佔扎波羅熱核電站與俄羅斯能源電網連接。報告中包含的衛星影象顯示，自2025年2月初以來，俄軍沿亞速海海岸線，在俄佔馬裡烏波爾和別爾江斯克之間鋪設80多公里的高壓線路，以連接到馬裡烏波爾附近的一個大型變電站。

## 5月28日
烏克蘭地方政府表示，截至28日上午9時，俄羅斯在過去24小時內襲擊基洛夫格勒赫爾松、蘇梅、尼古拉耶夫、第聶伯羅彼得羅夫斯克、頓涅茨克、盧甘斯克、切爾卡瑟、哈爾科夫、扎波羅熱和切爾尼戈夫等地，至少造成1名平民死亡，46名平民受傷。烏克蘭空軍表示，俄羅斯午夜至凌晨期間，對烏克蘭發動無人機襲擊，俄軍從庫爾斯克、沃羅涅日地區發射5枚伊斯坎德爾-M/KN-23彈道導彈和1枚Kh-59/69 導彈，從庫爾斯克、米勒羅沃、奧廖爾和普里莫爾斯科-阿赫塔爾斯基區發射88架見證者-136無人機和不明型號無人機，防空系統在各地擊落34架無人機。另有37架無人機因電子戰措施，未能擊中目標。
烏克蘭武裝部隊總參謀部表示，自全面入侵以來，俄羅斯在烏克蘭損失983,890名士兵，過去一天俄軍有1,050人傷亡，累計損失10,864輛坦克、22,644輛裝甲戰鬥車輛、49,959輛車輛和油箱、28,355門火砲系統、1,397套多管火箭系統、1,171套防空系統、372架飛機、336架直升機、37,918架無人機、3,265枚巡弋飛彈、28艘船隻和1艘潛艦等。
俄羅斯國防部表示，防空系統過去一夜在俄羅斯多個地區擊落296架烏克蘭無人機。莫斯科市長表示　防空系統擊落33架試圖飛往莫斯科的烏克蘭無人機。烏克蘭傳媒「基輔獨立報」引述烏克蘭國家安全局消息報道，烏克蘭遠端無人機襲擊俄羅斯莫斯科州杜布納鎮生產巡航導彈的「Raduga」組裝和裝備車間，截至當地時間下午3時大火仍然未撲熄。烏克蘭無人機亦成功襲擊同一城鎮的無人機生產企業、莫斯科州澤列諾格勒的微電子工廠和伊萬諾沃州的德米捷夫斯基化工廠。
烏克蘭總統澤連斯基抵達德國柏林，會見德國總統斯泰因邁爾和德國總理默茨，尋求德國在面對俄羅斯侵略的情況下繼續支援烏克蘭。澤連斯基與默茨會後舉行聯合記者會，默茨重申對烏克蘭使用遠端武器沒有限制，烏克蘭能夠充分自衛，並且攻擊烏克蘭境外軍事目標。兩國將會簽署關於聯合支援烏克蘭生產商製造的遠端導彈備忘錄，德國繼續支援烏克蘭使用Starlink。但在記者會上默茨拒絕回答德國是否會向烏克蘭提供金牛座遠端巡航導彈，只是表示德國將繼續提供軍事援助，並擴大支援。並且表明德國政府將盡一切努力確保北溪2號天燃氣管道無法恢復運營，而且隨著俄羅斯加強對烏克蘭城市的攻擊，將進一步加大對俄羅斯的壓力。默茨其後接受訪問時表示，德國不排除向烏克蘭提供金牛座遠端巡航導彈的可能性，但使用導彈需要長時間的訓練，烏克蘭士兵可能需要幾個月的訓練。
俄羅斯總統顧問、談判代表團團長梅金斯基表示，自己已經親自致電烏克蘭國防部長烏梅羅夫提議在未來幾天舉行下一輪直接談判，以交換停火備忘錄草案，概述潛在停火的條件。強調俄羅斯準備在下次會議就未來全面協議的每個要點開始進行實質性談判。俄羅斯外交部長拉夫羅夫其後表示，俄羅斯已經提議在6月2日於土耳其伊斯坦布爾與烏克蘭進行下一輪談判，旨在推動達成持久和平協議，俄方已準備好一份詳細的和平備忘錄，涵蓋解決衝突根源的所有方面，並計劃在會談中向烏方展示並提供必要的說明，由總統顧問梅金斯基率領的俄羅斯代表團已準備好在6月2日在伊斯坦布爾舉行的第二輪談判中，向烏克蘭方面提交這份備忘錄並提供必要的澄清。
烏克蘭國防部長烏梅羅夫回應俄羅斯外交部長的提議時表示，世界各國期待俄方制定並向烏克蘭及其合作夥伴提交一份「備忘錄」，概述其關於停火步驟的願景。不幸的是俄方試圖拖延這一進程。但在美國總統特朗普和歐洲盟友對俄羅斯的施壓下，俄羅斯終於通知烏克蘭已經完成「備忘錄」的起草。然而俄羅斯仍在拖延文件的提交，烏克蘭已將烏克蘭起草的備忘錄提交給俄羅斯代表團團長，其中反映烏克蘭的立場。並重申烏克蘭已準備好全面、無條件地停火，同時繼續進行外交接觸，且並不反對與俄羅斯方面進一步會晤。而俄方曾經承諾在交換戰俘後立即提交「備忘錄」，但現在俄方多次拖延提交「備忘錄」，同時認為俄羅斯應先在4天內，即俄方建議會面日期前，遞交草案供烏方評估，烏克蘭呼籲俄方立即履行承諾，停止試圖將這次會談變成破壞性會談。烏克蘭外交部長西比哈敦促俄羅斯不要再拖延提交「備忘錄」，俄羅斯人已經經過十多天的反思和對烏克蘭的攻擊，認為無需等到6月2日，現在立即可以提交給烏克蘭。
烏克蘭國防部長烏梅羅夫和德國國防部長皮斯托里烏斯簽署協議，德國將對烏克蘭國防工業進行直接投資，利用德國現有的工業能力和技術專長，資助烏克蘭境內的遠端武器系統生產，預計到2025年底將有大量此類系統生產，第一批系統將在未來幾周內部署。德國國防部則表示，向烏克蘭提供價值56.5億美元的軍事援助計劃。
俄羅斯總統新聞秘書佩斯科夫表示，俄羅斯總統普京與烏克蘭政權領導人會面在根本上是有可能的，但這樣的會議應該是俄烏代表團在各個領域達成具體協議的結果。
俄羅斯斯塔夫羅波爾邊疆區領袖弗拉基米爾表示，斯塔夫羅波爾市副市長古爾季夫在一場爆炸中死亡，爆炸可能是手榴彈或簡易爆炸裝置造成。古爾季夫曾經參與俄羅斯對烏克蘭的戰爭，弗拉基米爾表示烏克蘭可能參與事件。
烏克蘭國家安全局表示，一名被俘虜的俄羅斯第40獨立海軍陸戰隊步槍手涉嫌在今年1月9日在烏克蘭東北部參與俄羅斯破壞組織試圖奪取烏軍佔據的前線佔地後，處決兩名手無寸鐵的烏克蘭戰俘。該名俘虜已被正式控告犯下戰爭罪。
烏克蘭戰俘待遇協調總部表示，被俄羅斯俘虜的約2,500名亞速士兵中，1,279日返回烏克蘭，其中包括亞速旅的455人。
烏克蘭拯救被俄羅斯綁架兒童計劃「把孩子帶回UA」負責人扎裡夫娜表示，11名兒童從俄佔烏克蘭地區返回烏克蘭，其中一名女孩的母親和兄弟都曾經參與馬里烏波爾亞速鋼鐵廠的保衛行動，並且被俄羅斯關押三年。另一名男孩則與加入烏軍的父親和兄弟團聚，父親一直在前線服役，而其兄弟亦被俄羅斯關押三年多。另一名男孩則在18歲生日前幾天在學校被俄軍綁架，被關押在地下室遭受酷刑，其後險些被徵召入伍。
俄羅斯遊戲工作室「SPN」與俄羅斯國防部合作在遊戲平台「Steam」推出遊戲「Squad 22: ZOV」，以俄語、英語和中文免費提供，每天擁有超過3千萬名活躍用戶。玩家可以指揮俄軍，並與烏克蘭武裝部隊作戰、俘虜敵人並營救人質，內容基於俄羅斯老兵和現役軍人的真實戰爭經歷，並被俄軍正式推薦，用作軍校和俄羅斯青年預備役訓練的基本步兵戰術手冊。遊戲亦重覆俄羅斯政府對發動「特別軍事行動」的理由，包括保護烏克蘭俄語社群，行動目的是為了帶來和平等。
美國總統特朗普表示，美國很快就會知道俄羅斯總統普京是否認真希望結束烏克蘭戰爭，並警告俄羅斯如果在和平問題上停滯不前，美國將作出一些不同回應。又指出美國總統中東問題特使威特科夫目前正在與俄羅斯進行談判，預計將需要一周半或兩周時間了解俄羅斯的態度。另外特朗普表示尚未對俄羅斯實施新制裁，相信結束烏克蘭戰爭的和平協議已經能夠觸手可及，自己認為即將能夠達成協議並不希望搞砸它。
拉脫維亞國防部長斯普魯茲表示，土耳其和比利時將會加入支持烏克蘭的國際無人機聯盟，令聯盟成員國數量增加至20個。
聯合國烏克蘭問題獨立國際調查委員會公布報告顯示，俄羅斯武裝部隊故意使用無人機瞄準烏克蘭赫爾松州的平民犯下危害人類罪，調查結果基於300多段影片、600多個社交平台貼文以及91次對受害者、證人和地方官員的採訪，認為自2024年7月開始俄羅斯無人機襲擊廣泛且系統性，是協調國家恐嚇民眾和強行減少地區人口的行動之一。自2024年7月以來，俄軍在赫爾松州第聶伯羅河右岸100多公里的地區反覆殺害和打傷平民。在赫爾松市和周圍16個地區的無人機襲擊中，近150名平民死亡，數百人受傷，包括兒童。當中受國際法保護的救護車亦成為目標，造成更多傷亡。報告指出襲擊違反國際人道主義法的核心原則，俄軍透過在網上分享襲擊影片，犯下故意攻擊平民的戰爭罪和侮辱個人尊嚴的戰爭罪。持續的威脅讓居民生活在恐懼中，為了安全起見，居民經常只在雲層下或靠近樹木冒險外出。反覆的無人機襲擊、廣泛傳播的無人機攻擊影片，以及明確勸告民眾離開的眾多帖文表明，俄羅斯當局採取協調一致的國家政策，迫使赫爾松州的民眾離開該地區。
新聞通訊社「路透社」引述俄羅斯消息來源報道，俄羅斯總統普京已經準備好達成和平協議，但並不打算付出任何代價，同時要求北約書面承諾不會接受更多東歐成員，包括排除烏克蘭、喬治亞、摩爾多瓦等國家未來的加入，並且解除部份制裁，解決俄羅斯資產凍結問題，烏克蘭需要保持中立和保護俄語社群等，作為結束俄羅斯在烏克蘭戰爭的條件。其中一名消息人士表示，普京意識到無法按照自己的要求達成和平協議，因此試圖利用軍事成果向烏克蘭和歐洲表明「明天的和平將更加痛苦」。

## 5月29日
烏克蘭地方政府表示，截至29日上午9時，俄羅斯在過去24小時內襲擊赫爾松、蘇梅、尼古拉耶夫、第聶伯羅彼得羅夫斯克、頓涅茨克、盧甘斯克、切爾卡瑟、哈爾科夫、扎波羅熱和切爾尼戈夫等地，至少造成3名平民死亡，27名平民受傷。烏克蘭空軍表示，俄羅斯午夜至凌晨期間，對烏克蘭發動無人機襲擊，俄軍從庫爾斯克、米勒羅沃、奧廖爾地區發射90架見證者-136無人機和不明型號無人機，防空系統在各地擊落10架無人機。另有46架無人機因電子戰措施，未能擊中目標。
烏克蘭武裝部隊總參謀部表示，自全面入侵以來，俄羅斯在烏克蘭損失984,940名士兵，過去一天俄軍有1,050人傷亡，累計損失10,864輛坦克、22,645輛裝甲戰鬥車輛、50,015輛車輛和油箱、28,386門火砲系統、1,397套多管火箭系統、1,171套防空系統、372架飛機、336架直升機、37,999架無人機、3,265枚巡弋飛彈、28艘船隻和1艘潛艦等。烏克蘭國家邊防部隊表示，俄羅斯已經在庫爾斯克州集結足夠部隊，有可能對烏克蘭蘇梅州發動攻擊。
俄羅斯莫斯科市長表示，烏克蘭無人機過去一夜襲擊當地，導致莫斯科郊區一棟建築受損。
烏克蘭總統澤連斯基指責俄羅斯未能遵守承諾提供俄羅斯制訂的和平備忘錄，從而拖延和平程序，並警告國際合作夥伴，俄羅斯正試圖欺騙仍然依靠外交而不是壓力的人。即使是俄羅斯承諾並聲稱準備一個多星期的所謂備忘錄，但沒有人看到它，烏克蘭和其他合作伙伴沒有收到它，即使是主辦第一次會議的土耳其，也沒有收到更新的議程。另外澤連斯基表示，中國已停止向烏克蘭和西方國家出售無人機，但同時繼續向俄羅斯供應無人機，目前俄羅斯領土上已經有中國無人機的生產線。
俄羅斯外交部表示，俄羅斯外交部長拉夫羅夫28日與美國國務卿盧比奧通電話，就下一輪與烏克蘭和平談判進行討論，拉夫羅夫向盧比奧告知俄羅斯總統普京和美國總統特朗普在5月19日電話通話中達成協議的執行情況。
烏克蘭總統辦公室主任葉爾馬克表示，烏克蘭準備參加6月2日在土耳其伊斯坦布爾與俄羅斯代表團舉行的第二輪直接和平談判，但希望在會議前收到俄羅斯方面擬議的停火備忘錄草案，指出烏克蘭準備參加下一次會議，但希望進行建設性的討論，意味着收到俄羅斯的草案非常重要，目前亦有足夠時間讓俄羅斯準備和提交草案。
俄羅斯聯邦對外情報局表示，儘管塞爾維亞表示在烏克蘭衝突中保持中立，但塞爾維亞國防企業仍在繼續透過捷克、波蘭和保加利亞等北約國家向烏克蘭輸送武器，包括用於多管火箭系統和榴彈炮的數十萬枚炮彈，以及一百萬枚小型武器。形容這樣的行為是試圖向俄羅斯開槍。塞爾維亞總統武契奇表示，否認俄羅斯聯邦對外情報局指控塞爾維亞國防企業繼續向烏克蘭供應簡約的說法，指出的確與捷克存在一份武器供應的合同，但目前沒有任何許可亦沒有向烏克蘭提供任何導彈。
烏克蘭國防部情報總局公布截獲的俄羅斯別爾哥羅德州邊境地區居民電話通話，邊境居民抱怨俄羅斯建立緩衝區時採取的行動，令當地越來越不適合居住，行動期間當局切斷邊境沿線的天然氣供應，令生活條件惡化同時開始進行強制疏散。
烏克蘭國家調查局表示，已完成對第211浮橋旅指揮官濫用職權，虐待、敲詐和羞辱下屬的調查，正式指控其明知故犯地允許對其指揮下士兵進行酷刑和虐待，並且繼續不受控制。
烏克蘭國會人權監察員魯比涅茨表示，5月7日一名烏克蘭公民在俄佔克里米亞被自稱俄羅斯聯邦安全局官員拘留後失蹤，已經要求俄羅斯人權監察員莫斯卡科瓦審視，並且指出事件表明俄羅斯無法確保俄佔克里米亞居民的公民和政治權利。
烏克蘭數字轉型部長費德羅夫表示，烏克蘭首次部署一種新型人工智能的「母子無人機」，系統由烏克蘭國防技術公司「Brave1」開發，可以在敵後300公里的提供2個人工智能引導的第一人稱視角攻擊無人機，一旦釋出當中較小型的無人機可以自主定位和擊中高價值目標，包括飛機、防空系統和關鍵基礎設施，且不需要使用GPS，而是使用帶有攝像頭和雷射雷達的視覺慣性導航來引導無人機，而人工智能則獨立識別和選擇目標。
烏克蘭柔道聯合會表示，由於國際柔道聯合會執行委員會批准白俄羅斯運動員從2025年6月1日起無需再以中立運動員身份參賽，將會抵制6月在布達佩斯舉行的世界柔道錦標賽，同時譴責國際柔道聯合會相關決定，認為與聯合會原則中的全球體育運動公平、責任和團結的基本相矛盾，堅信允許來自侵略國運動員代表其國家參賽，不僅是政治盲目案例，亦是對戰爭和國際法受害者的公然無視。
美國總統烏克蘭問題特使凱洛格表示，美英法德的國家安全顧問將會出席計劃中將於6月2號舉行的俄烏之間直接和平談判。在接受訪問期間，凱洛格被問到美國總統特朗普是否會承諾停止北約擴張時表示，對俄羅斯總統普京而言，這是一個公平的擔憂，重申烏克蘭加入北約的議題不在談判桌上。
美國白宮新聞秘書萊維特表示，美國總統特朗普希望烏克蘭和俄羅斯之間即將舉行的和平談判，能夠推動其促成和平協議的努力，美國仍然希望俄烏雙方在伊斯坦布爾的會談能夠繼續進行，總統特朗普曾經在私下和公開評論中向普京和澤連斯基表達透過談判達成解決方案的希望。
由南韓、美國、日本等11國成立的「多邊對朝制裁監測組」公布調查顯示，俄羅斯和北韓之間進行非法軍事合作，其中在2024年多達900萬枚炮彈和至少100枚彈道導彈的武器轉讓，俄羅斯亦培訓北韓軍隊並部署到與烏克蘭軍隊的直接戰鬥中，同時向北韓供應超過聯合國授權上限的精煉石油產品。
新聞通訊社「路透社」引述國際原子能機構消息報道，早前有環保組織根據衛星圖片發現俄羅斯正在興建連接扎波羅熱核電站和俄佔地區的電力系統，試圖將核電站納入俄羅斯電網。但國際原子能機構調查指出目前沒有跡象顯示俄羅斯準備重啟核電站。

## 5月30日
烏克蘭地方政府表示，截至30日上午9時，俄羅斯在過去24小時內襲擊赫爾松、蘇梅、尼古拉耶夫、第聶伯羅彼得羅夫斯克、頓涅茨克、盧甘斯克、切爾卡瑟、哈爾科夫、扎波羅熱和切爾尼戈夫等地，至少造成7名平民死亡，39名平民受傷。烏克蘭空軍表示，俄羅斯午夜至凌晨期間，對烏克蘭發動無人機襲擊，俄軍從沃羅涅日地區發射2枚伊斯坎德爾-M/KN-23彈道導彈、從庫爾斯克、米勒羅沃、奧廖爾、沙塔洛沃和普里莫爾斯科-阿赫塔爾斯克地區發射90架見證者-136無人機和不明型號無人機，防空系統在各地擊落26架無人機。另有30架無人機因電子戰措施，未能擊中目標。烏克蘭哈爾科夫州州長表示，俄羅斯午夜至凌晨期間使用無人機襲擊當地，至少造成9名平民受傷。
烏克蘭武裝部隊總參謀部表示，自全面入侵以來，俄羅斯在烏克蘭損失986,080名士兵，過去一天俄軍有1,140人傷亡，累計損失10,865輛坦克、22,647輛裝甲戰鬥車輛、50,089輛車輛和油箱、28,421門火砲系統、1,398套多管火箭系統、1,172套防空系統、372架飛機、336架直升機、38,070架無人機、3,265枚巡弋飛彈、28艘船隻和1艘潛艦等。總司令瑟爾斯基表示，烏克蘭士兵在5月份使用各種型號的無人機擊中並摧毀89,000多個俄羅斯目標，烏克蘭將增加無人機操縱人員的數量，並提高烏克蘭的無人駕駛能力。
烏克蘭傳媒「基輔獨立報」引述烏克蘭國防部情報總局消息報道，清晨俄羅斯符拉迪沃斯託克德桑特納亞灣附近的第155獨立近衛海軍陸戰隊旅和第47獨立空中突擊營駐紮的地點發生兩起爆炸，導致軍事人員傷亡和裝備損壞。
烏克蘭總統澤連斯基表示，對烏克蘭和俄羅斯之間的下一輪暫定於6月2日在伊斯坦布爾舉行的和平談判，是否會產生任何結果感到懷疑，俄羅斯已經開始故意不採取行動，曾經承諾在千人換俘後立即準備備忘錄，但一個多星期過去俄羅斯沒有提交所謂的「備忘錄」草案。另外，澤連斯基與土耳其總統埃爾多安通電話，討論烏克蘭和俄羅斯之間下一輪和平談判，雙方都同意會議不能也不應該是空手而回，必須停火才能進一步走向和平，而殺戮亦必須停止。澤連斯基提到第一輪會談中交換戰俘是會議的重要成就，但不幸的是是唯一一樣。
俄羅斯總統新聞秘書佩斯科夫表示，總統普京從根本上贊成與烏克蘭總統澤連斯基和美國總統特朗普會面。認為高層接觸無疑是必要的，但必須做好準備，首先必須在代表團之間的談判中取得成果。俄羅斯駐聯合國大使涅邊賈表示，俄羅斯準備考慮在對烏克蘭的戰爭中停火，並在隨後可持續地解決衝突的根本原因，但前提是基輔停止接收西方武器並停止繼續動員。
烏克蘭民間組織「俘虜保護組織」表示，在今個月中俄羅斯和烏克蘭進行千人換行動中，雙方各移交880名軍事人員和120名平民，返回烏克蘭的平民中，超過一半的平民犯下與戰爭無關的罪行。其中至少15人曾在俄佔赫爾松和俄佔尼古拉耶夫地區的殖民地監獄服刑。另有50人是居住在俄羅斯的烏克蘭公民，在不同的年份被定罪。服刑後俄羅斯當局本應將他們遣返回國，但卻被無限期地關押在俄羅斯非法居留外國人的集中營。俄羅斯方面讓希望他們參與俘虜交換，令烏克蘭當局和平民都出乎意料。部分平民向組織講述俄羅斯人如何以釋放他們為條件，提出讓他們加入俄軍參戰，以及烏克蘭政府在接回他們後並沒有提供適切援助，令他們流離失所。
美國總統特朗普表示，對於在烏克蘭與俄羅斯正在進行和平談判期間，俄羅斯襲擊烏克蘭城市導致平民死亡感到非常驚訝。
美國傳媒「紐約時報」引述烏克蘭一名高級官員消息報道，烏克蘭向俄羅斯提交的停火備忘錄中包括在陸地、空中和海上停火的規定，並由國際合作夥伴進行監察。

## 5月31日
烏克蘭地方政府表示，截至31日上午9時，俄羅斯在過去24小時內襲擊赫爾松、蘇梅、尼古拉耶夫、第聶伯羅彼得羅夫斯克、頓涅茨克、盧甘斯克、切爾卡瑟、哈爾科夫、扎波羅熱和切爾尼戈夫等地，至少造成10名平民死亡，32名平民受傷。烏克蘭空軍表示，俄羅斯午夜至凌晨期間，對烏克蘭發動無人機襲擊，俄軍從庫爾斯克地區發射2枚S-300導彈、從別爾哥羅德地區發射3枚Kh-59/69導彈、從庫爾斯克、米勒羅沃、別爾哥羅德、沙塔洛沃和普里莫爾斯科-阿赫塔爾斯克地區發射109架見證者-136無人機和不明型號無人機，防空系統在各地擊落42架無人機和3枚Kh-59/69導彈。另有30架無人機因電子戰措施，未能擊中目標。烏克蘭扎波羅熱州州長表示，午夜至凌晨期間，俄軍使用導彈攻擊當地，至少造成1名兒童死亡，1名兒童受傷。
烏克蘭武裝部隊總參謀部表示，自全面入侵以來，俄羅斯在烏克蘭損失987,330名士兵，過去一天俄軍有1,250人傷亡，累計損失10,867輛坦克、22,652輛裝甲戰鬥車輛、50,198輛車輛和油箱、28,475門火砲系統、1,400套多管火箭系統、1,173套防空系統、372架飛機、336架直升機、38,215架無人機、3,265枚巡弋飛彈、28艘船隻和1艘潛艦等。烏克蘭武裝部隊總司令瑟爾斯基表示，俄軍已經加強在扎波羅熱、頓涅茨克和蘇梅州關鍵戰線的攻擊行動，而烏軍正在令俄軍造成重大損失，僅在5月份就有3萬4千多名俄羅斯人員喪生，烏克蘭軍隊正在使用後備部隊加強高風險地區，並加強火力以擊退攻擊。烏克蘭空降突擊部隊表示，俄羅斯士兵在庫爾斯克方向烏克蘭傘兵部隊投降，主要因為俄羅斯部隊中的虐待性況比被俘後的待遇更糟糕，在俄軍部隊中，士兵遭受非人道待遇、心理壓力和威脅。烏克蘭將會為戰俘提供必要的醫療和心理援助，戰俘亦將用於進一步交換被俄羅斯關押的烏克蘭軍事人員。
俄羅斯布良斯克州州長表示，晚間距離烏克蘭邊境約100公里維戈尼奇區一條公路橋懷疑遭到炸毁，多輛重型貨車壓落正在行駛的載客列車，導致列車出軌，至少造成7死69傷，包括3名兒童。俄羅斯鐵路公司表示，事故源於非法干預運輸運作導致。數小時後，俄羅斯庫爾斯克州州長表示，一列貨運列車駛過熱列茲諾戈爾斯克區一條鐵路橋時橋體突然塌陷，導致火車墜落至下方公路並起火，造成司機受傷。俄羅斯聯邦偵察委員會表示，將會進行刑事調查，並指出兩宗案件均屬恐怖襲擊。事件未知是否與烏克蘭有關，但有俄方官員與部份親克里姆林宮宣傳人物暗示烏克蘭可能涉案，認為是要破壞雙方的第二輪和平談判。
烏克蘭總統澤連斯基表示，烏克蘭和合作夥伴仍然在等待俄羅斯展示其擬議的草案，但俄羅斯一直的拖延，令事情變得不嚴肅。在即將在伊斯坦布爾舉行的第二輪和平談判之前，俄羅斯的立場仍然不清楚，令大家對俄羅斯意圖的產生懷疑。
烏克蘭蘇梅州州長格里霍羅夫表示，由於俄羅斯不斷升級的襲擊，持續的炮擊對平民生命構成持續威脅，當局已下令強制疏散蘇梅州靠近俄羅斯邊境11個村莊的居民。
在美國總統特朗普第一任期出任國務卿的蓬佩奧在敖德薩出席黑海安全論壇上發表講話時表示，不應承認俄羅斯對克里米亞和其他烏克蘭領土的控制和主權，形容將會是一個史詩般的錯誤。